# Lijst van personen overleden in 2005
Dit is een lijst van personen die zijn overleden in 2005.

## Januari

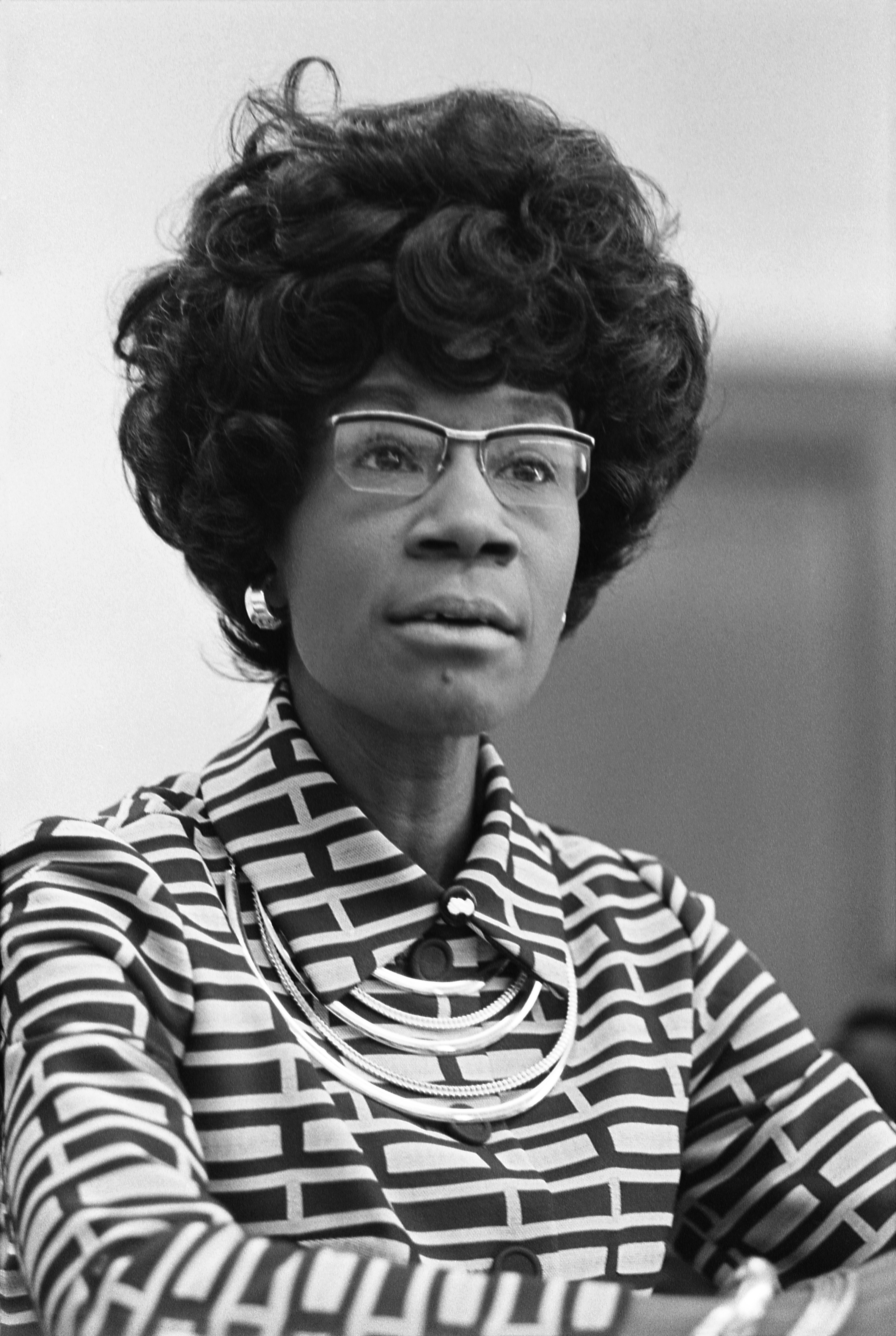
Shirley Chisholm
1 januari

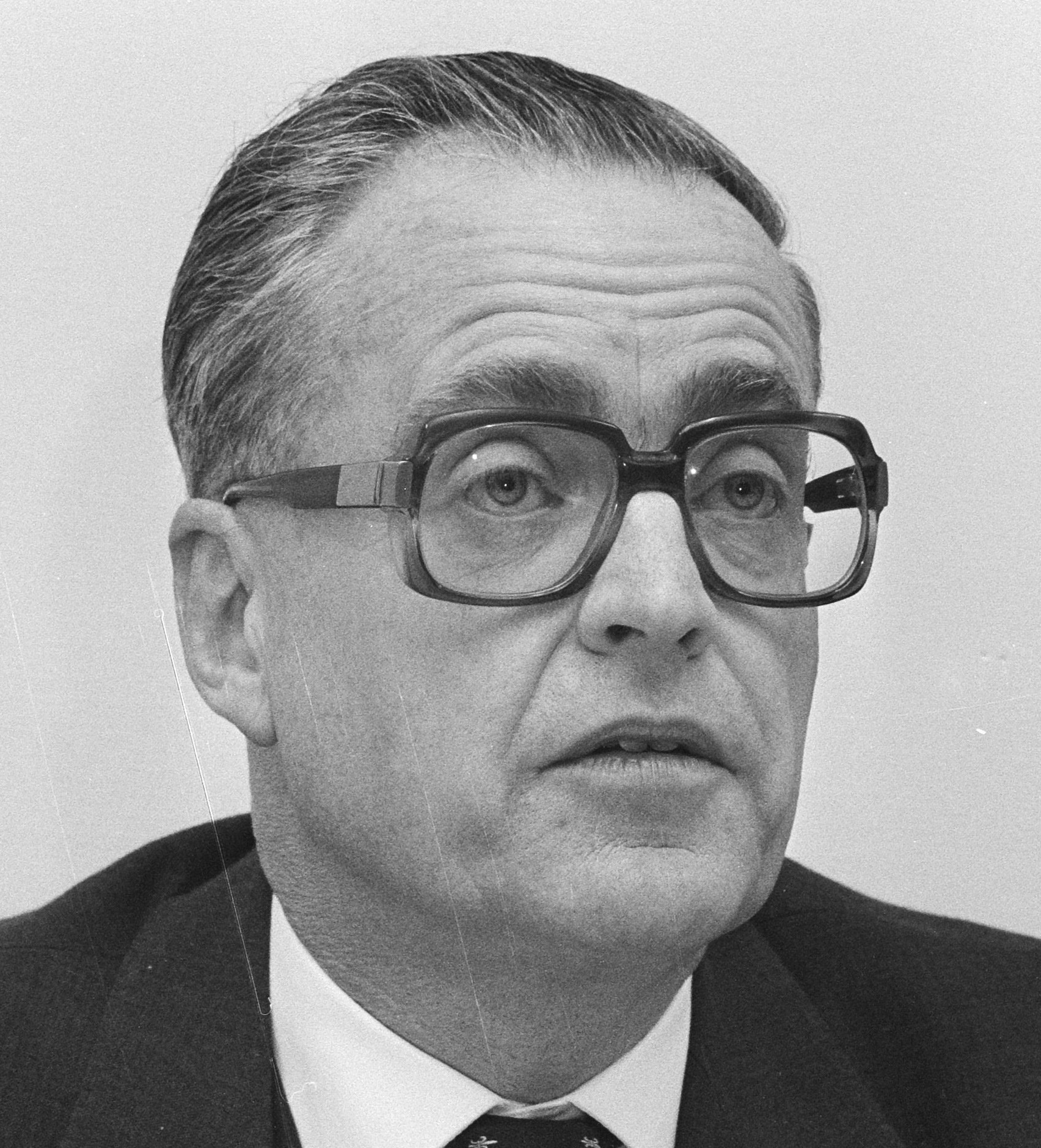
Willem Scholten
1 januari

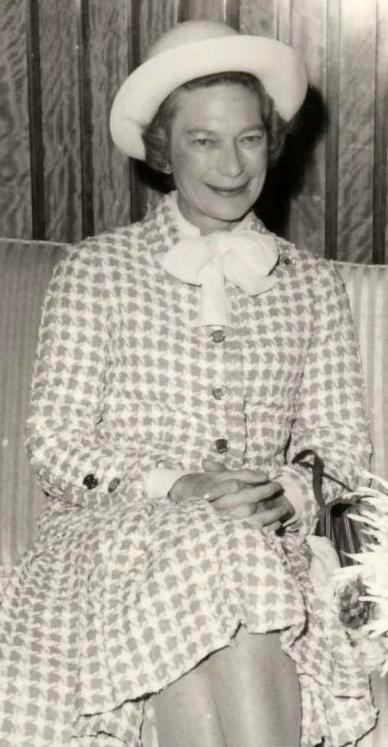
Josephine Charlotte van België
10 januari

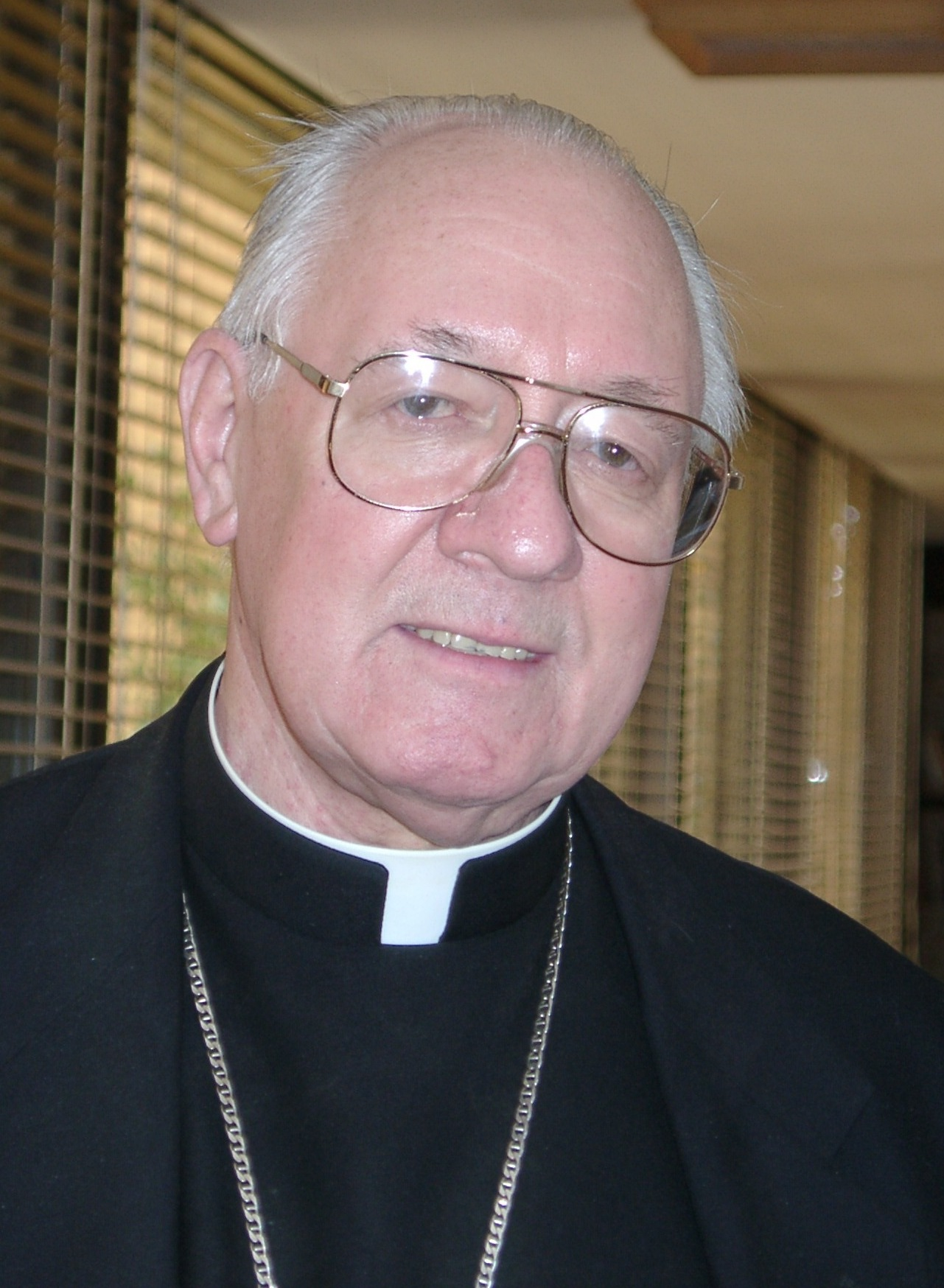
Jan Schotte
10 januari

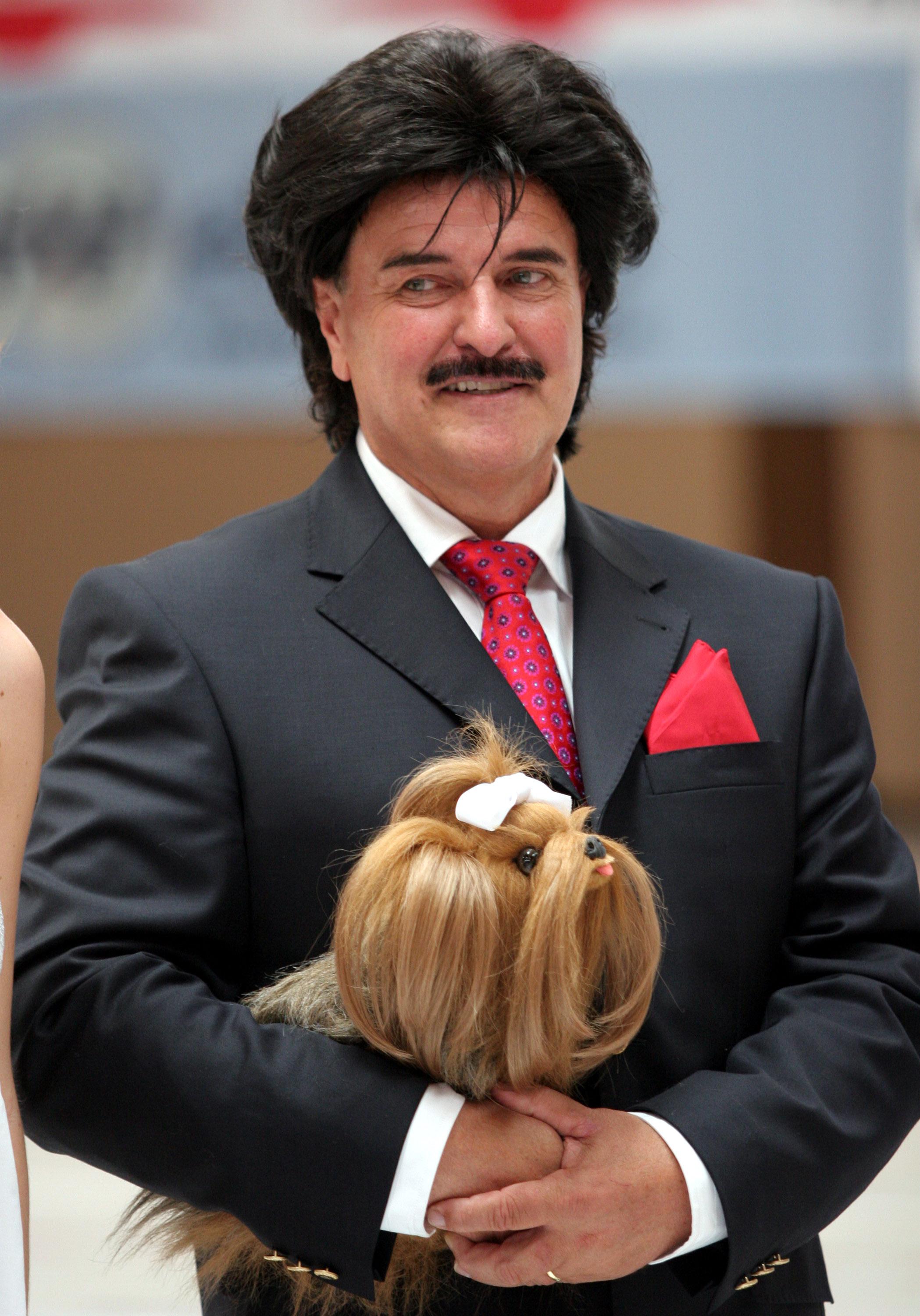
Rudolph Moshammer
14 januari

Victoria de los Ángeles
15 januari

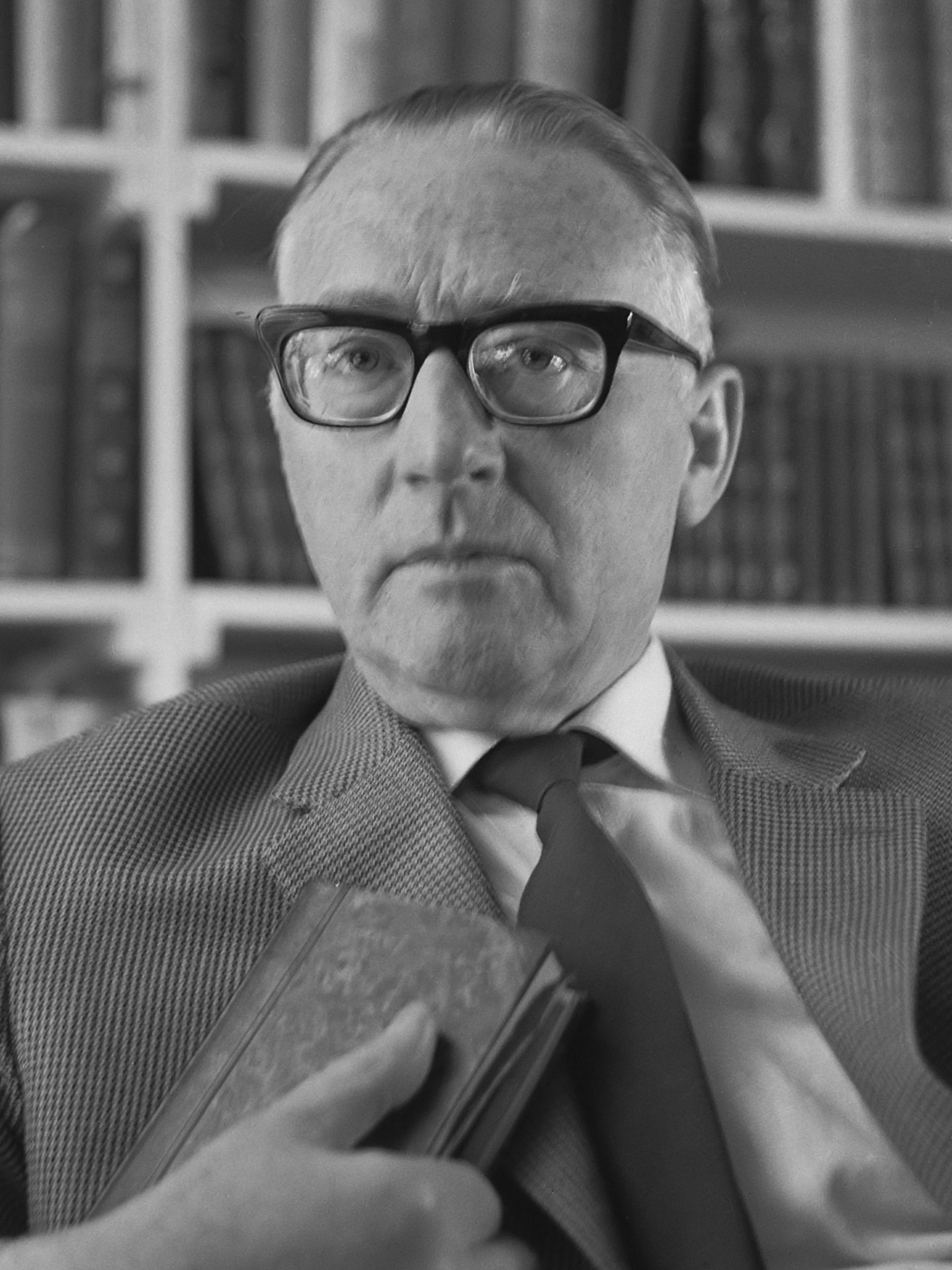
Theun de Vries
21 januari

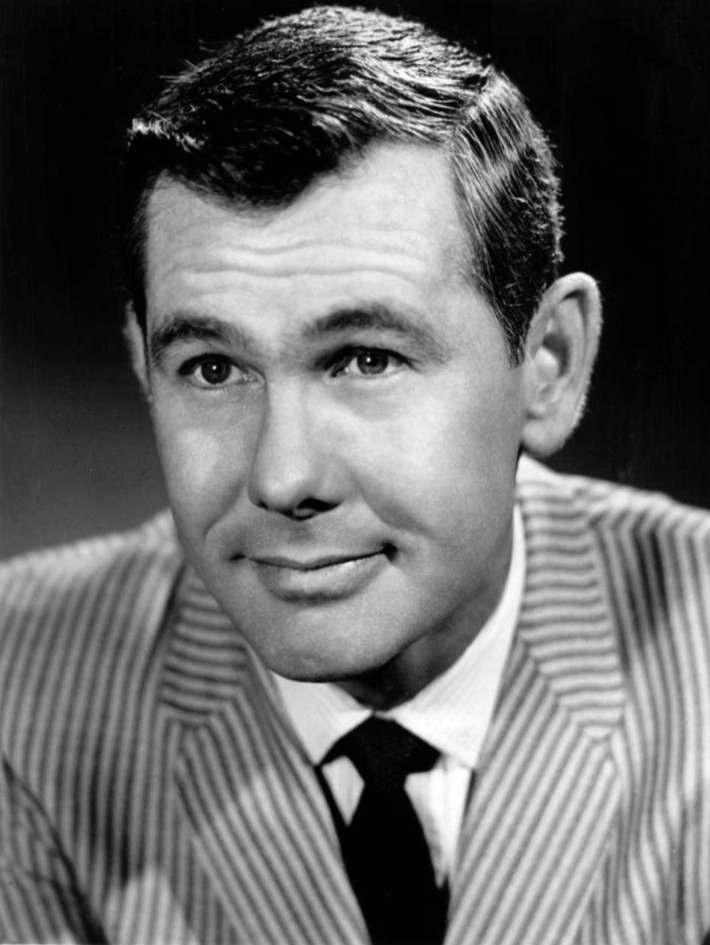
Johnny Carson
23 januari

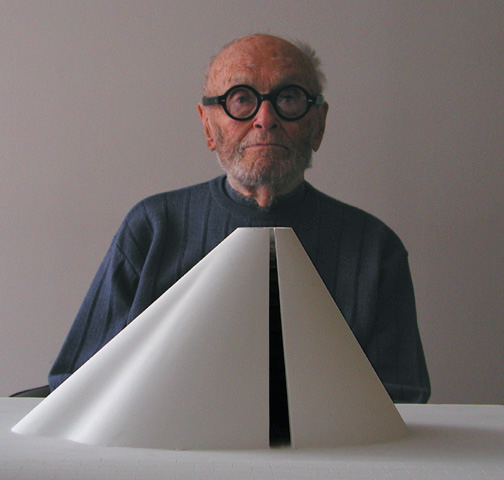
Philip Johnson
25 januari

| 1 | 2 | 3 | 4 | 5 | 6 | 7 | 8 | 9 | 10 | 11 | 12 | 13 | 14 | 15 | 16 | 17 | 18 | 19 | 20 | 21 | 22 | 23 | 24 | 25 | 26 | 27 | 28 | 29 | 30 | 31 |
| - | - | - | - | - | - | - | - | - | -- | -- | -- | -- | -- | -- | -- | -- | -- | -- | -- | -- | -- | -- | -- | -- | -- | -- | -- | -- | -- | -- |

### 1 januari
- Frans Baudouin (84), Belgisch kunsthistoricus
- Shirley Chisholm (80), Amerikaans politicus
- Jan Goossen (67), Nederlands kunstenaar
- Eugene James Martin (66), Amerikaans kunstenaar
- Dmitri Neljoebin (33), Russisch wielrenner
- Willem Scholten (77), Nederlands politicus en econoom

### 2 januari
- Arnold Denker (90), Amerikaans schaker
- Antoine Puttaert (85), Belgisch voetballer
- Henk Talsma (83), Nederlands politicus en jurist

### 3 januari
- Will Eisner (87), Amerikaans tekenaar

### 4 januari
- Humphrey Carpenter (58), Brits schrijver
- Gaston De Roeck (67), Belgisch onderzoeker
- Robert Heilbroner (85), Amerikaans econoom
- Jan Lavies (102), Nederlands ontwerper en kunstenaar

### 5 januari
- Rien Beringer (77), Nederlands kunstenaar
- Antun Maqdisi (90), Syrisch politiek filosoof

### 6 januari
- Tarquinio Provini (72), Italiaans motorcoureur

### 8 januari
- Jacqueline Joubert (83), Frans televisiepresentatrice

### 9 januari
- Rob Brunia (57), Nederlands schaker
- Suad Katana (35), Bosnisch voetballer

### 10 januari
- James Forman (76), Amerikaans burgerrechtenleider
- Josephine Charlotte van België (77), groothertogin van Luxemburg
- Maria Klinkenberg (55), Nederlands beeldhouwster
- José Manuel Pérez (41), Spaans motorcoureur
- Werner Quintens (67), Belgisch geestelijke
- Jan Schotte (76), Belgisch kardinaal
- Izak Willem van Spiegel (82), Nederlands wiskundige

### 11 januari
- Fabrizio Meoni (47), Italiaans motorcoureur

### 12 januari
- Bernard Meadows (89), Brits beeldhouwer
- Amrish Puri (72), Indiaas filmacteur

### 13 januari
- Volodymyr Fink (46), Sovjet-Oekraïens voetballer

### 14 januari
- Ward Beysen (63), Belgisch politicus
- Carl Möhner (83), Oostenrijks acteur en kunstschilder[1]
- Rudolph Moshammer (64), Duits modeontwerper
- Jesús Rafael Soto (81), Venezolaans schilder en beeldhouwer

### 15 januari
- Victoria de los Ángeles (81), Spaans operazangeres
- Elizabeth Janeway (91), Amerikaans schrijfster, critica en feministe
- Fred Julsing (62), Nederlands cartoonist
- Henk Molleman (69), Nederlands politicus en ambtenaar
- Ruth Warrick (89), Amerikaans actrice

### 16 januari
- Leo van Splunder (80), Nederlands burgemeester

### 17 januari
- Virginia Mayo (84), Amerikaans filmactrice
- Zhao Ziyang (85), Chinees politicus

### 18 januari
- Earl Pomeroy (89), Amerikaans historicus

### 19 januari
- Joop Odenthal (80), Nederlands honkballer en voetballer

### 20 januari
- Per Borten (91), Noors politicus
- Simon Cavendish (43), Nederlands internetondernemer
- Emile Mastenbroek (74), Nederlands bestuurder

### 21 januari
- René De Vos (83), Belgisch voetballer
- Kaljo Raid (83), Estisch-Canadees componist
- Juul Stinissen (83), Belgisch psycholoog
- Theun de Vries (97), Nederlands schrijver en dichter

### 22 januari
- Consuelo Velázquez (80), Mexicaans componiste

### 23 januari
- Johnny Carson (79), Amerikaans televisiepresentator
- Robrecht De Roock (33), Belgisch acteur

### 25 januari
- Philip Johnson (98), Amerikaans architect
- Ray Peterson (65), Amerikaans zanger
- Max Velthuijs (81), Nederlands schrijver en tekenaar
- Nettie Witziers-Timmer (81), Nederlands atlete

### 26 januari
- Rudi Falkenhagen (71), Nederlands acteur

### 27 januari
- Aurélie Nemours (94), Frans kunstschilderes
- Jan in 't Veld (79), Nederlands vliegtuigbouwkundige

### 28 januari
- Jim Capaldi (60), Brits drummer
- Jacques Villeret (53), Frans acteur

### 29 januari
- Ephraim Kishon (80), Israëlisch journalist, schrijver en filmregisseur
- Henk Ulrici (83), Nederlands verzetsstrijder
- Guus Zoutendijk (75), Nederlands politicus en topman

### 30 januari
- Maurice Desimpelaere (84), Belgisch wielrenner

### 31 januari
- Nel Benschop (87), Nederlands dichteres

## Februari

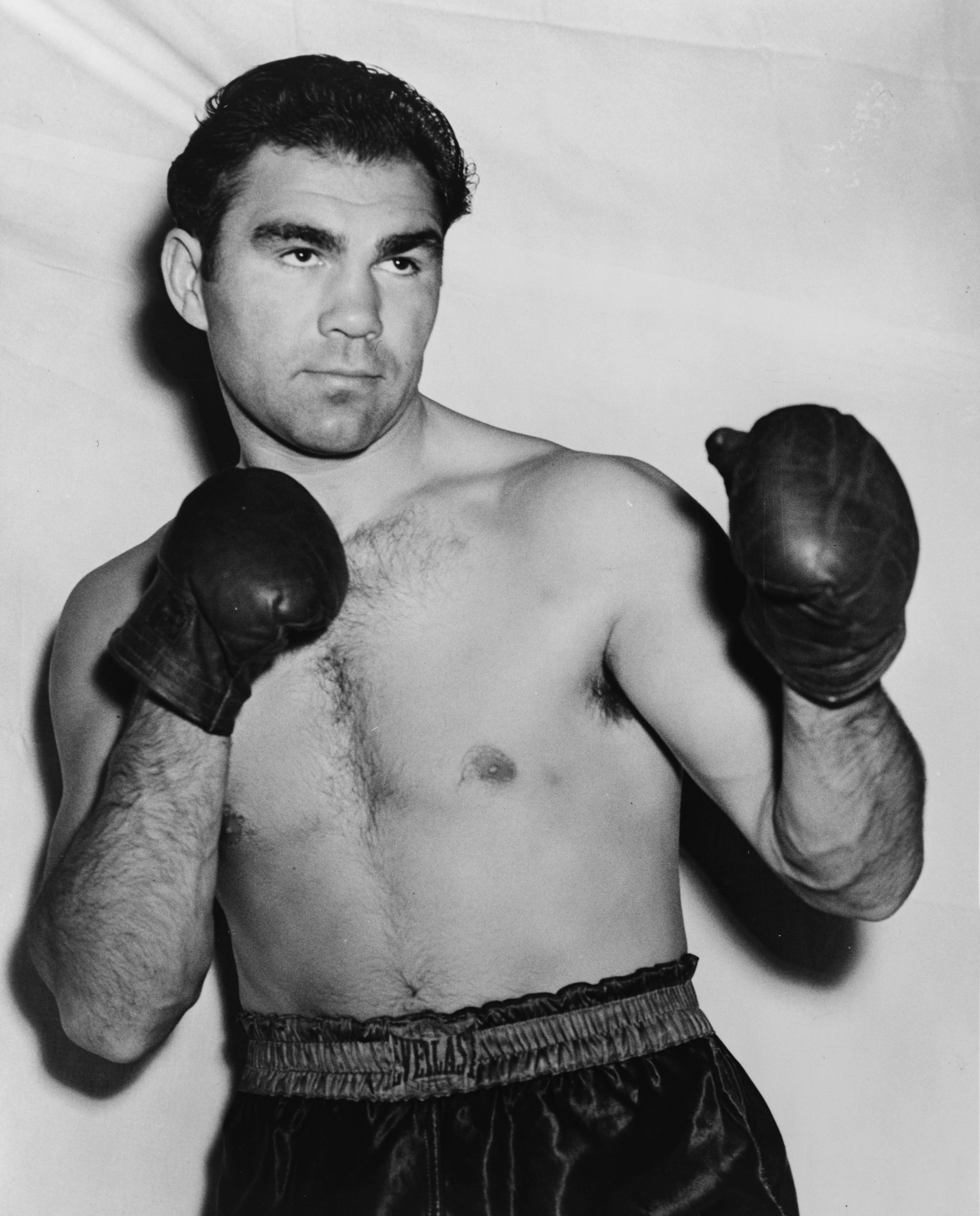
Max Schmeling
2 februari

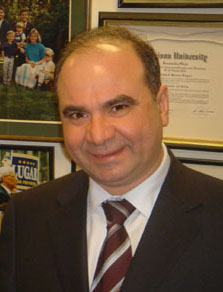
Zoerab Zjvania
3 februari

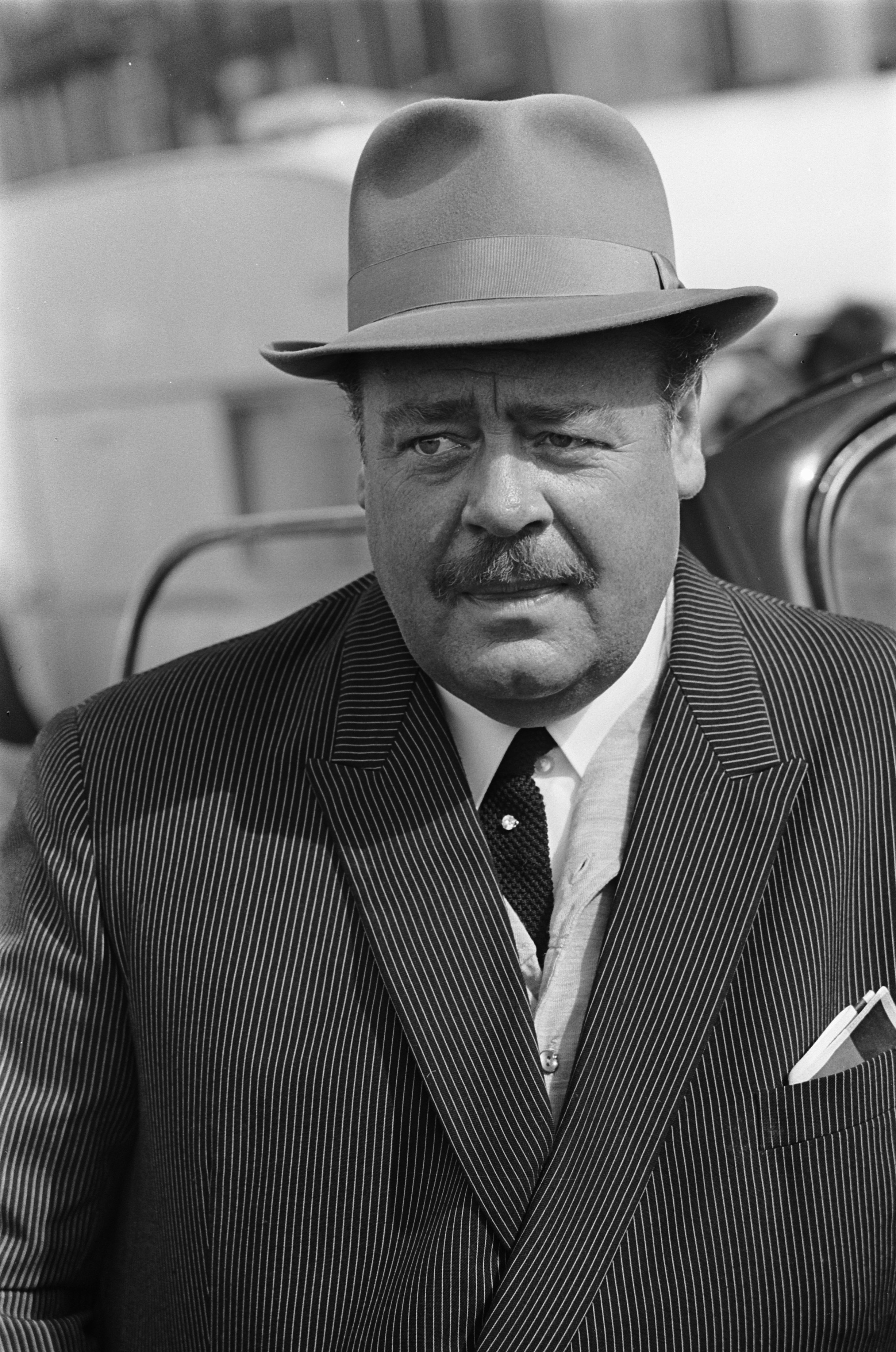
Paul Wilking
7 februari

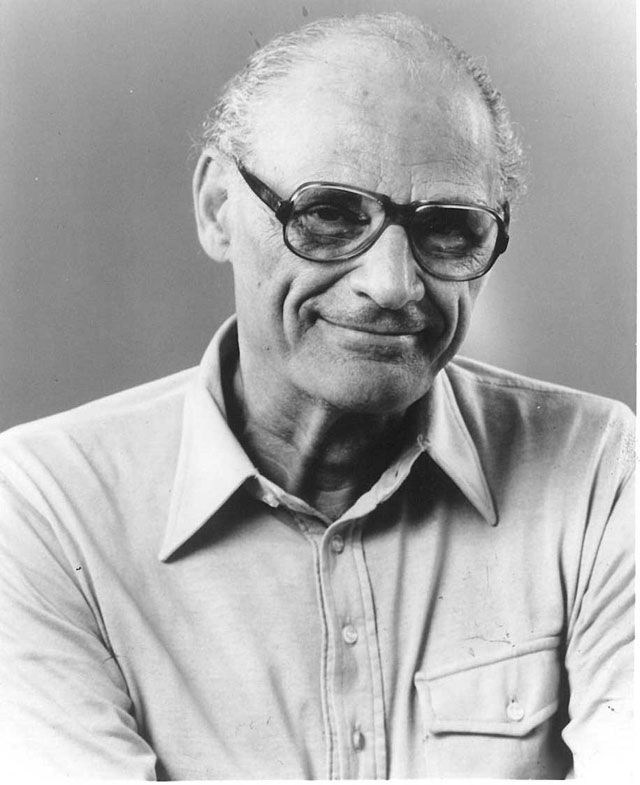
Arthur Miller
10 februari

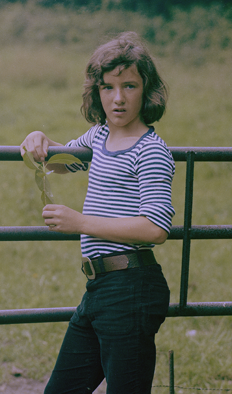
Martin Perels
14 februari

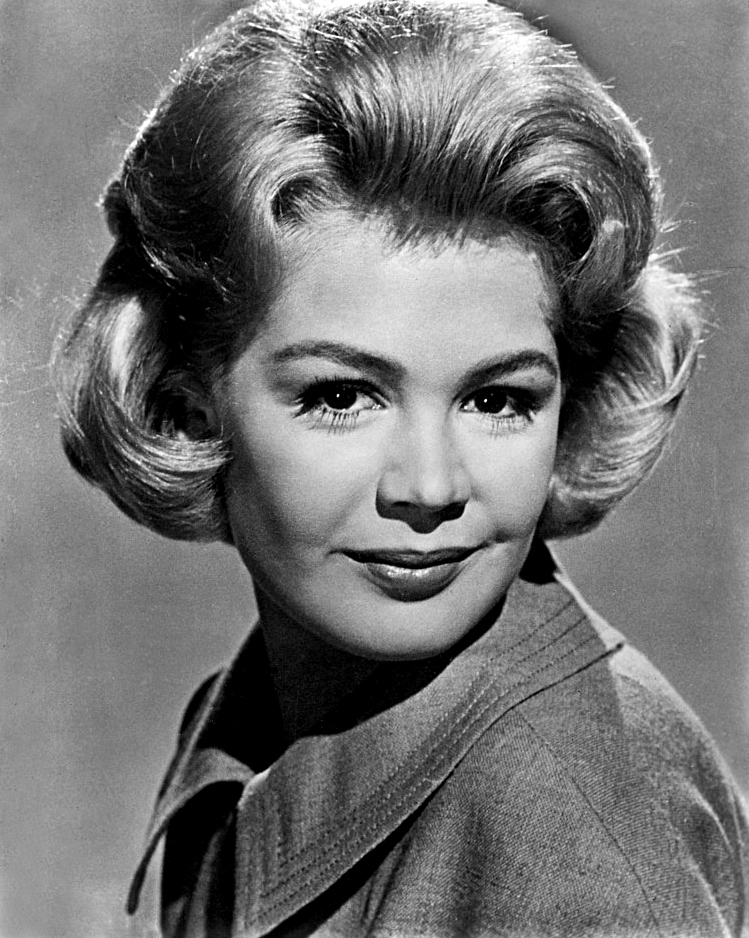
Sandra Dee
20 februari

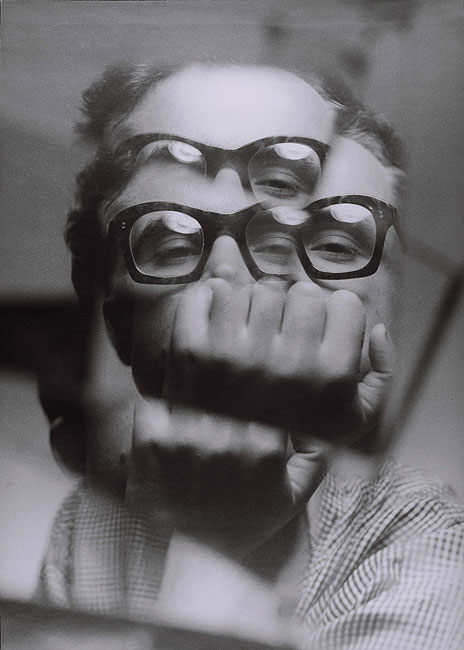
Zdzisław Beksiński
22 februari

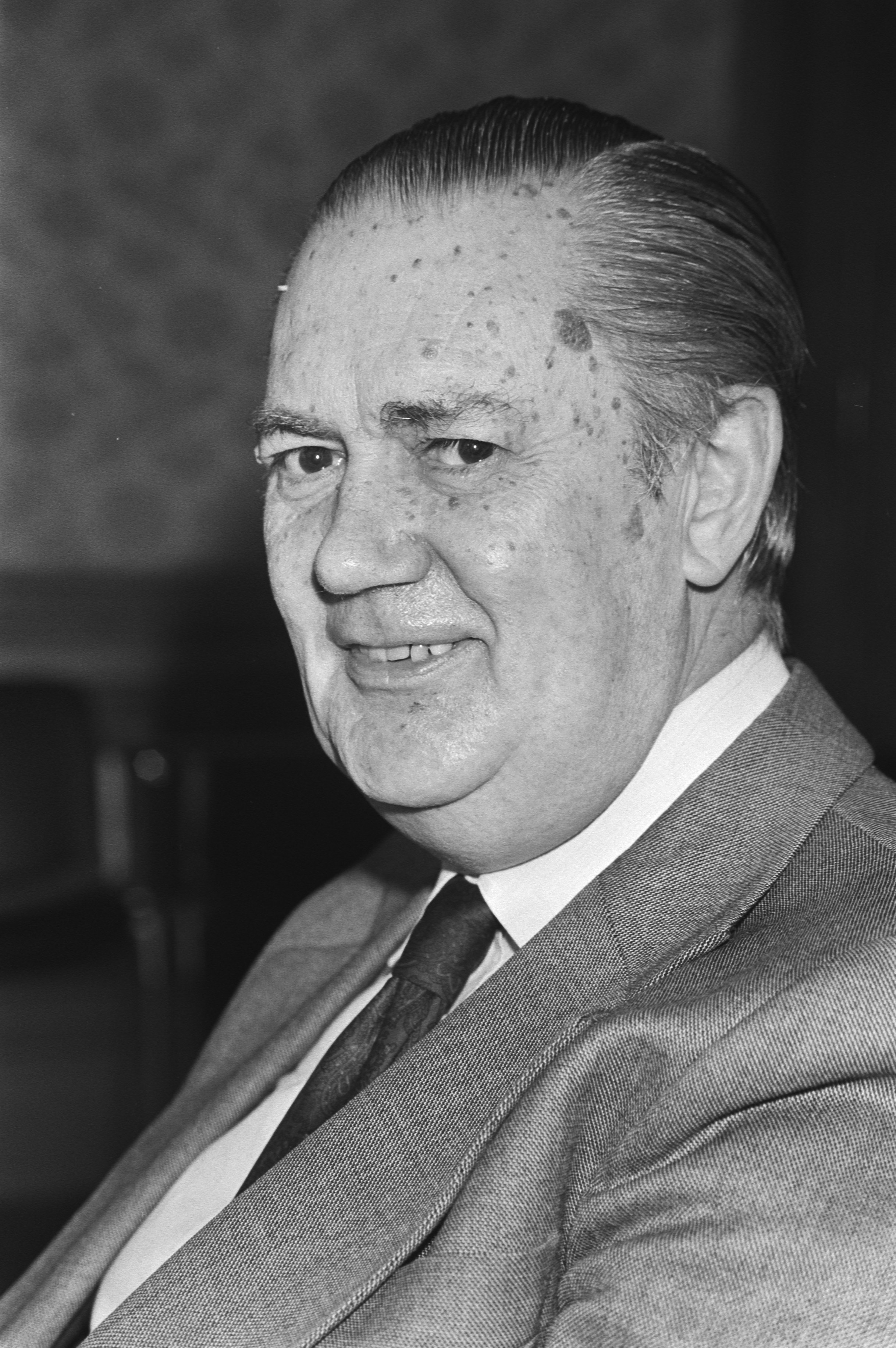
Henk Zeevalking
23 februari

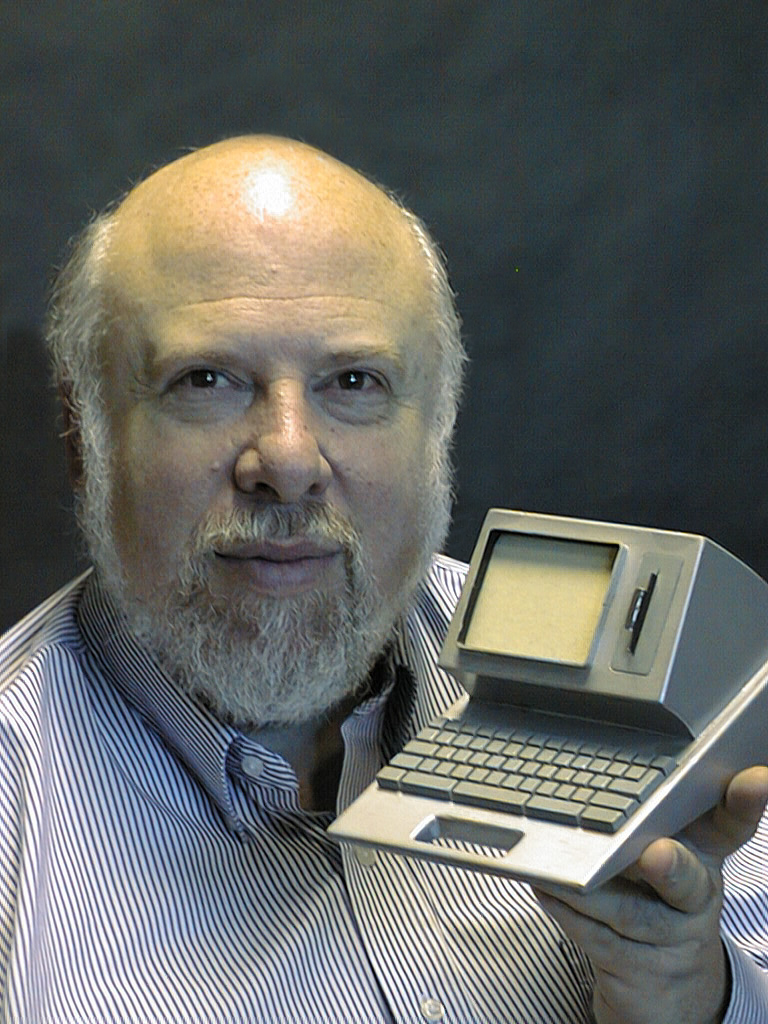
Jef Raskin
26 februari

| 1 | 2 | 3 | 4 | 5 | 6 | 7 | 8 | 9 | 10 | 11 | 12 | 13 | 14 | 15 | 16 | 17 | 18 | 19 | 20 | 21 | 22 | 23 | 24 | 25 | 26 | 27 | 28 |
| - | - | - | - | - | - | - | - | - | -- | -- | -- | -- | -- | -- | -- | -- | -- | -- | -- | -- | -- | -- | -- | -- | -- | -- | -- |

### 1 februari
- Anderl Heckmair (98), Duits alpinist en berggids
- Ivan Noble (37), Brits journalist
- John Vernon (72), Canadees acteur

### 2 februari
- Max Schmeling (99), Duits bokser

### 3 februari
- Corrado Bafile (101), Italiaans geestelijke
- Andreas Makris (74), Grieks-Amerikaans componist en violist
- Ernst Mayr (100), Amerikaans evolutiebioloog
- Etienne Schotte (82), Belgisch sportbestuurder
- Zoerab Zjvania (41), Georgisch premier

### 4 februari
- Ossie Davis (87), Amerikaans acteur en regisseur
- Wally Laureys (61), Belgisch clown en circusdirecteur

### 5 februari
- Gonne Donker (86), Nederlands schaatsster
- Étienne Eyadéma (67), president van Togo

### 6 februari
- Lazar Berman (74), Russisch klassiek pianist
- Frans Blancquaert (81), Belgisch politicus
- Adu Celso Santos (59), Braziliaans motorcoureur

### 7 februari
- Paul Wilking (80), Nederlands crimineel

### 8 februari
- Gildo Arena (82), Italiaans waterpolospeler
- Heine Keuning (86), Nederlands politicus
- Gaston Rahier (58), Belgisch motorcoureur
- Jimmy Smith (79), Amerikaans jazzorganist
- Marthe Wéry (74), Belgisch kunstenares

### 9 februari
- Wouter Pleijsier (82), Nederlands verzetsstrijder
- Frans Wolters (61), Nederlands politicus

### 10 februari
- Karel Deddens (80), Nederlands predikant, zendeling en theoloog
- Arthur Miller (89), Amerikaans toneelschrijver

### 12 februari
- Marinus van der Goes van Naters (104), Nederlands politicus
- James McClure (88), Amerikaans tafeltennisser
- Rob Punt (47), Nederlands motorcoureur
- Dorothy Stang (73), Amerikaans mensenrechtenactiviste
- Maurice Trintignant (87), Frans autocoureur
- Tonny Vos-Dahmen von Buchholz (81), Nederlands kinderboekenschrijfster

### 13 februari
- Lucia dos Santos (97), Portugese geestelijke

### 14 februari
- Rafik Hariri (60), Libanees politicus
- Martin Perels (44), Nederlands acteur
- Pauli Toivonen (75), Fins rallycoureur
- René Vingerhoedt (83), Belgisch biljarter

### 15 februari
- Pierre Bachelet (60), Frans televisieregisseur en zanger

### 16 februari
- Hans von Blixen-Finecke jr. (88), Zweeds ruiter
- Nicole DeHuff (30), Amerikaans actrice
- Russ Klar (90), Amerikaans autocoureur
- Narriman Sadik (71), koningin van Egypte

### 17 februari
- Dan O'Herlihy (85), Iers acteur
- Alejandro Gascón Mercado (72), Mexicaans politicus
- Jan Rokus van Roosendael (44), Nederlands componist
- Omar Sívori (69), Argentijns voetballer

### 18 februari
- Maarten Krabbé (96), Nederlands kunstschilder

### 19 februari
- Kihachi Okamoto (82), Japans filmregisseur
- Gerrit Santing (91), Nederlands beeldhouwer

### 20 februari
- Sandra Dee (62), Amerikaans filmactrice
- Dalene Matthee (66), Zuid-Afrikaans schrijfster
- Hunter S. Thompson (67), Amerikaans schrijver
- Jef van de Vijver (89), Nederlands wielrenner

### 21 februari
- Guy Mathot (63), Belgisch politicus
- Maarten Van Severen (49), Belgisch meubelontwerper en interieurarchitect

### 22 februari
- Zdzisław Beksiński (75), Pools kunstschilder, beeldhouwer en fotograaf
- Luigi Giussani (82), Italiaans geestelijke
- Mario Ricci (90), Italiaans wielrenner
- Simone Simon (94), Frans actrice
- Willy Vernimmen (74), Belgisch politicus

### 23 februari
- Truck Branss (79), Duits regisseur
- Bắc Sơn (73), Vietnamees acteur
- Gerard Walden (96), Nederlands revue-artiest en acteur
- Henk Zeevalking (82), Nederlands politicus

### 24 februari
- Thadée Cisowski (78), Pools-Frans voetballer
- Gustavo Vázquez (42), Mexicaans politicus

### 25 februari
- Peter Benenson (83), Brits jurist en bestuurder
- Edward Patten (65), Amerikaans soulzanger
- Max Schuchart (84), Nederlands dichter, journalist en vertaler

### 26 februari
- Max Faulkner (88), Brits golfer
- Jef Raskin (61), Amerikaans informaticus
- Mark Tatum (48), Amerikaans patiënt
- Nicole Vervil (84), Frans actrice

### 27 februari
- James Avati (92), Amerikaans kunstschilder en illustrator
- Jean Claessens (90), Nederlands dirigent

## Maart

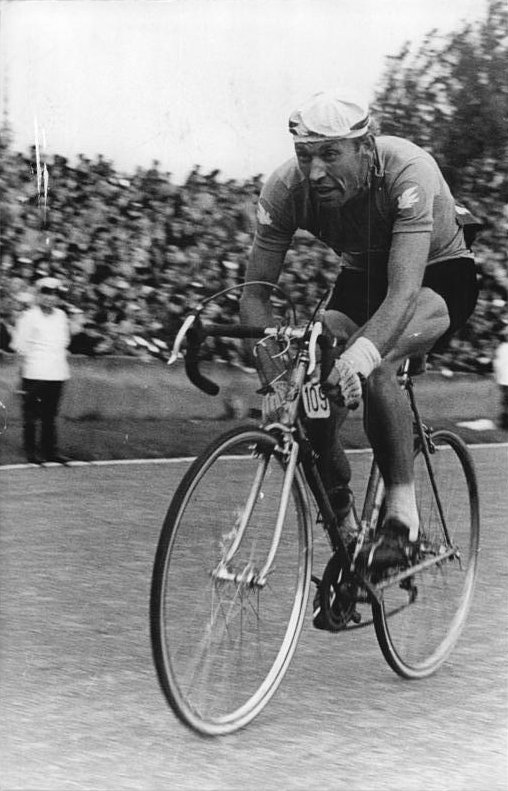
Viktor Kapitonov
2 maart

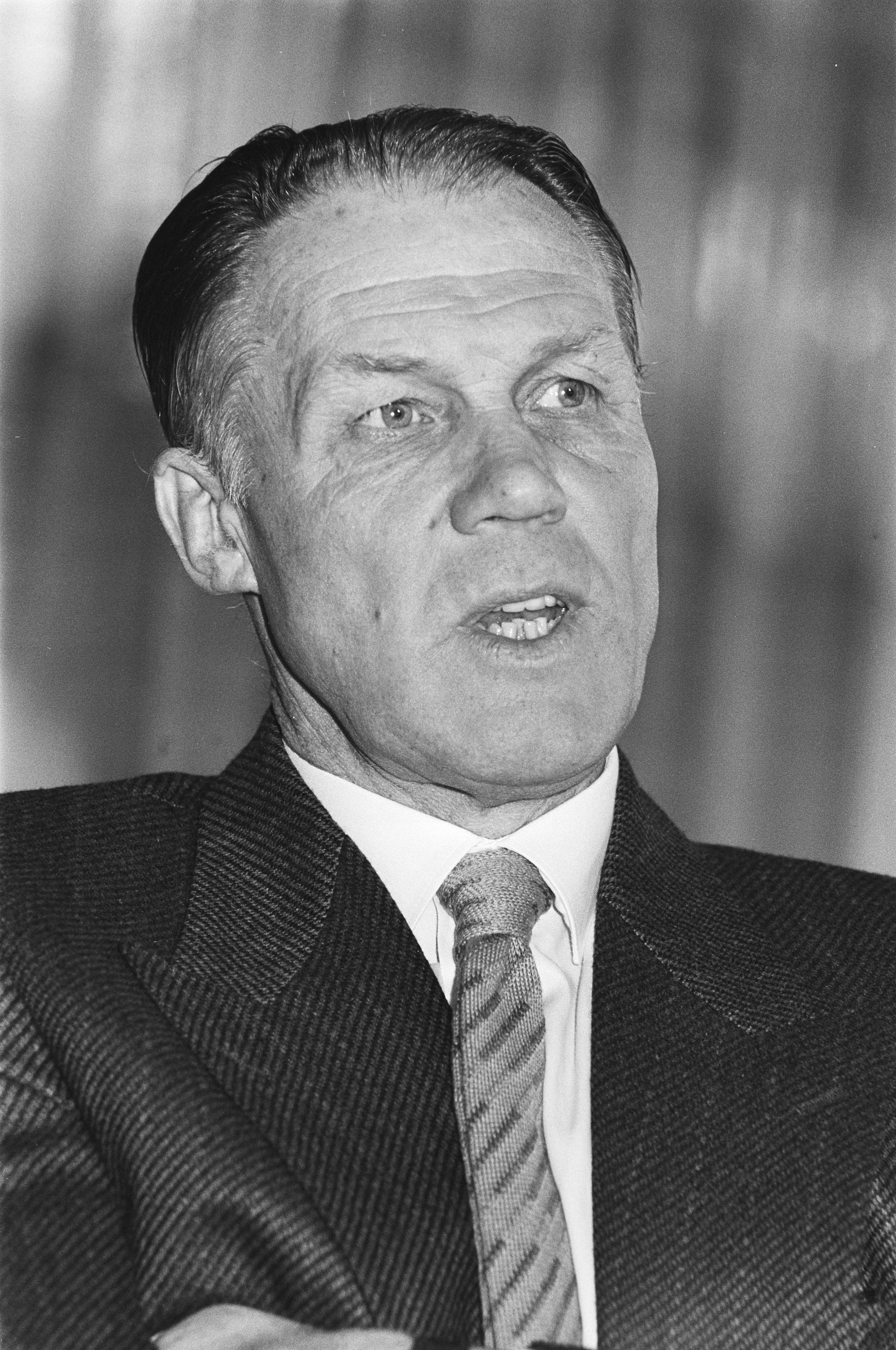
Rinus Michels
3 maart

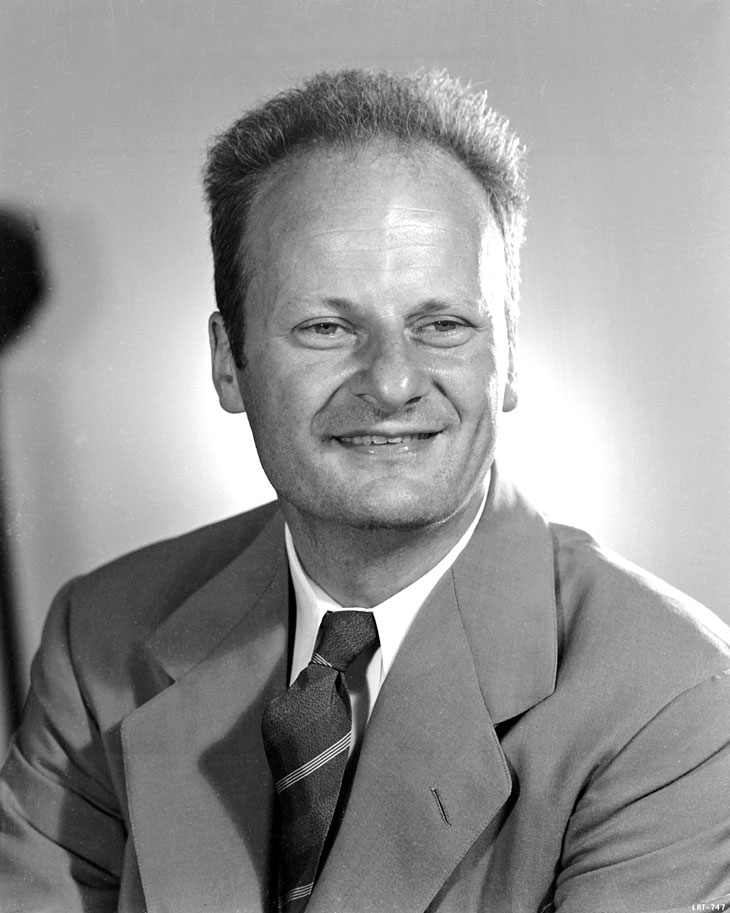
Hans Bethe
6 maart

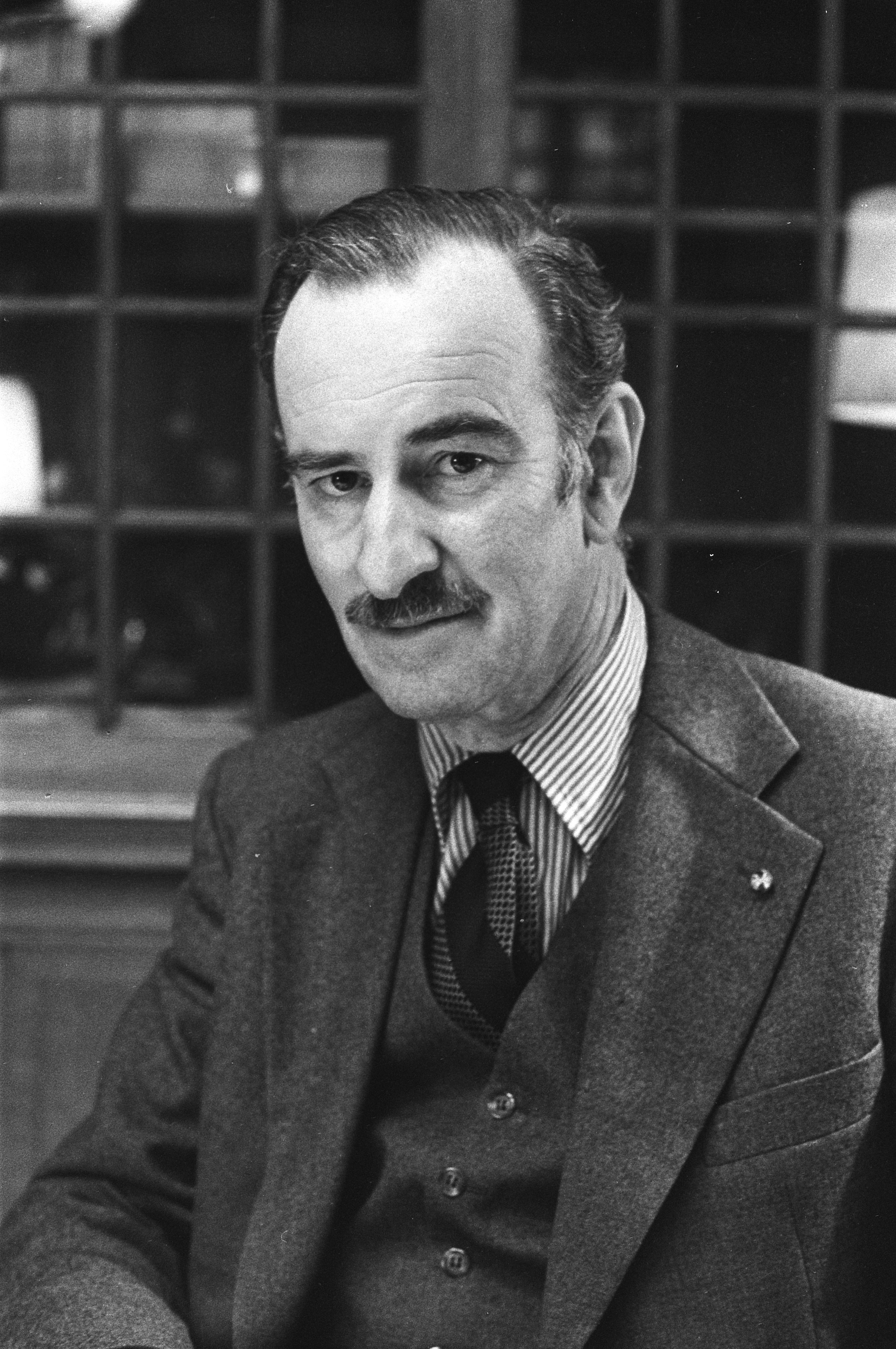
Chris van der Klaauw
16 maart

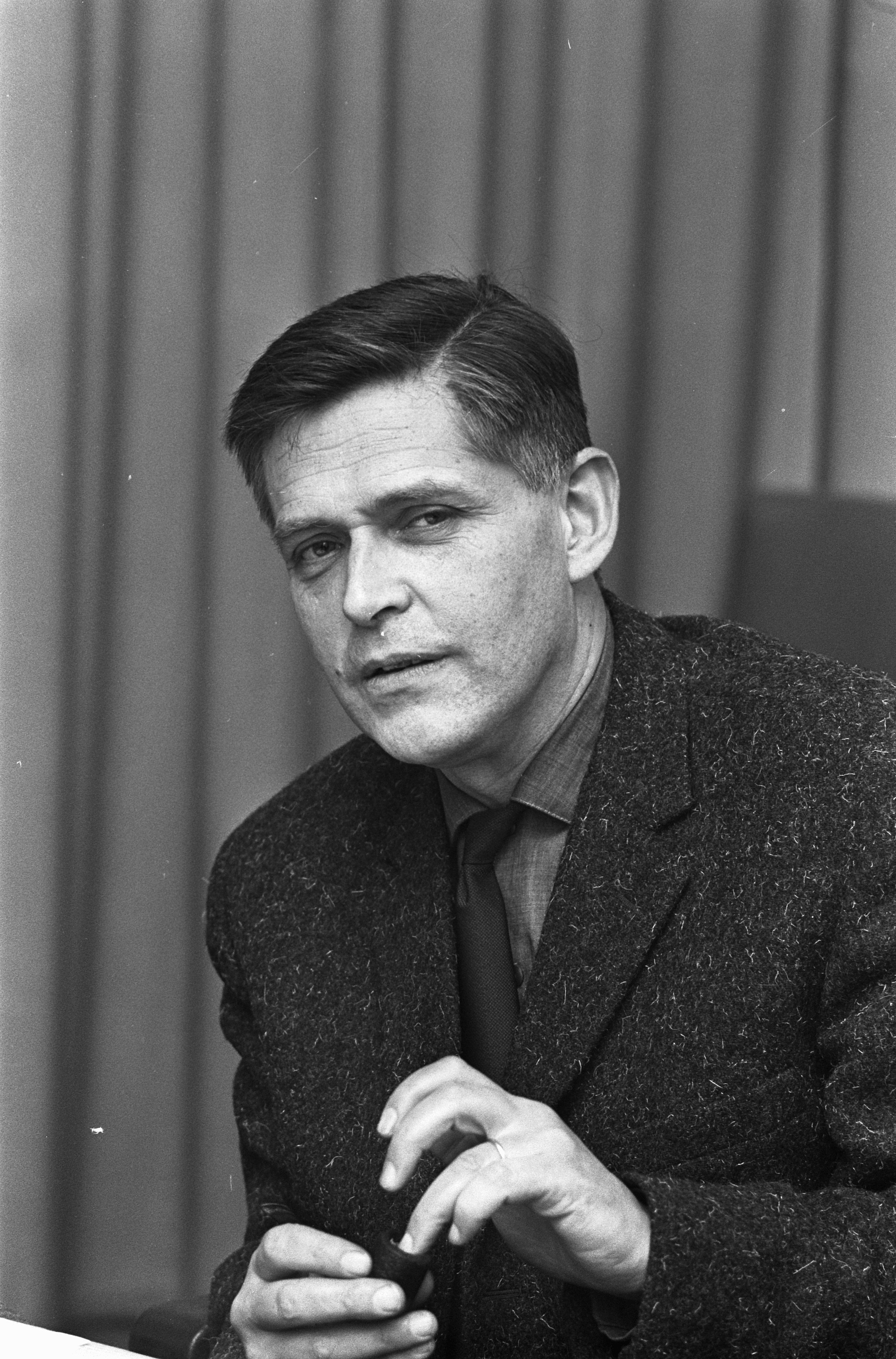
Geurt Brinkgreve
23 maart

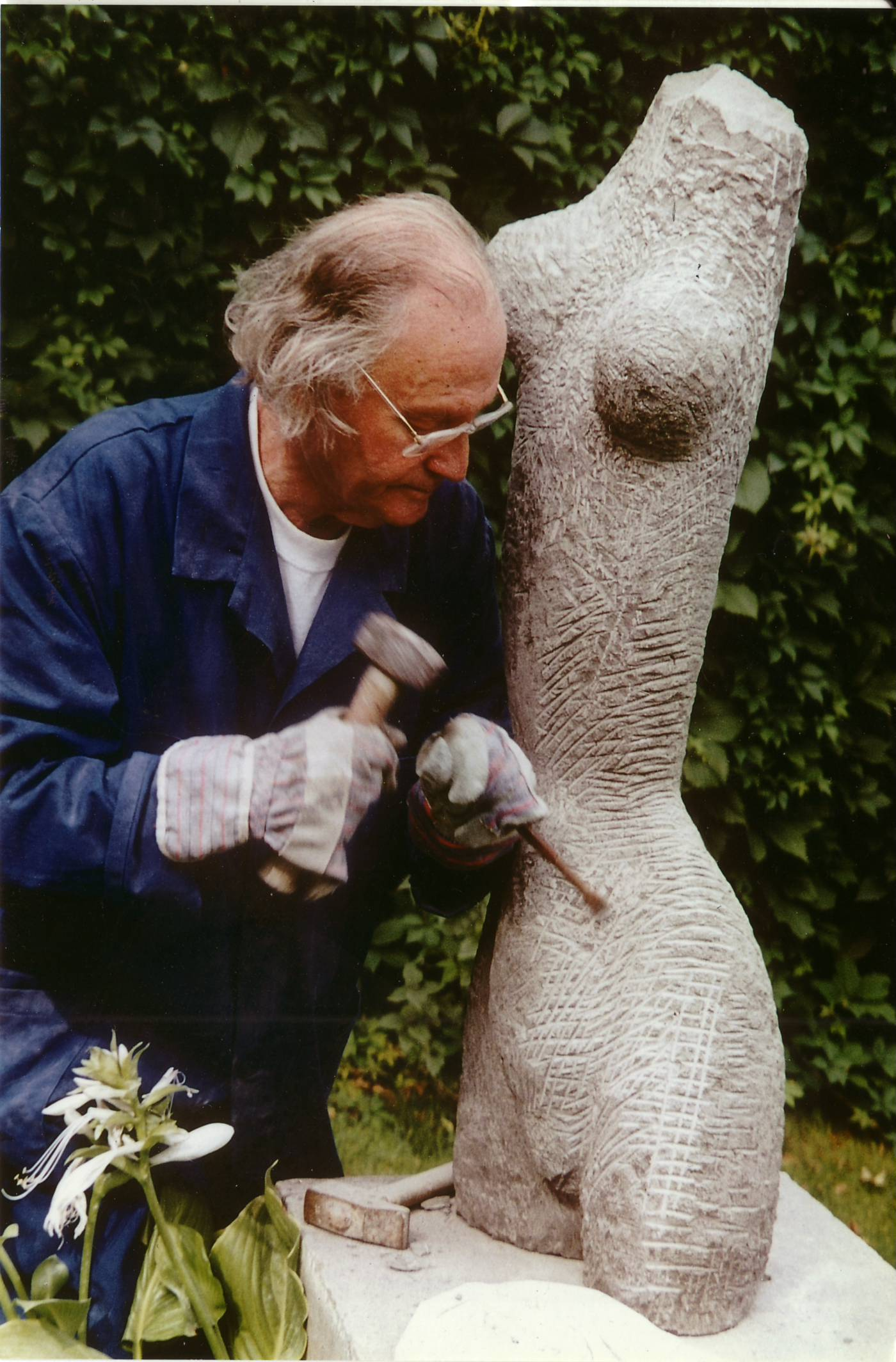
Achiam
26 maart

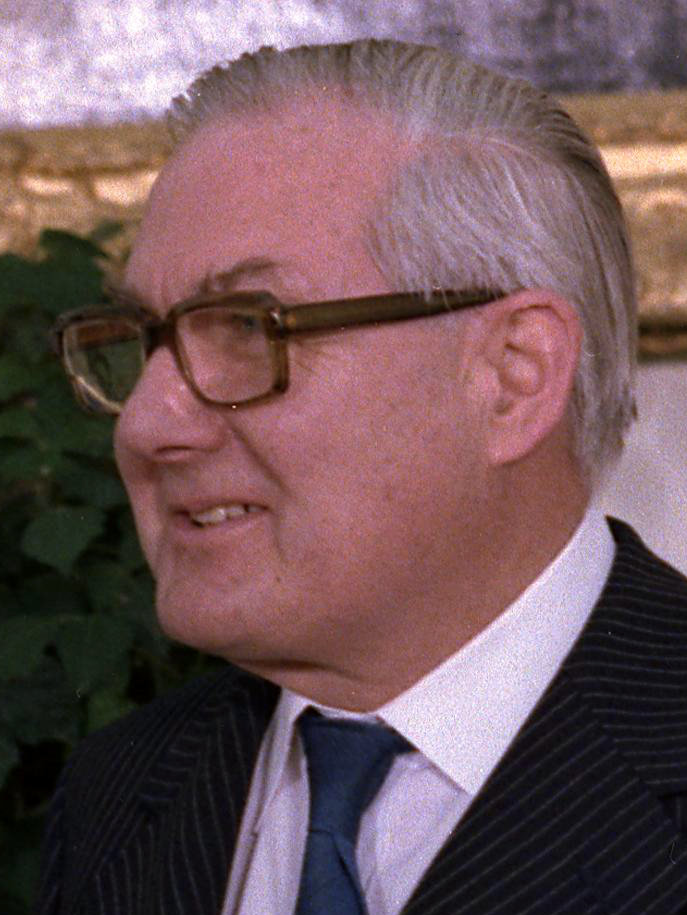
James Callaghan
26 maart

| 1 | 2 | 3 | 4 | 5 | 6 | 7 | 8 | 9 | 10 | 11 | 12 | 13 | 14 | 15 | 16 | 17 | 18 | 19 | 20 | 21 | 22 | 23 | 24 | 25 | 26 | 27 | 28 | 29 | 30 | 31 |
| - | - | - | - | - | - | - | - | - | -- | -- | -- | -- | -- | -- | -- | -- | -- | -- | -- | -- | -- | -- | -- | -- | -- | -- | -- | -- | -- | -- |

### 1 maart
- Cissy van Bennekom (93), Nederlands actrice
- Janny van Wering (95), Nederlands klaveciniste

### 2 maart
- Hermann Dörnemann (111), oudste man ter wereld
- Viktor Kapitonov (71), Sovjet-Russisch wielrenner
- Richter Roegholt (79), Nederlands historicus

### 3 maart
- Rinus Michels (77), Nederlands voetballer en voetbaltrainer
- Frans Sigmans (57), Nederlands motorcoureur

### 5 maart
- Sergiu Comissiona (76), Roemeens-Amerikaans dirigent en violist
- Ernie de Vos (63), Canadees autocoureur

### 6 maart
- Hans Bethe (98), Duits-Amerikaans natuurkundige
- Hans von der Gröben (97), Duits diplomaat
- Teresa Wright (86), Amerikaans actrice

### 7 maart
- Debra Hill (54), Amerikaans scenarioschrijver en filmproducent

### 8 maart
- Larry Bunker (76), Amerikaans jazzmusicus
- Aslan Maschadov (53), Tsjetsjeens president en rebellenleider
- Brigitte Mira (94), Duits actrice en cabaretière

### 9 maart
- Pierre van der Veer (84), Nederlands militair

### 10 maart
- Dave Allen (68), Iers komiek
- Ery Bos (96), Nederlands actrice en danseres
- Jacqueline Pierreux (82), Frans actrice
- Serge Vandercam (80), Belgisch kunstenaar

### 11 maart
- Jos Poortmans (90), Belgisch politicus

### 12 maart
- Norbert Callens (80), Belgisch wielrenner

### 13 maart
- Wim Vuursteen (76), Nederlands burgemeester
- Pelageja Zakoerdajeva (118), oudste mens ter wereld

### 14 maart
- Akira Yoshizawa (94), Japans kunstenaar

### 15 maart
- Loe de Jong (90), Nederlands historicus en journalist
- Bill McGarry (77), Engels voetballer en voetbalcoach
- Bert Pronk (54), Nederlands wielrenner
- Piet Reeling Brouwer (84), Nederlands burgemeester

### 16 maart
- Arciso Artesiani (83), Italiaans motorcoureur
- Mohammad Bijeh (30), Iraans seriemoordenaar
- Timofej Doksjitser (83), Russisch trompettist
- Jean-Pierre Genet (64), Frans wielrenner
- Jan Hemelrijk (86), Nederlands wiskundige
- Chris van der Klaauw (80), Nederlands minister en diplomaat
- Herman Verelst (83), Belgisch journalist en televisiepresentator

### 17 maart
- George Kennan (101), Amerikaans diplomaat
- Andre Norton (93), Amerikaans schrijfster van sciencefiction en fantasy
- László Fejes Tóth (90), Hongaars wiskundige

### 18 maart
- Sol Linowitz (91), Amerikaans advocaat, diplomaat en ondernemer
- Maria Rosseels (88), Belgisch schrijfster

### 19 maart
- Al Van Dam (75), Belgisch muzikant, producer en liedjesschrijver
- John DeLorean (80), Amerikaans ingenieur en autofabrikant
- Wim van der Gijp (76), Nederlands voetballer
- Lex van Praag  (84), Nederlands verzetsstrijder en schrijver

### 20 maart
- Douwe de Jong (63), Nederlands dammer
- Willy Taelman (67), Belgisch politicus

### 21 maart
- Vekoslav Grmič (81), Sloveens bisschop

### 22 maart
- Clemente Domínguez y Gómez (58), Spaans geestelijke
- Effendi Ketwaru (71), Surinaams musicus

### 23 maart
- Geurt Brinkgreve (87), Nederlands beeldhouwer
- Kenzo Tange (91), Japans architect

### 25 maart
- Jan van Dooyeweerd (70), Nederlands pikeur
- Elias Gistelinck (69), Belgisch componist

### 26 maart
- Achiam (89), Frans beeldhouwer
- James Callaghan (92), Brits politicus en premier[2]
- Paul Hester (46), Australisch drummer

### 27 maart
- Hans Wiebenga (88), Nederlands politicus

### 28 maart
- Emmy Lopes Dias (85), Nederlands actrice
- Pál Losonczi (85), Hongaars politicus
- Tony Visser (88), Nederlands verzetsstrijder

### 29 maart
- Johnnie Cochran (67), Amerikaans advocaat
- Kees van Doorne (66), Nederlands Surinamist
- Mitch Hedberg (37), Amerikaans stand-upcomedian

### 30 maart
- Gerard Hoebe (76), Nederlands zanger
- Derrick Plourde (33), Amerikaanse punkmusicus en drummer

### 31 maart
- Justiniano Montano (99), Filipijns politicus

## April

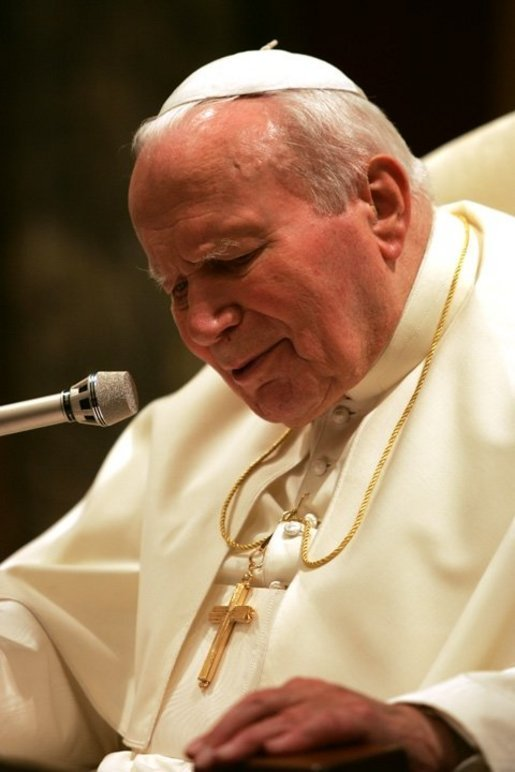
Johannes Paulus II
2 april

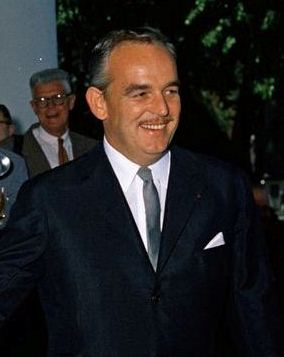
Reinier III
6 april

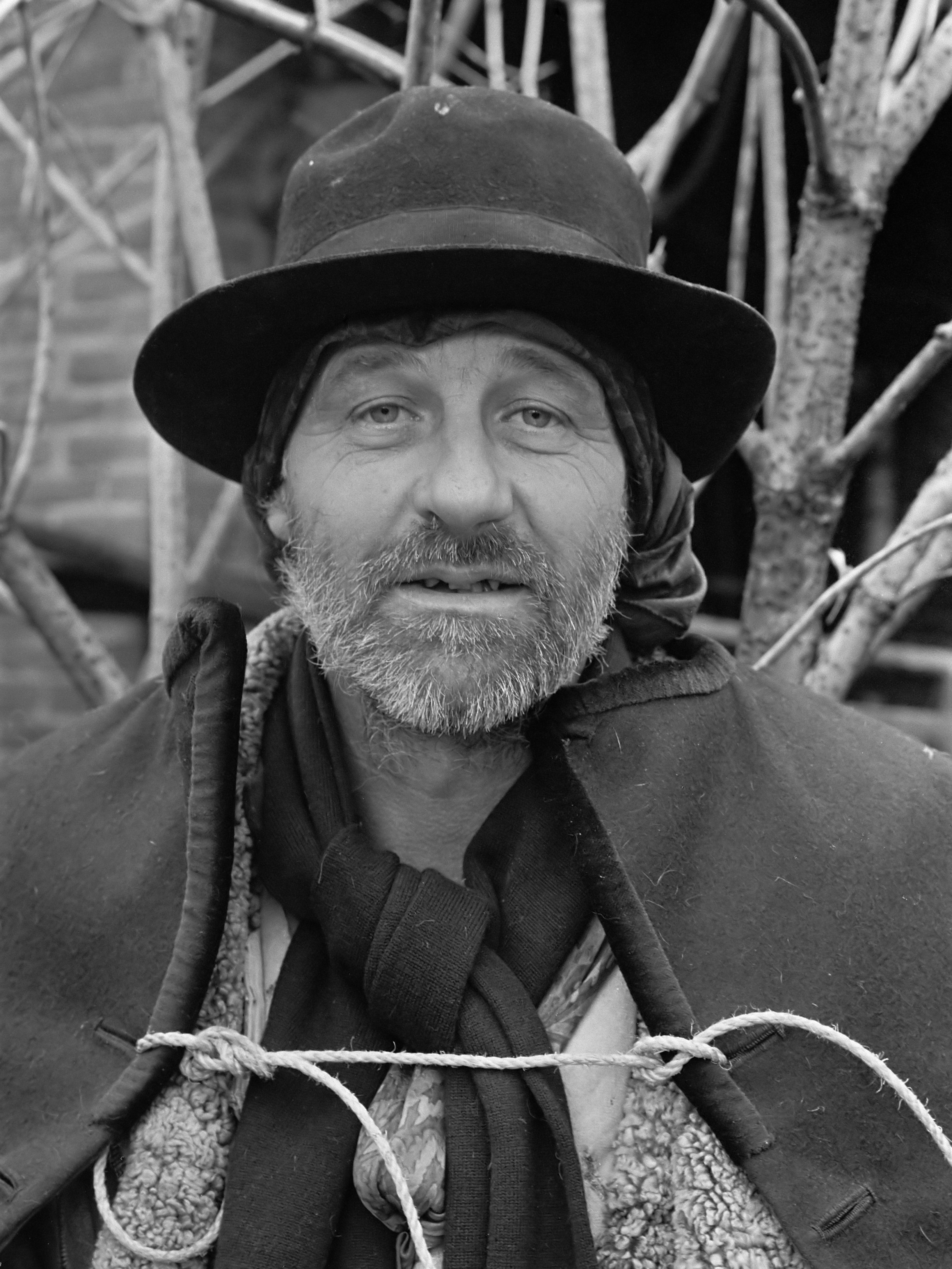
Anton Heyboer
9 april

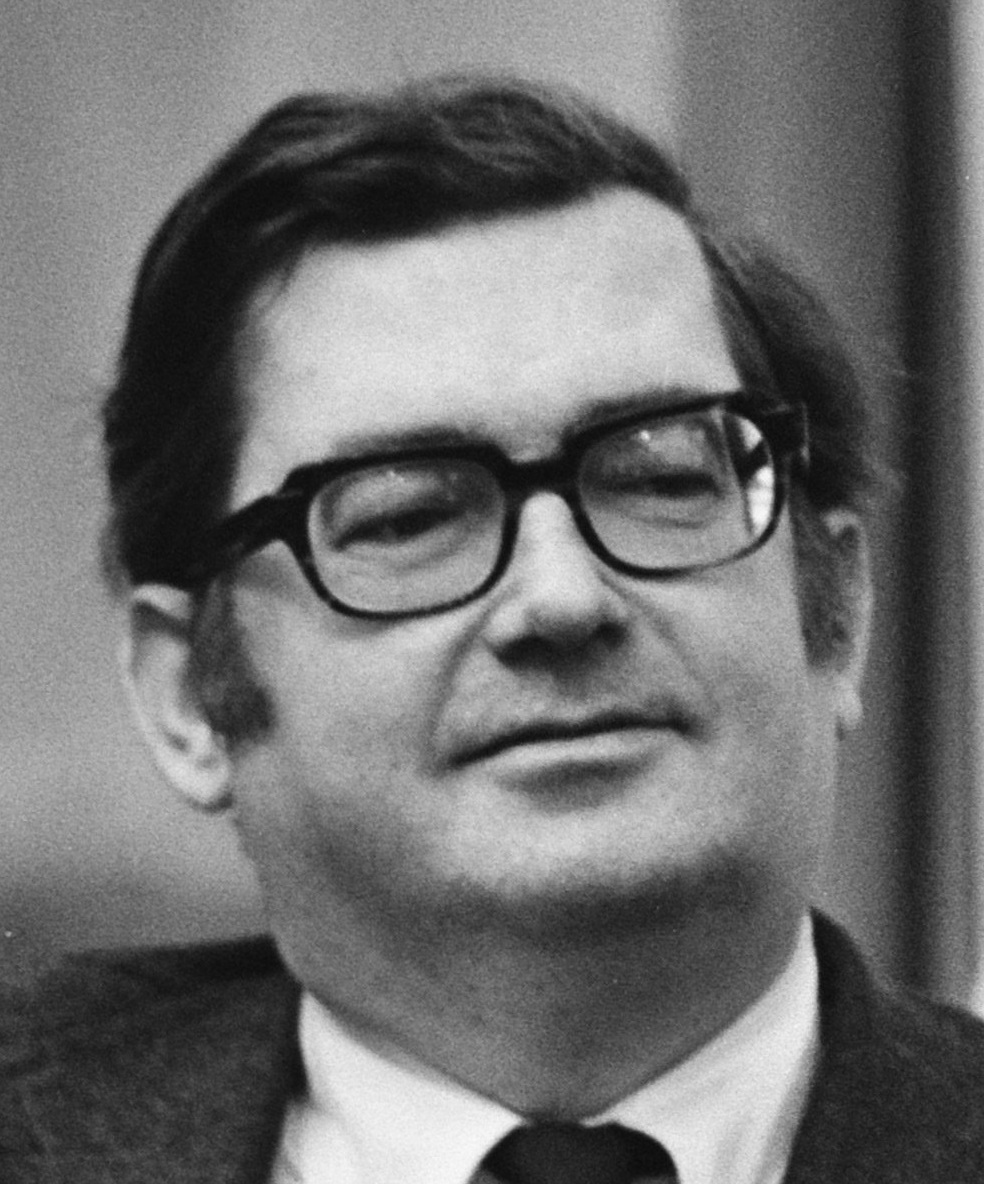
Hans Gruijters
17 april

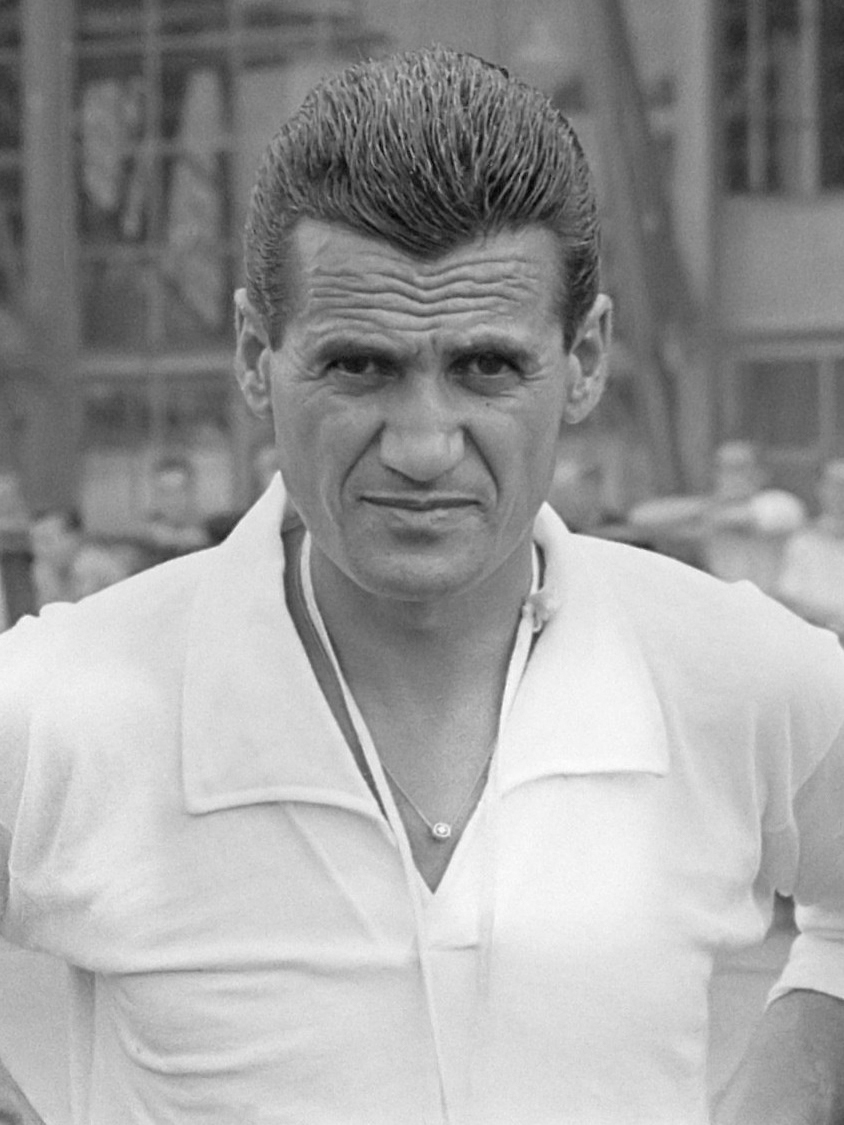
Norberto Höfling
18 april

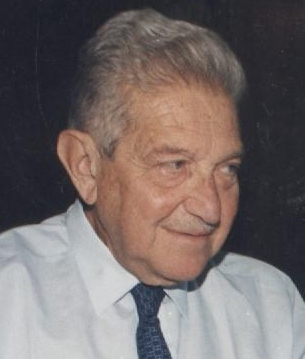
Ezer Weizman
24 april

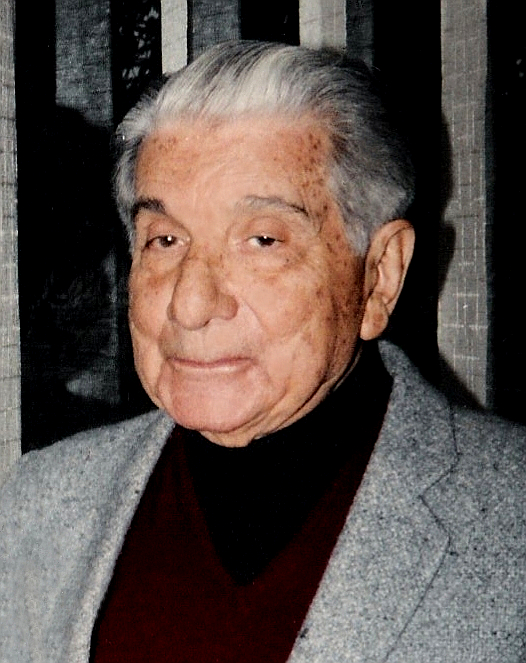
Augusto Roa Bastos
26 april

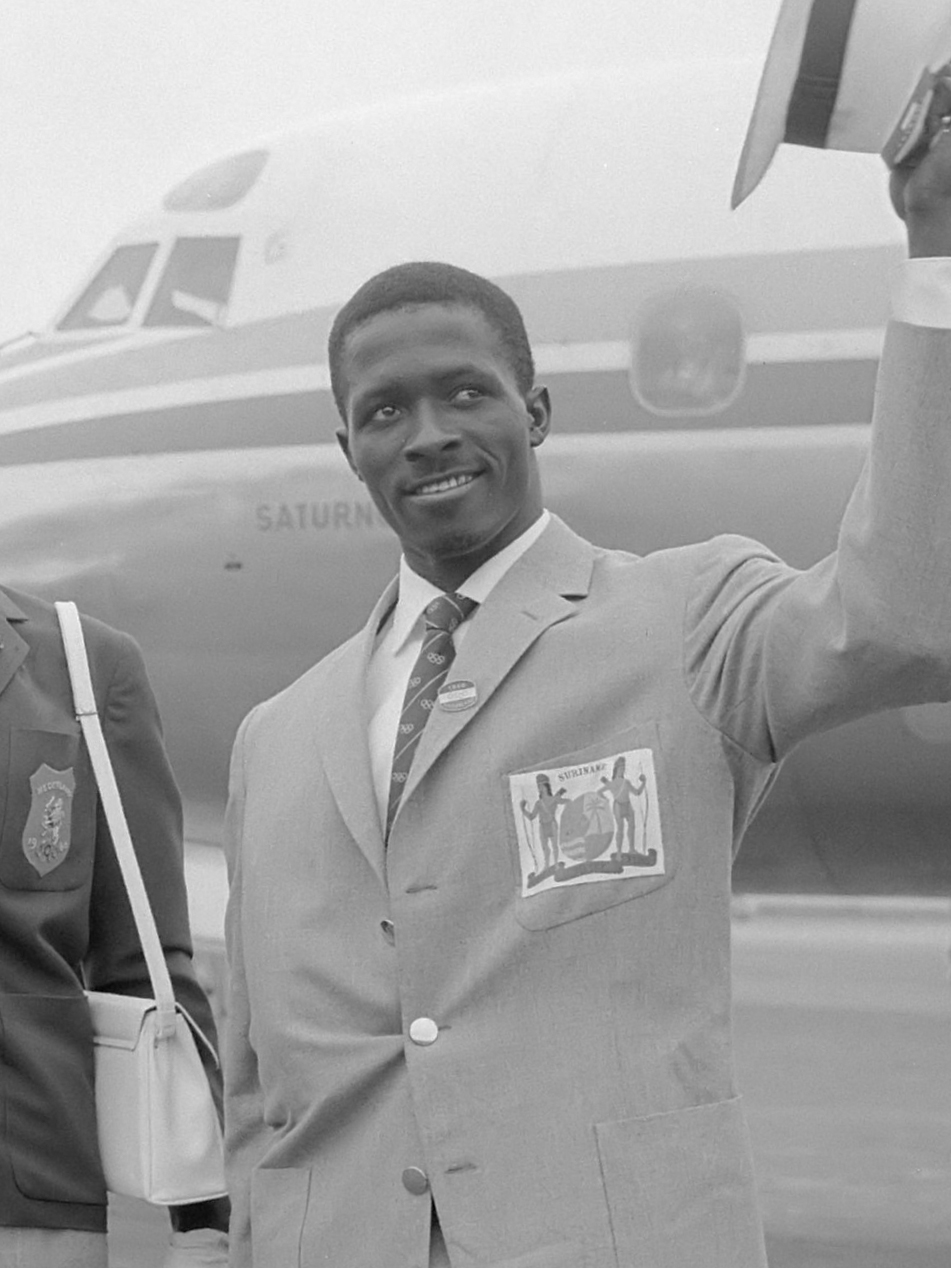
Wim Esajas
30 april

| 1 | 2 | 3 | 4 | 5 | 6 | 7 | 8 | 9 | 10 | 11 | 12 | 13 | 14 | 15 | 16 | 17 | 18 | 19 | 20 | 21 | 22 | 23 | 24 | 25 | 26 | 27 | 28 | 29 | 30 |
| - | - | - | - | - | - | - | - | - | -- | -- | -- | -- | -- | -- | -- | -- | -- | -- | -- | -- | -- | -- | -- | -- | -- | -- | -- | -- | -- |

### 1 april
- Harald Juhnke (75), Duits acteur

### 2 april
- Jan De Gruyter (75), Belgisch politicus
- Paus Johannes Paulus II (84), Pools paus
- Jacques Rabemananjara (91), Malagassisch politicus

### 3 april
- Jef Eygel (72), Belgisch basketballer
- Ger Harmsen (82), Nederlands historicus

### 4 april
- Fernand Herman (73), Belgisch politicus
- Jean Leering (71), Nederlands museumdirecteur en hoogleraar

### 5 april
- Saul Bellow (89), Amerikaans schrijver
- Siegfried Nassuth (82), Nederlands architect

### 6 april
- André Luy (78), Zwitsers organist
- Gerard Peters (84), Nederlands wielrenner
- Reinier III (81), prins van Monaco

### 7 april
- Cliff Allison (73), Brits autocoureur
- Givi Nodia (57), Sovjet-Georgisch voetballer
- Roek Williams (61), Nederlands zanger

### 8 april
- Bart de Kemp (45), Nederlands componist
- Yoshitaro Nomura (85), Japans regisseur
- Stano Radič (49), Slowaaks komiek en acteur

### 9 april
- Andrea Dworkin (58), Amerikaans feminist en schrijver
- Anton Heyboer (81), Nederlands kunstschilder

### 10 april
- Aatos Lehtonen (91), Fins voetballer en voetbalcoach
- Wally Tax (57), Nederlands zanger

### 11 april
- Norbert Brainin (82), Oostenrijks-Brits violist
- Frans Dieleman (62), Nederlands geograaf
- Lucien Laurent (97), Frans voetballer
- John Maas (67), Nederlands militair
- George Younce (75), Amerikaans zanger

### 12 april
- Corky Gonzales (76), Amerikaans bokser, dichter en activist
- Ehud Manor (63), Israëlisch tekstdichter en vertaler

### 13 april
- Johnnie Johnson (80), Amerikaans bluespianist

### 14 april
- Saunders Mac Lane (95), Amerikaans wiskundige

### 15 april
- Art Cross (87), Amerikaans autocoureur

### 16 april
- Joanna Nauwelaerts-Thues (87), Belgisch politicus

### 17 april
- Hans Gruijters (73), Nederlands politicus

### 18 april
- Norberto Höfling (80), Roemeens voetballer en voetbaltrainer
- Alis Koekkoek (60), Nederlands politicus

### 19 april
- Ruth Hussey (93), Amerikaans actrice
- Clement Meadmore (76), Australisch-Amerikaanse beeldhouwer
- Walter Nobbe (64), Nederlands kunstschilder
- Niels-Henning Ørsted Pedersen (58), Deens bassist

### 21 april
- William Kruskal (85), Amerikaans wiskundige
- Zhang Chunqiao (88), Chinees politicus

### 22 april
- Eduardo Paolozzi (81), Brits graficus en beeldhouwer

### 23 april
- Robert Farnon (87), Canadees componist
- John Mills (97), Brits acteur
- Jimmy Woode (78), Amerikaans jazzmusicus

### 24 april
- Francis Bay (91), Belgisch dirigent
- Ezer Weizman (80), president van Israël

### 25 april
- John Love (80), Rhodesisch autocoureur
- Karl Schmidinger (67), Oostenrijks componist
- Jeannette van Zutphen (55), Nederlands zangeres

### 26 april
- Augusto Roa Bastos (88), Paraguayaans schrijver
- Maria Schell (79), Oostenrijks actrice

### 28 april
- Chris Candido (33), Amerikaans professioneel worstelaar
- Raymundo Punongbayan (67), Filipijns geoloog

### 29 april
- Otto Herbert Hajek (77), Duits kunstschilder en beeldhouwer
- Mariana Levy (40), Mexicaans actrice

### 30 april
- Wim Esajas (70), Surinaams atleet

## Mei

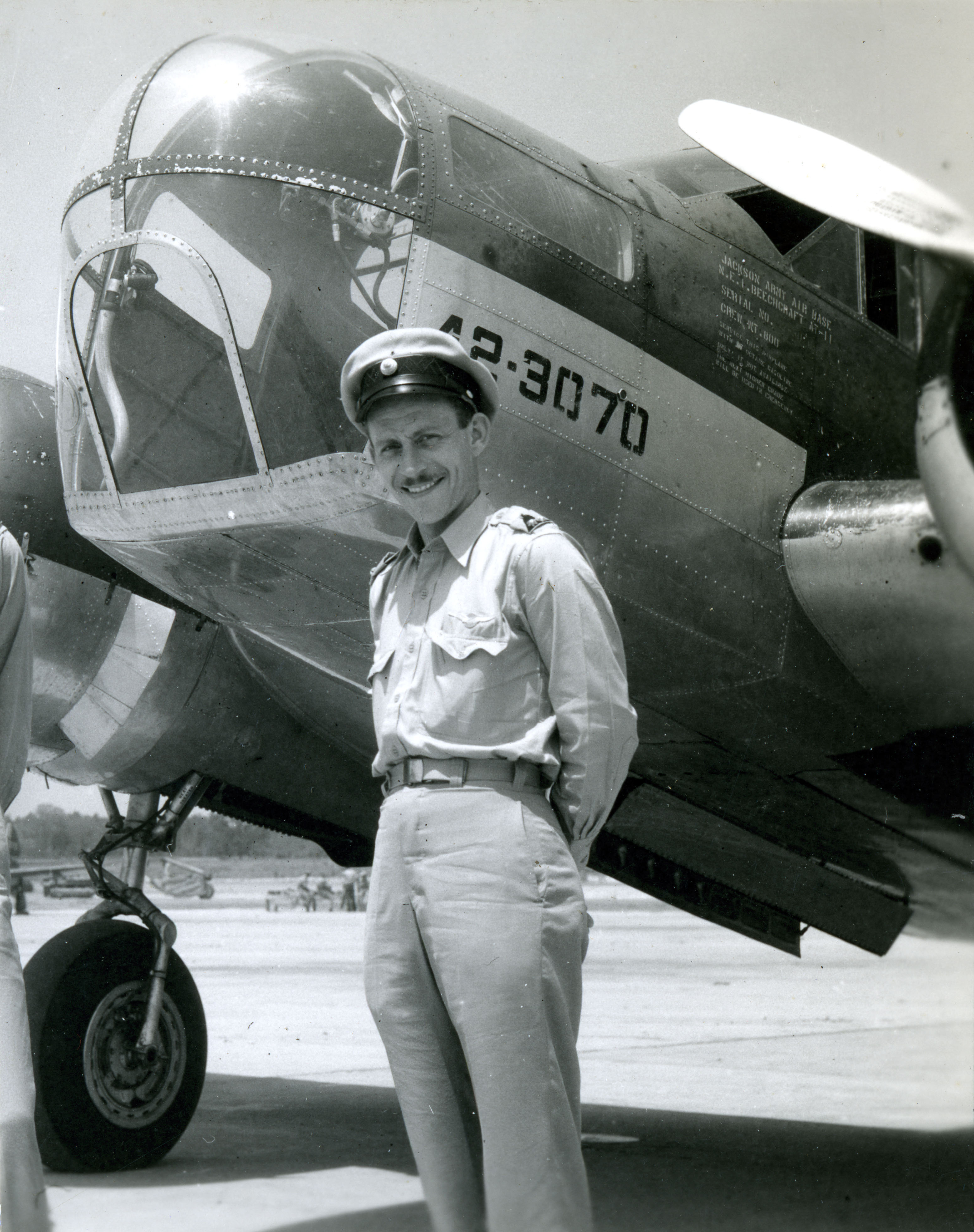
Bodo Sandberg
2 mei

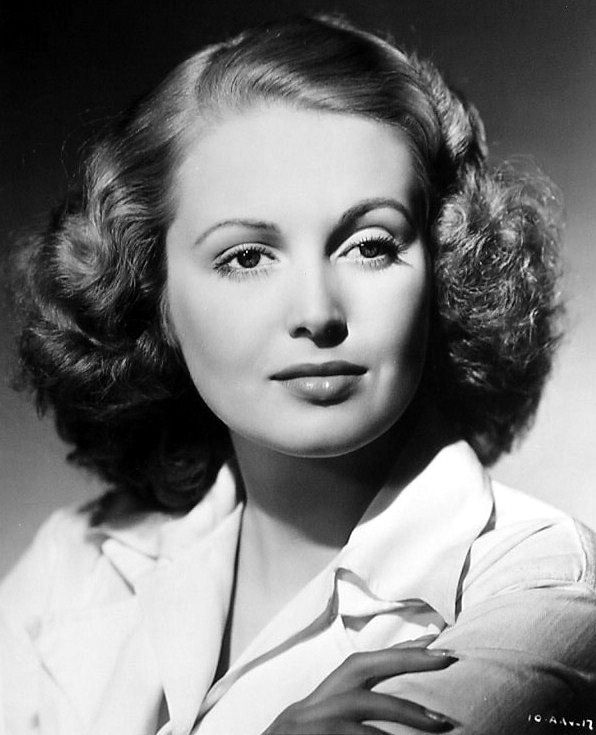
June Lang
16 mei

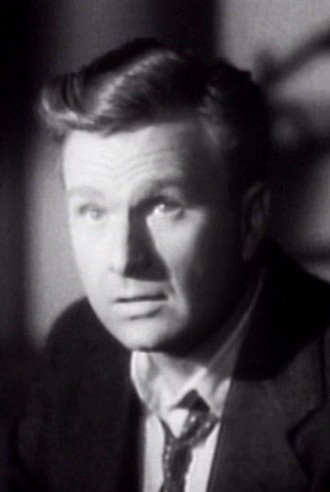
Eddie Albert
26 mei

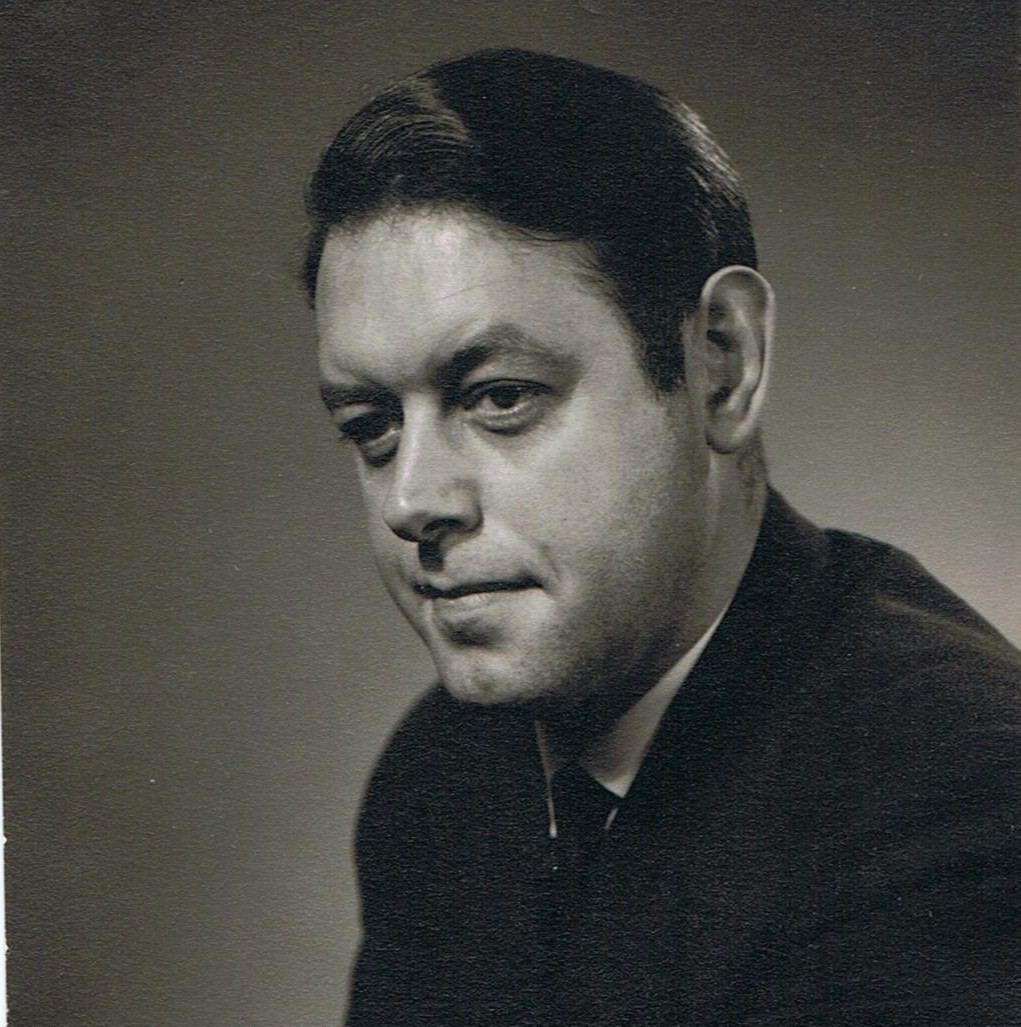
Wim Simons
29 mei

| 1 | 2 | 3 | 4 | 5 | 6 | 7 | 8 | 9 | 10 | 11 | 12 | 13 | 14 | 15 | 16 | 17 | 18 | 19 | 20 | 21 | 22 | 23 | 24 | 25 | 26 | 27 | 28 | 29 | 30 | 31 |
| - | - | - | - | - | - | - | - | - | -- | -- | -- | -- | -- | -- | -- | -- | -- | -- | -- | -- | -- | -- | -- | -- | -- | -- | -- | -- | -- | -- |

### 1 mei
- Kenneth Bancroft Clark (90), Amerikaans psycholoog en mensenrechtenactivist

### 2 mei
- Bob Hunter (63), Canadees journalist, dieren- en milieuactivist
- Theo Middelkamp (91), Nederlands wielrenner
- Bodo Sandberg (90), Nederlands militair en vliegenier
- Marten Sikkema (87), Nederlands Friestalig dichter, schrijver en vertaler

### 3 mei
- Pierre Moerlen (52), Frans musicus

### 4 mei
- Ignace van Swieten (62), Nederlands voetbalscheidsrechter
- Luis Taruc (91), Filipijns communistisch activist

### 6 mei
- Herman Boon (74), Belgisch priester
- Guido Fauconnier (69), Belgisch communicatiewetenschapper

### 7 mei
- Otilino Tenorio (25), Ecuadoraans voetballer

### 8 mei
- Wolfgang Blochwitz (64), Oost-Duits voetballer

### 9 mei
- Ang Kiukok (74), Filipijns kunstschilder
- David Wayne (47), Amerikaans zanger

### 10 mei
- Marten Eibrink (63), Nederlands ondernemer en voetbalbestuurder

### 11 mei
- Bruno Lietz (79), Oost-Duits politicus
- Roger Slosse (91), Belgisch schrijver

### 12 mei
- Willem van Genk (78), Nederlands kunstschilder
- Monica Zetterlund (67), Zweeds zangeres en actrice

### 13 mei
- Eddie Barclay (84), Frans muziekproducent
- George Dantzig (90), Amerikaans wiskundige
- Adriano Zamboni (71), Italiaans wielrenner

### 14 mei
- Jan H. Maas (67), Nederlands sociaal geograaf

### 15 mei
- Amadeus Webersinke (84), Duits pianist

### 16 mei
- June Lang (88), Amerikaans actrice

### 17 mei
- Pieter Andriessen (62), Belgisch musicoloog
- Luc-Peter Crombé (85), Belgisch kunstschilder
- Piero Dorazio (77), Italiaans kunstschilder
- Frank Gorshin (72), Amerikaans acteur

### 18 mei
- Hein Diependaele (38), Belgisch advocaat
- Henk Habets (54), Nederlands kunstenaar

### 19 mei
- Geeraard Slegers (78), Belgisch politicus

### 20 mei
- Toon Brusselers (71), Nederlands voetballer
- J.D. Cannon (83), Amerikaans acteur
- Paul Ricœur (92), Frans filosoof

### 21 mei
- Klaas Weide (74), Nederlands burgemeester

### 23 mei
- Sigfrid Gràcia (73), Spaans voetballer
- Lieven Spyckerelle (83), Belgisch volkskundige

### 24 mei
- Arthur Haulot (91), Belgisch verzetsstrijder

### 25 mei
- Graham Kennedy (71), Australisch acteur en presentator
- Ismail Merchant (68), Indiaas-Brits filmproducent
- Ben Peters (71), Amerikaans componist van countrymuziek

### 26 mei
- Eddie Albert (99), Amerikaans acteur
- Israel Epstein (90), Pools-Chinees journalist en schrijver
- Krzysztof Nowak (29), Pools voetballer

### 27 mei
- Max Lundgren (68), Zweeds schrijver

### 29 mei
- Gé van Dijk (81), Nederlands voetballer
- George Rochberg (86), Amerikaans componist
- Wim Simons (79), Nederlands schrijver, journalist en uitgever

## Juni

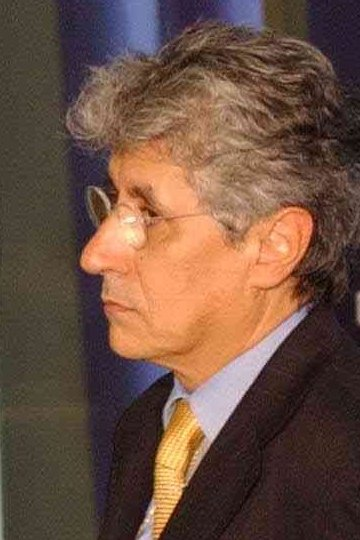
Adolfo Aguilar Zínser
5 juni

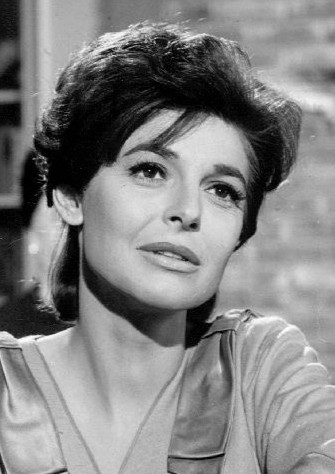
Anne Bancroft
6 juni

Ghena Dimitrova
11 juni

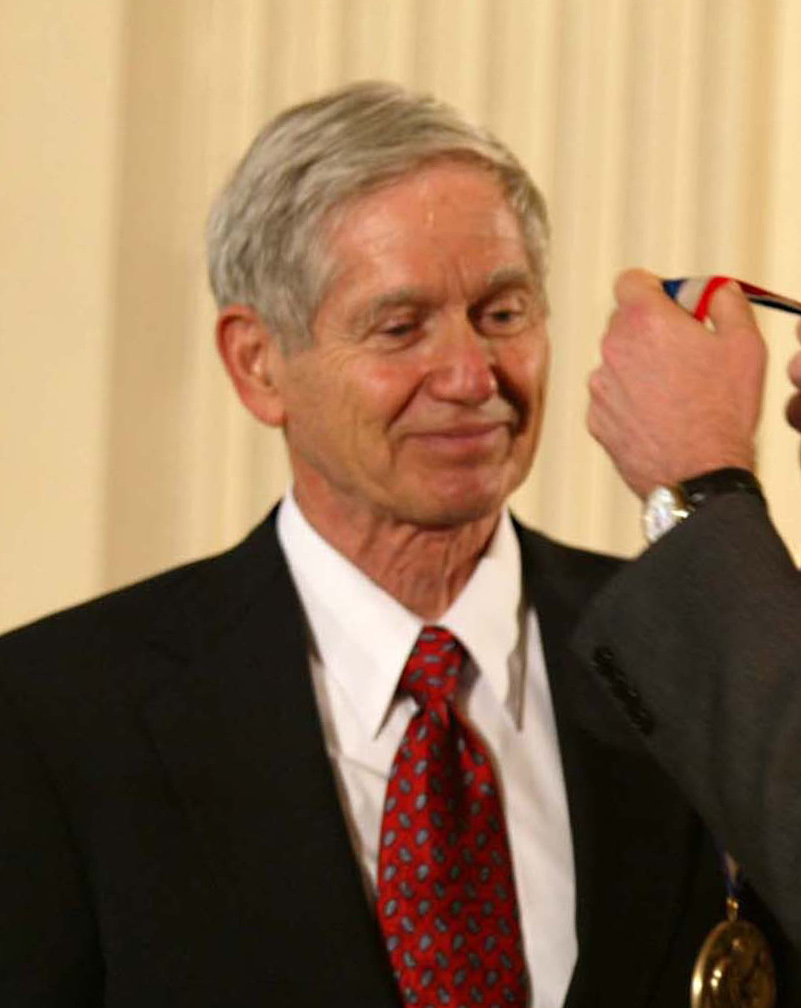
Charles David Keeling
20 juni

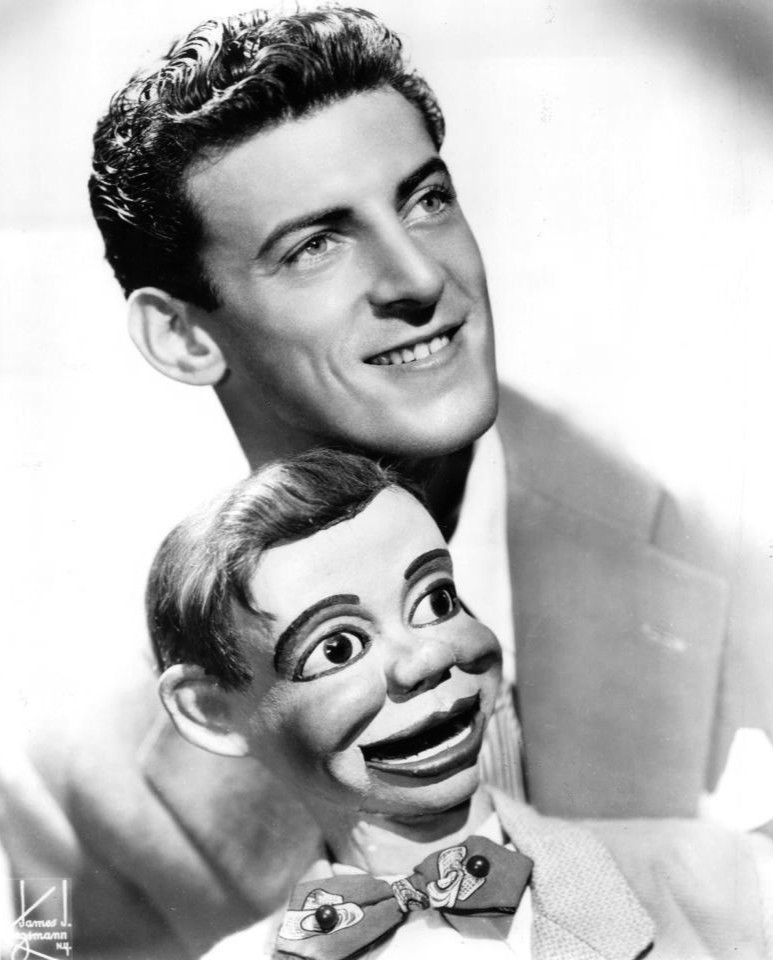
Paul Winchell
24 juni

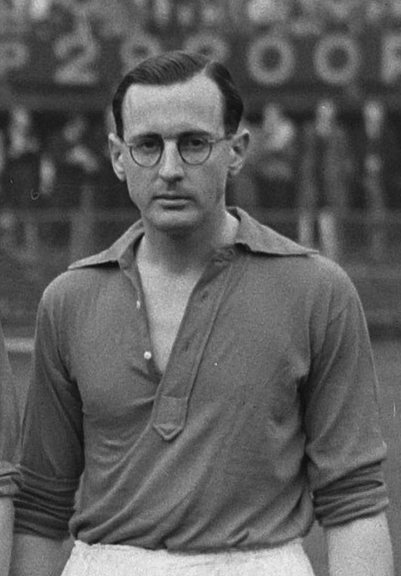
Joop Stoffelen
26 juni

| 1 | 2 | 3 | 4 | 5 | 6 | 7 | 8 | 9 | 10 | 11 | 12 | 13 | 14 | 15 | 16 | 17 | 18 | 19 | 20 | 21 | 22 | 23 | 24 | 25 | 26 | 27 | 28 | 29 | 30 |
| - | - | - | - | - | - | - | - | - | -- | -- | -- | -- | -- | -- | -- | -- | -- | -- | -- | -- | -- | -- | -- | -- | -- | -- | -- | -- | -- |

### 1 juni
- Willem van Malsen (65), Nederlands illustrator

### 2 juni
- Frans De Groof (89), Belgisch politicus
- Samir Kassir (55), Libanees journalist
- Melita Norwood (93), Brits spionne

### 5 juni
- Adolfo Aguilar Zínser (55), Mexicaans diplomaat

### 6 juni
- Anne Bancroft (73), Amerikaans actrice
- Dana Elcar (77), Amerikaans acteur
- Jan Verbeeck (92), Belgisch operazanger

### 8 juni
- Servílio de Jesus Filho (65), Braziliaans voetballer

### 9 juni
- Gerd Kelbling (89), Duits militair
- Papa Touwtjie (36), Surinaams reggaezanger

### 11 juni
- José Beyaert (79), Frans wielrenner
- Ghena Dimitrova (64), Bulgaars operazangeres
- Vasco Gonçalves (83), premier van Portugal
- Juan José Saer (67), Argentijns schrijver

### 12 juni
- Marie Altelaar (87), Nederlands buurtactiviste
- Scott Young (87), Canadees journalist en schrijver

### 14 juni
- Heinz Bechert (72), Duits Indiakundige en boeddholoog
- Tom Degenaars (83), Nederlands geestelijke
- Carlo Maria Giulini (91), Italiaans dirigent
- Cornelis Verhagen (90), Nederlands natuurkundig ingenieur, hoogleraar en rector magnificus

### 15 juni
- Suzanne Flon (87), Frans actrice
- Alessio Galletti (37), Italiaans wielrenner
- Paddy Reynolds (84), Amerikaans violist

### 18 juni
- Omelan Kuschpèta (80), Nederlands econoom

### 19 juni
- Charles Richard Spinney (71), Amerikaans componist

### 20 juni
- Charles David Keeling (77), Amerikaans chemicus
- Jack Kilby (81), Amerikaans natuurkundige en uitvinder

### 21 juni
- Barend Cohen (63), Nederlands geneeskundige en mensenrechtenactivist
- George Hawi (67), Libanees politicus
- Hendrik Jan van der Molen (94), Nederlands politieman
- Jaime Sin (76), Filipijns kardinaal en aartsbisschop van Manilla

### 22 juni
- Herman Berkien (63), Nederlands cabaretier
- Ton Fontani (74), Nederlands roeier

### 23 juni
- Wim Boersma (82), Nederlands judoka
- Gerard Spaink (76), Nederlandse malacoloog

### 24 juni
- Wim Neijman (70), Nederlands presentator
- Paul Winchell (82), Amerikaans stemacteur

### 25 juni
- John Fiedler (80), Amerikaans acteur

### 26 juni
- Roland Ducke (70), Duits voetballer en voetbaltrainer
- Joop Stoffelen (84), Nederlands voetballer

### 27 juni
- Frank Harte (71), Iers zanger
- Domino Harvey (35), Brits premiejager
- John T. Walton (58), Amerikaans ondernemer

### 28 juni
- Arthur Montague Wiggins (84), Amerikaans componist
- Wilchar (94), Belgisch kunstenaar

### 30 juni
- Christopher Fry (97), Brits toneelschrijver
- Qi Gong (93), Chinees kalligraaf
- Herman van Laer (85), Nederlands sportbestuurder
- John Lagrand (56), Nederlands muzikant

## Juli

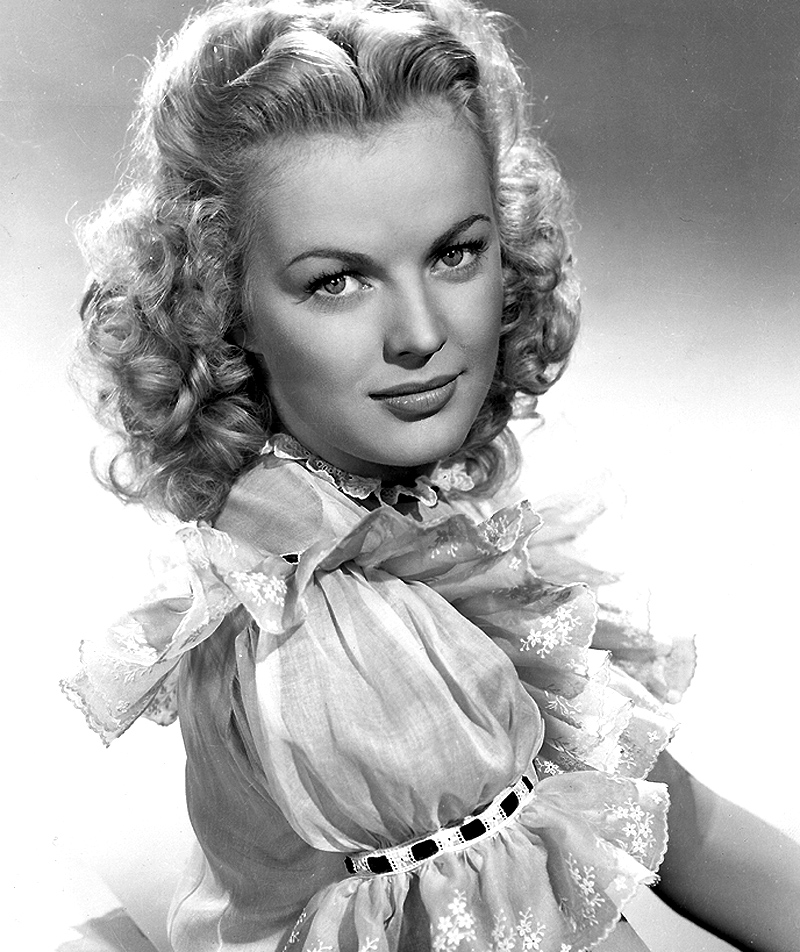
June Haver
4 juli

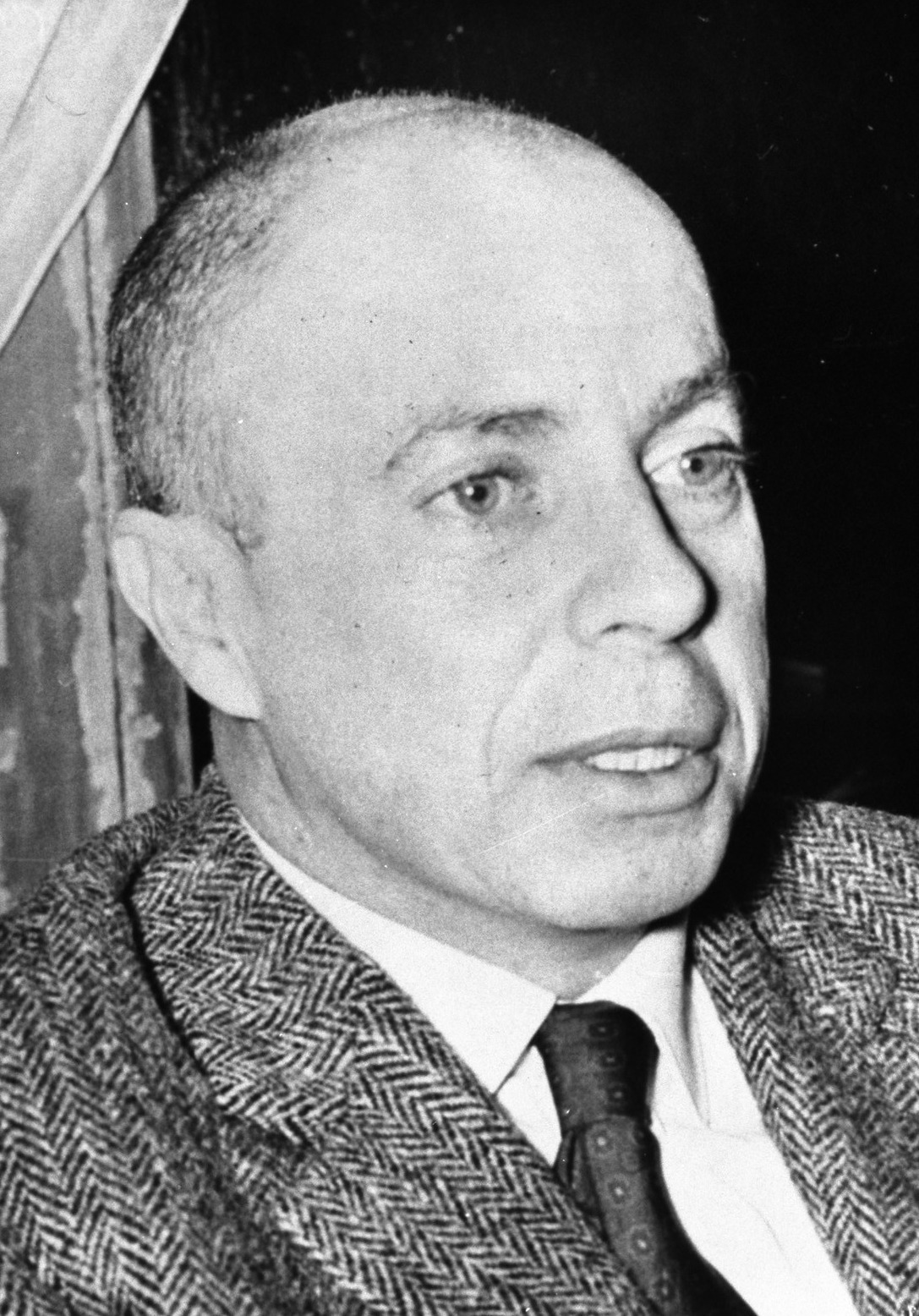
Claude Simon
6 juli

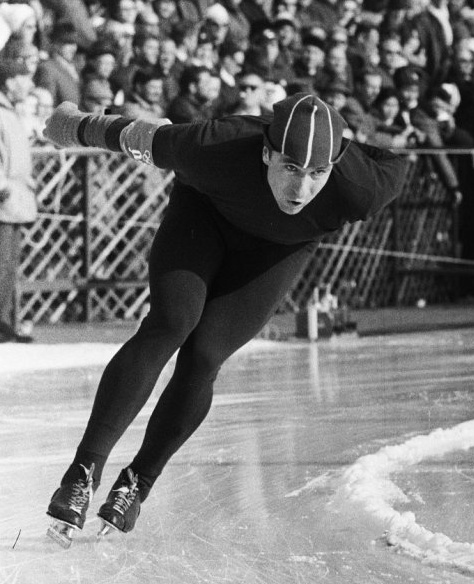
Jevgeni Grisjin
9 juli

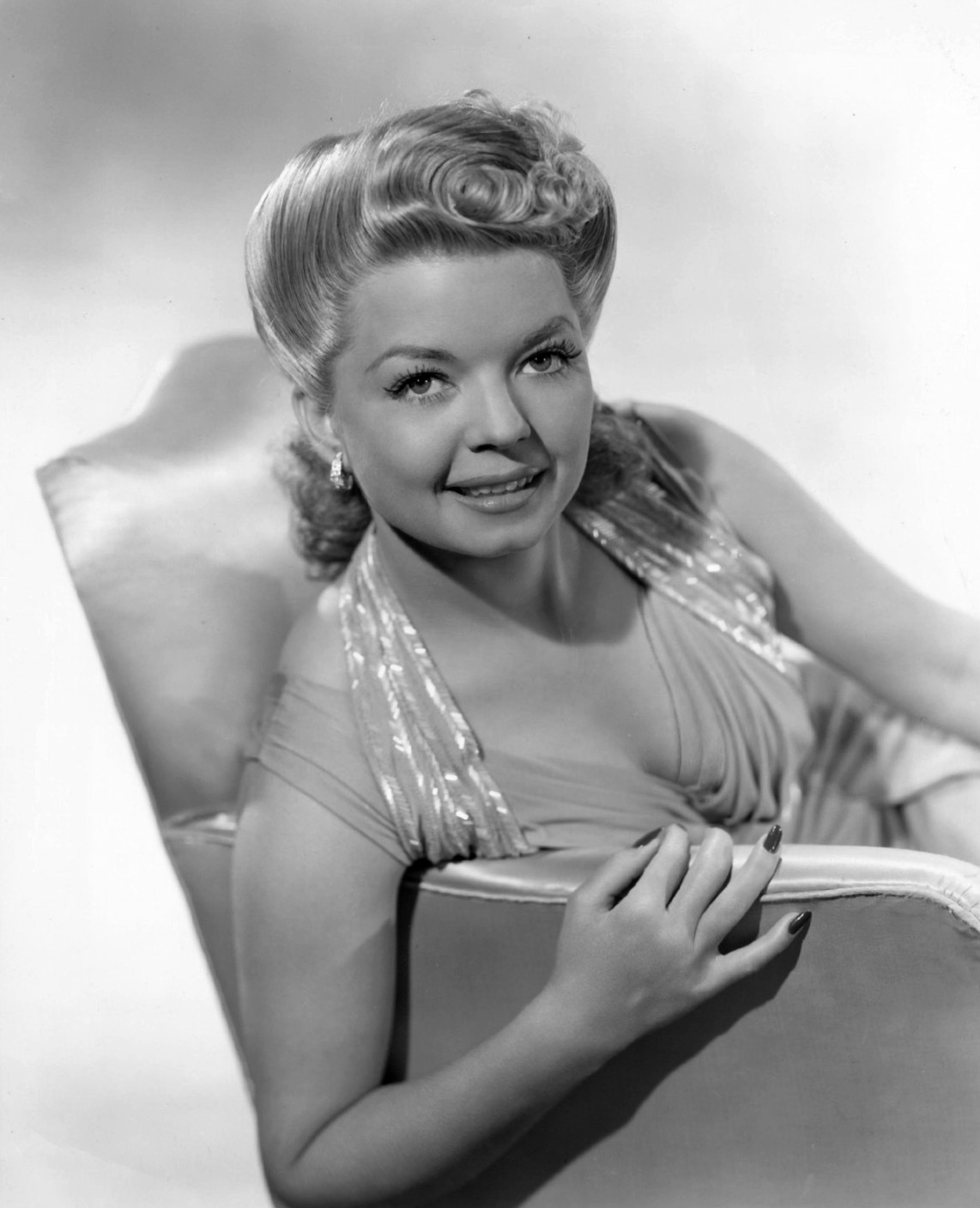
Frances Langford
11 juli

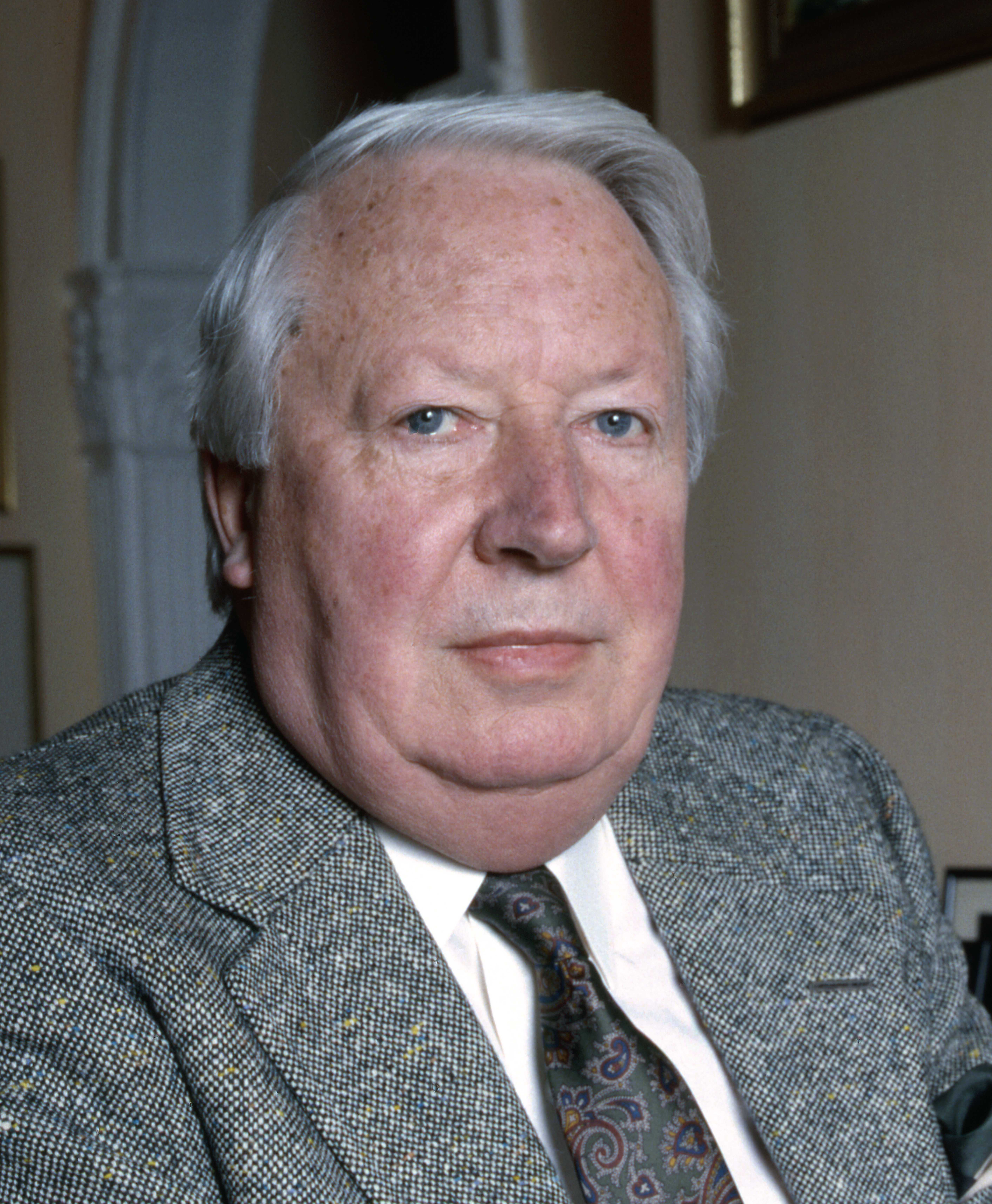
Edward Heath
17 juli

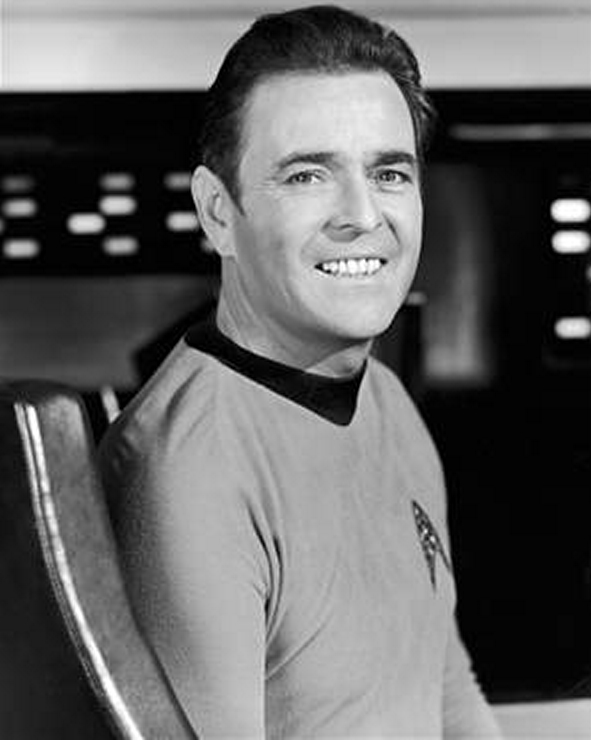
James Doohan
20 juli

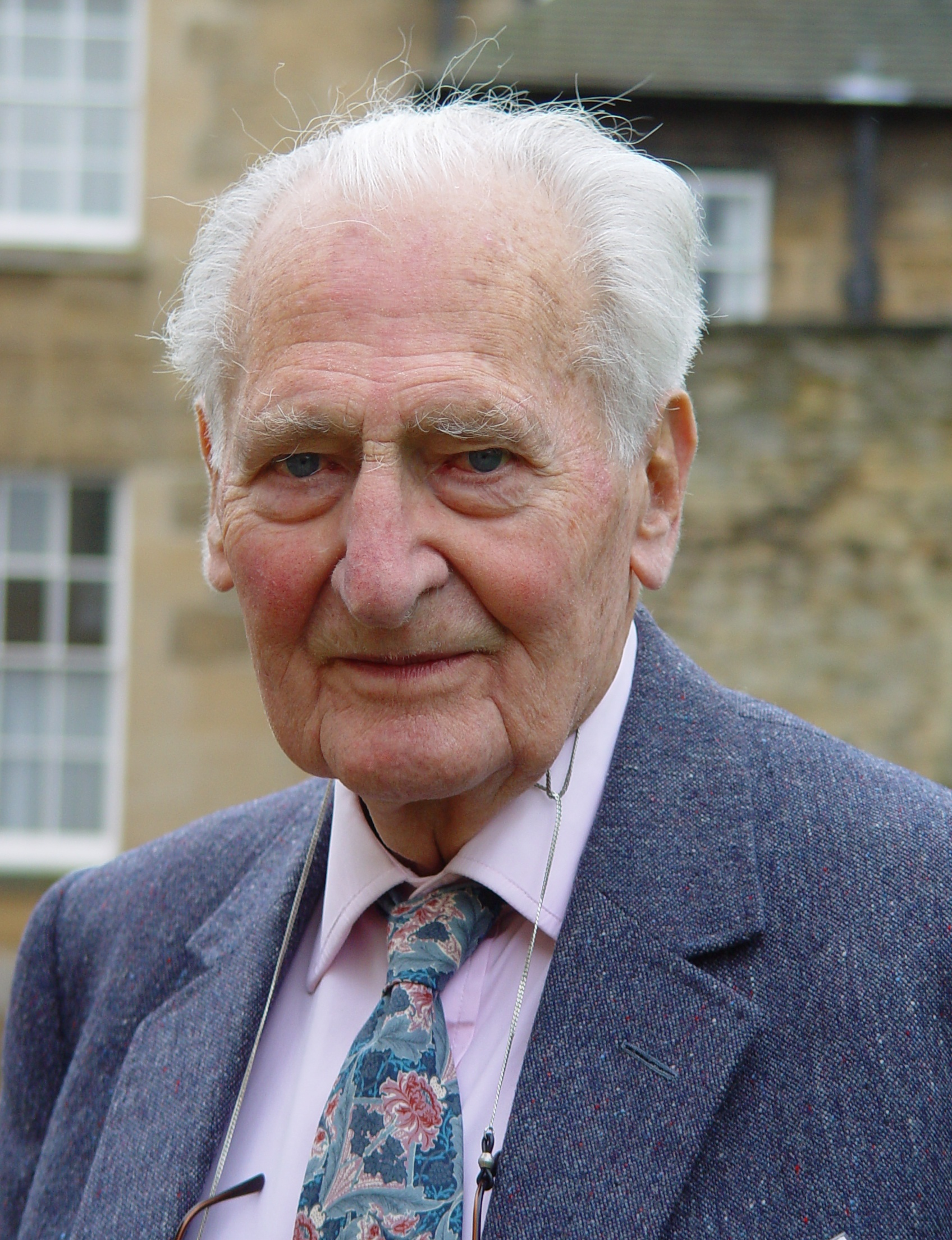
Richard Doll
24 juli

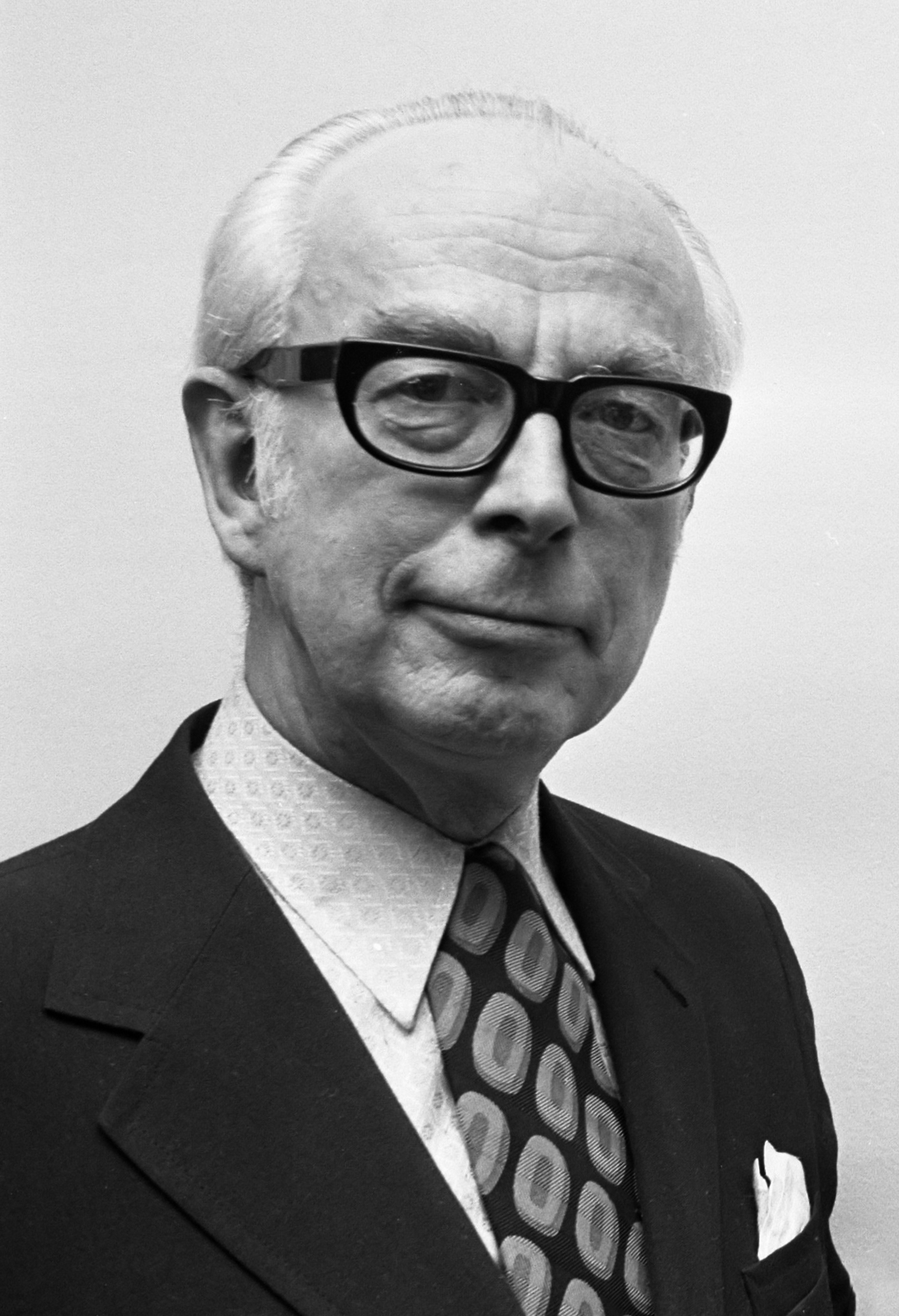
Marten Toonder
27 juli

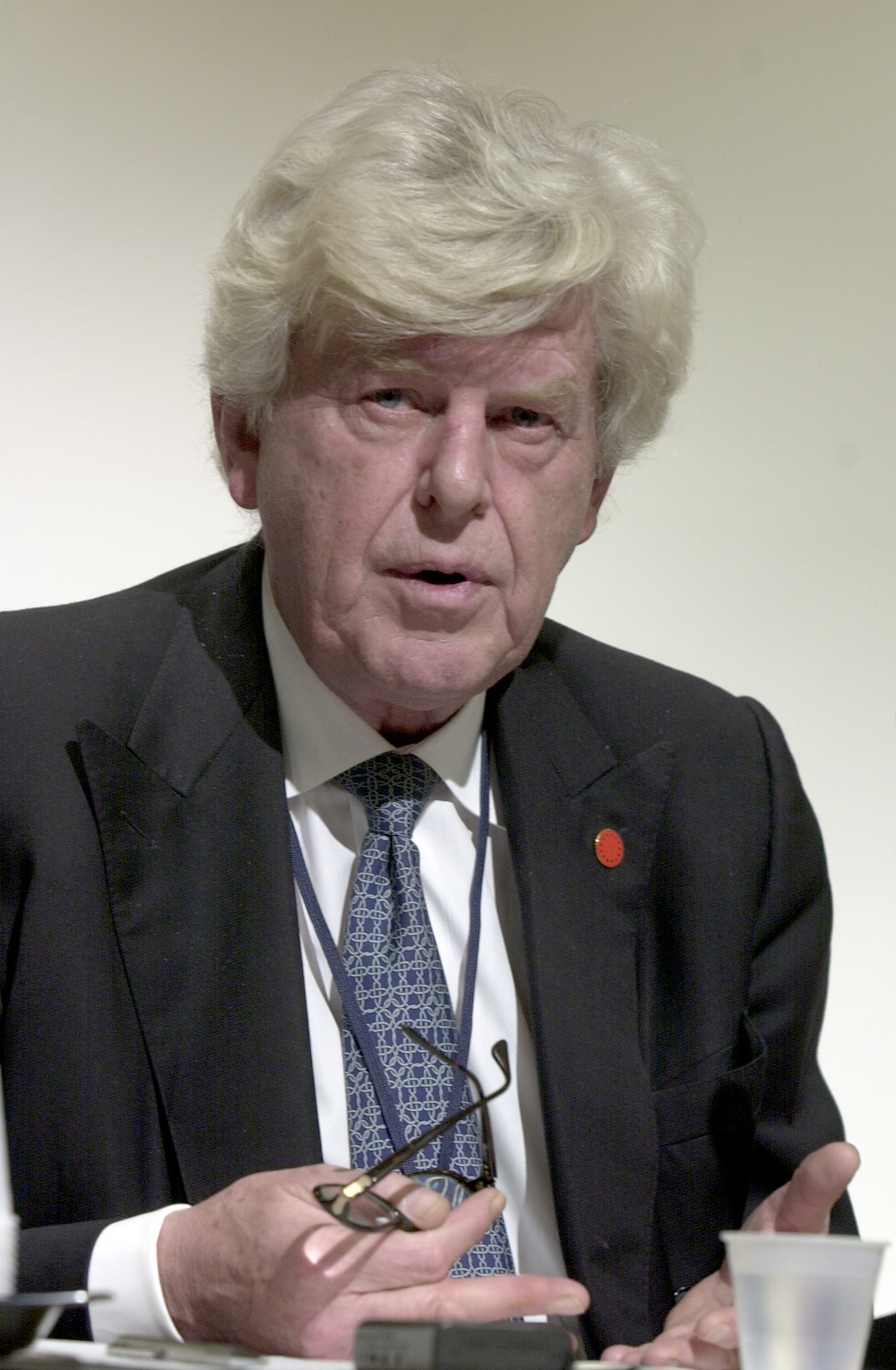
Wim Duisenberg
31 juli

| 1 | 2 | 3 | 4 | 5 | 6 | 7 | 8 | 9 | 10 | 11 | 12 | 13 | 14 | 15 | 16 | 17 | 18 | 19 | 20 | 21 | 22 | 23 | 24 | 25 | 26 | 27 | 28 | 29 | 30 | 31 |
| - | - | - | - | - | - | - | - | - | -- | -- | -- | -- | -- | -- | -- | -- | -- | -- | -- | -- | -- | -- | -- | -- | -- | -- | -- | -- | -- | -- |

### 1 juli
- Baudouin Janssens de Bisthoven (91), Belgisch priester en historicus
- Karel Glastra van Loon (42), Nederlands schrijver en journalist
- Ivan Kolev (74), Bulgaars voetballer
- Yvan Theys (68), Belgisch politicus
- Luther Vandross (54), Amerikaans musicus
- Désiré Van Riet (82), Belgisch politicus

### 2 juli
- Ernest Lehman (89), Amerikaans scenarioschrijver

### 3 juli
- Pierre Michelot (77), Frans jazzbassist
- Joan Maria Willem van Voorst tot Voorst (81), Nederlands jurist en historicus
- Harrison Young (75), Amerikaans acteur

### 4 juli
- June Haver (79), Amerikaans actrice

### 5 juli
- Albert De Vos (85), Belgisch priester en dichter

### 6 juli
- Frans van Dooren (70), Nederlands vertaler
- Evan Hunter (78), Amerikaans schrijver
- Claude Simon (91), Frans schrijver

### 7 juli
- Amando Blanquer Ponsoda (70), Spaans componist en musicus
- Cornelis Zwier (78), Nederlands politicus

### 9 juli
- Jevgeni Grisjin (74), Russisch schaatser
- Kevin Hagen (77), Amerikaans acteur
- Hans Truijen (77), Nederlands kunstenaar

### 10 juli
- Serge Lancen (82), Frans componist
- Cilli Wang (96), Oostenrijks-Nederlands danseres en cabaretière

### 11 juli
- Gretchen Franklin (94), Brits actrice
- Jesus Iglesias (83), Argentijns autocoureur
- Frances Langford (91), Amerikaans zangeres en actrice
- Ger Vaders (79), Nederlands journalist

### 12 juli
- Casto Alejandrino (93), Filipijns communistenleider
- Piero Cappuccilli (75), Italiaanse operazanger
- Dick Kreijkes (84), Nederlands burgemeester

### 14 juli
- Tilly Fleischer (93), Duits atlete
- Cicely Saunders (87), Brits medicus

### 15 juli
- Leonor Orosa-Goquingco (87), Filipijns danseres en choreograaf

### 16 juli
- Camillo Felgen (84), Luxemburgs zanger
- John Ostrom (77), Amerikaanse paleontoloog

### 17 juli
- Geraldine Fitzgerald (91), Iers actrice
- Edward Heath (89), Brits politicus
- Hans Roelen (84), Nederlands politicus
- Rie Vierdag (99), Nederlands zwemster

### 18 juli
- Joop Boltendal (65), Nederlands voetballer
- Amy Gillett (29), Australisch roeister en wielrenster
- Franz Weissmann (93), Braziliaans beeldhouwer
- William Westmoreland (91), Amerikaans militair

### 19 juli
- Jan Frans de Groot (88), Nederlands burgemeester
- Lucien Lazaridès (82), Frans wielrenner
- Frans Timmermans (84), Nederlands beeldhouwer

### 20 juli
- James Doohan (85), Canadees acteur

### 21 juli
- Long John Baldry (64), Brits bluesmusicus
- Cees Broehs (88), Nederlands beeldhouwer
- Andrzej Grubba (47), Pools tafeltennisser
- Alfred Hayes (76), Brits professioneel worstelaar
- Gyula Hernádi (78), Hongaars schrijver
- Saad Saood Jan (74), Pakistaans rechter

### 24 juli
- Richard Doll (92), Brits epidemioloog
- Joop Ritmeester van de Kamp (84), Nederlands zakenman en bestuurder
- Dom Um Romão (80), Braziliaans drummer

### 25 juli
- Albert Mangelsdorff (76), Duits jazzmusicus en trombonespeler

### 26 juli
- Eric Osterling (79), Amerikaans componist

### 27 juli
- Marten Toonder (93), Nederlands striptekenaar

### 28 juli
- Eric André (50), Belgisch politicus
- Jair da Rosa Pinto (84), Braziliaans voetballer

### 29 juli
- Al McKibbon (86), Amerikaans jazzmusicus
- Jos Nysmans (79), Belgisch politicus
- Karlheinz Zoeller (76), Duits fluitist

### 30 juli
- Roy Beltman (59), Nederlands muziekproducent
- August De Winter (80), Belgisch politicus
- John Garang (60), Soedanees politicus
- Philip Mechanicus (68), Nederlands fotograaf
- Lucky Thompson (81), Amerikaans jazzsaxofonist

### 31 juli
- Wim Duisenberg (70), Nederlands politicus en econoom
- Koji Tano (44), Japans muzikant

## Augustus

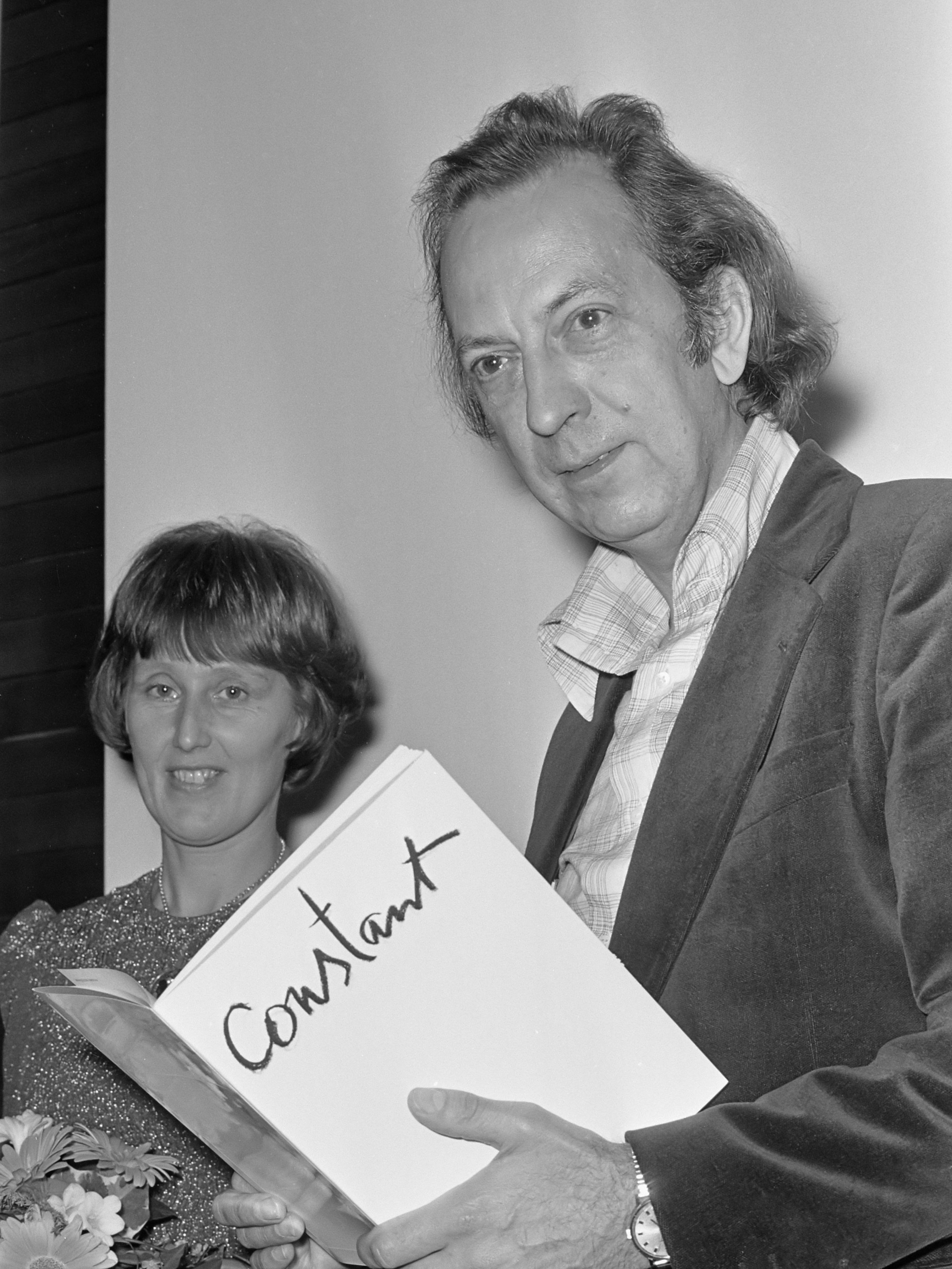
Constant
1 augustus

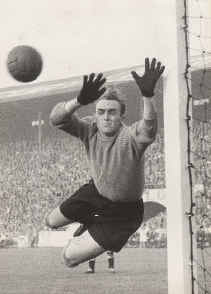
Pol Gernaey
4 augustus

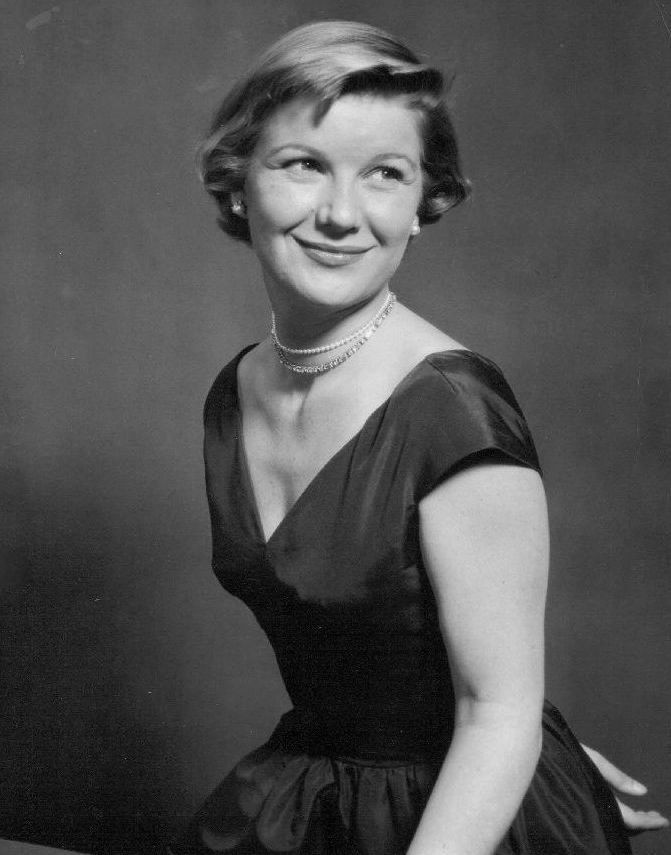
Barbara Bel Geddes
8 augustus

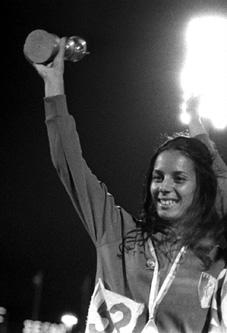
Colette Besson
9 augustus

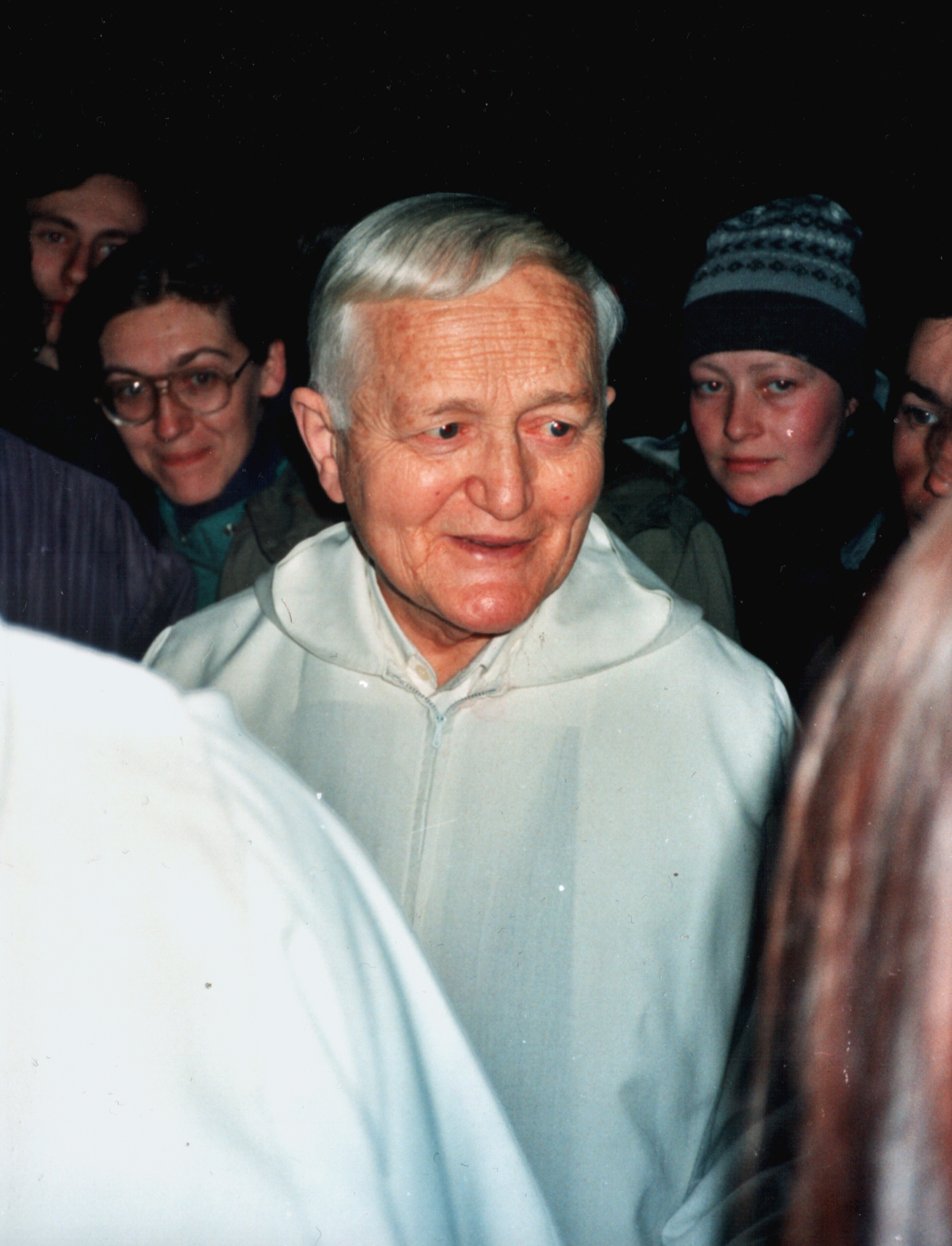
Roger Louis Schutz-Marsauche
16 augustus

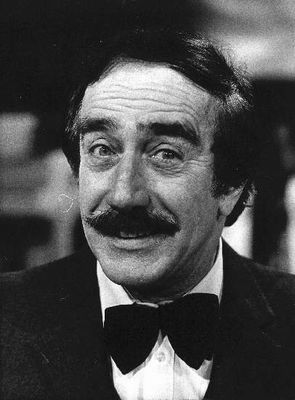
Bueno de Mesquita
19 augustus

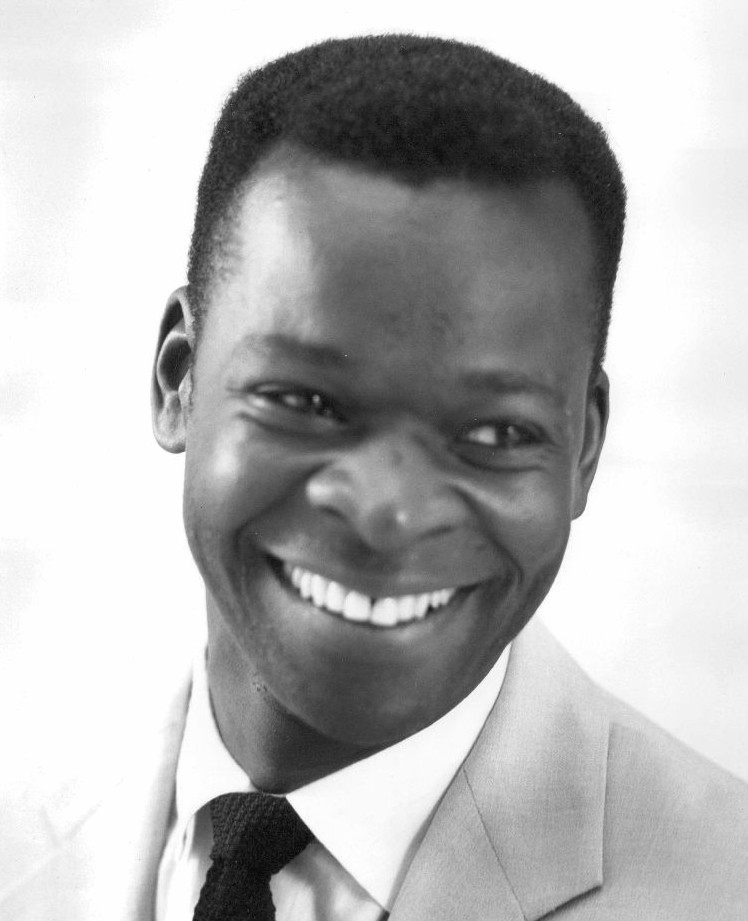
Brock Peters
23 augustus

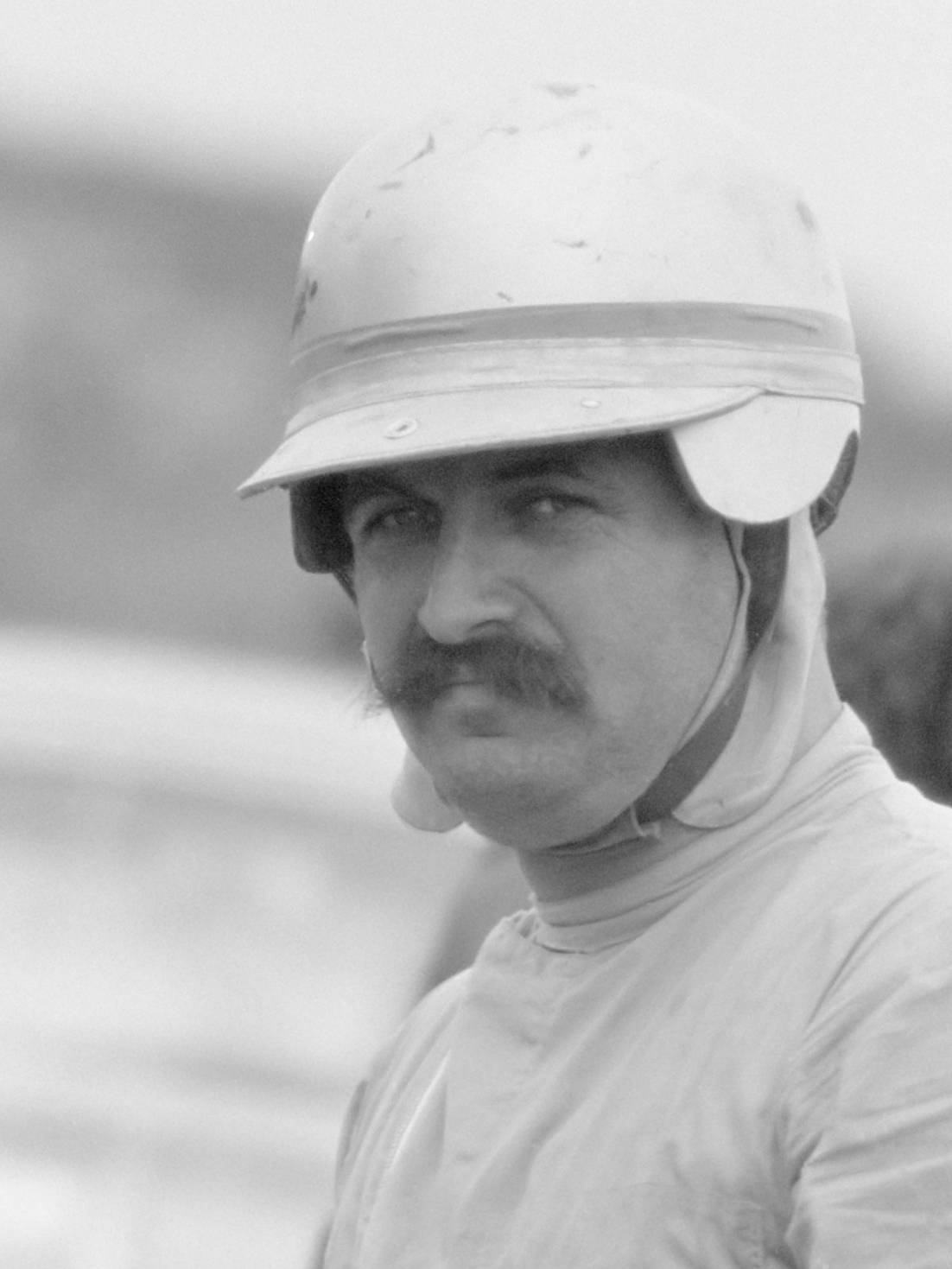
Tonio Hildebrand
26 augustus

| 1 | 2 | 3 | 4 | 5 | 6 | 7 | 8 | 9 | 10 | 11 | 12 | 13 | 14 | 15 | 16 | 17 | 18 | 19 | 20 | 21 | 22 | 23 | 24 | 25 | 26 | 27 | 28 | 29 | 30 | 31 |
| - | - | - | - | - | - | - | - | - | -- | -- | -- | -- | -- | -- | -- | -- | -- | -- | -- | -- | -- | -- | -- | -- | -- | -- | -- | -- | -- | -- |

### 1 augustus
- Wim Boost (87), Nederlands cartoonist
- Constant Nieuwenhuijs (85), Nederlands kunstschilder
- Fahd bin Abdoel Aziz al-Saoed (84), koning van Saoedi-Arabië

### 2 augustus
- Hans Krajenbrink (74), Nederlands burgemeester

### 3 augustus
- Dick Heyward (90), Australisch bestuurder
- Floris Kloeke (91), Nederlands burgemeester
- Joghem van Loghem (90), Nederlands immunoloog

### 4 augustus
- Pol Gernaey (78), Belgisch voetballer
- Ileen Getz (43), Amerikaans actrice
- Eden Natan-Zada (19), Israëlisch terrorist
- Jean Picron (83), Belgisch politicus

### 5 augustus
- Bertie Hill (78), Brits ruiter
- Raymond Klibansky (99), Canadees-Duits filosoof
- Raul Roco (63), Filipijns politicus

### 6 augustus
- Robin Cook (59), Brits politicus
- Ibrahim Ferrer (78), Cubaans zanger
- Leonardo Rodríguez Alcaine (86), Mexicaans vakbondsleider en politicus
- Jan Wilmans (90), Nederlands politicus

### 7 augustus
- Noel Nicola (58), Cubaans singer-songwriter en dichter

### 8 augustus
- Ahmed Deedat (88), Zuid-Afrikaans islamgeleerde
- Barbara Bel Geddes (82), Amerikaans actrice
- Ilse Werner (84), Duits actrice

### 9 augustus
- Colette Besson (59), Frans atlete

### 10 augustus
- Albert Strivay (90), Belgisch politicus

### 11 augustus
- Manfred Korfmann (63), Duits archeoloog

### 12 augustus
- Francy Boland (75), Belgisch jazzpianist, componist en arrangeur
- Kees Mok (80), Nederlands taalkundige

### 13 augustus
- Arnold Cooke (98), Brits componist
- David Lange (63), premier van Nieuw-Zeeland

### 15 augustus
- Ko de Lavoir (107), oudste man van Nederland
- Peter Smit (43), Nederlands vechtsporter
- Herta Ware (88), Amerikaans actrice

### 16 augustus
- Aleksandr Gomelski (77), Sovjet-Russisch basketbalcoach
- Michel Pavić (83), Joegoslavisch voetbaltrainer
- Joe Ranft (45), Amerikaans scriptschrijver en stemacteur
- Roger Louis Schutz-Marsauche (90), Zwitsers geestelijke

### 17 augustus
- John Bahcall (70), Amerikaans astrofysicus

### 19 augustus
- Abraham Bueno de Mesquita (87), Nederlands acteur en komiek
- Gertie Evenhuis (78), Nederlands schrijfster
- Faimalaga Luka (65), premier van Tuvalu
- Mo Mowlam (55), Brits politicus

### 20 augustus
- Willem Epke (82), Nederlands militair
- Raj Kumar Pitambar (74), Indiaas golfer

### 21 augustus
- Robert Moog (71), Amerikaans muziekinstrumentbouwer

### 22 augustus
- Luc Ferrari (76), Frans componist

### 23 augustus
- Glenn Corneille (35), Nederlands pianist
- Ber Lukkassen (57), Nederlands burgemeester
- Brock Peters (78), Amerikaans acteur

### 25 augustus
- Nancy Dankers (56), Nederlands politica

### 26 augustus
- Louis Ferron (63), Nederlands dichter en schrijver
- Tonio Hildebrand (74), Nederlands autocoureur
- Otakar Trhlík (83), Tsjechisch dirigent

### 28 augustus
- Hans Clarin (75), Duits acteur
- Jacques Dufilho (91), Frans acteur

### 29 augustus
- Dick Hamming (80), Nederlands roeier en kinderarts
- Peter Simons (59), Belgisch filmregisseur en -producent
- Jude Wanniski (69), Amerikaans journalist

### 30 augustus
- Henny van Andel-Schipper (115), Nederlands oudste mens ter wereld
- Jakup Mato (70), Albanees literatuurrecensent

### 31 augustus
- Eladia Blázquez (74), Argentijns tangomuzikant
- Kuno van Dijk (81), Nederlands psychiater
- Jaan Kiivit jr. (65), Estisch geestelijke
- Józef Rotblat (96), Brits natuurkundige en vredesactivist

## September

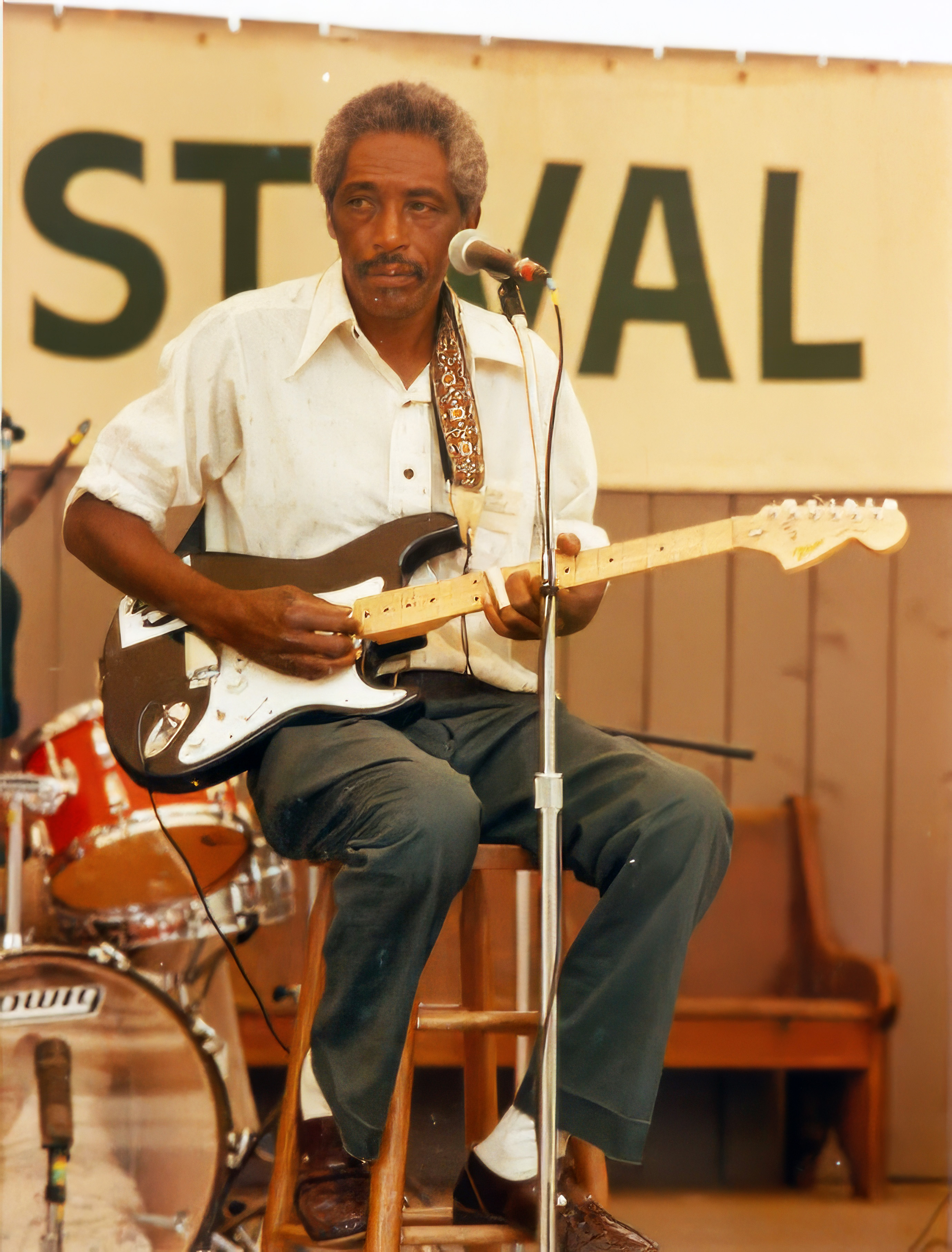
R.L. Burnside
1 september

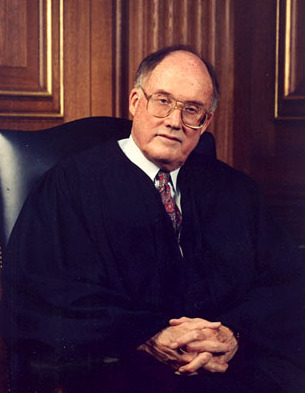
William Rehnquist
3 september

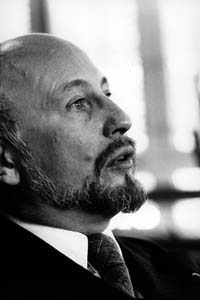
Vladimir Volkoff
14 september

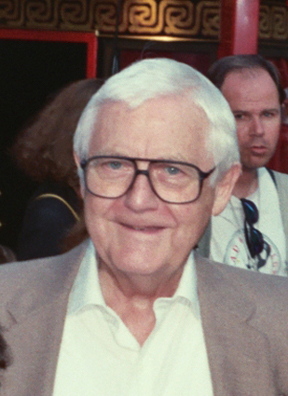
Robert Wise
14 september

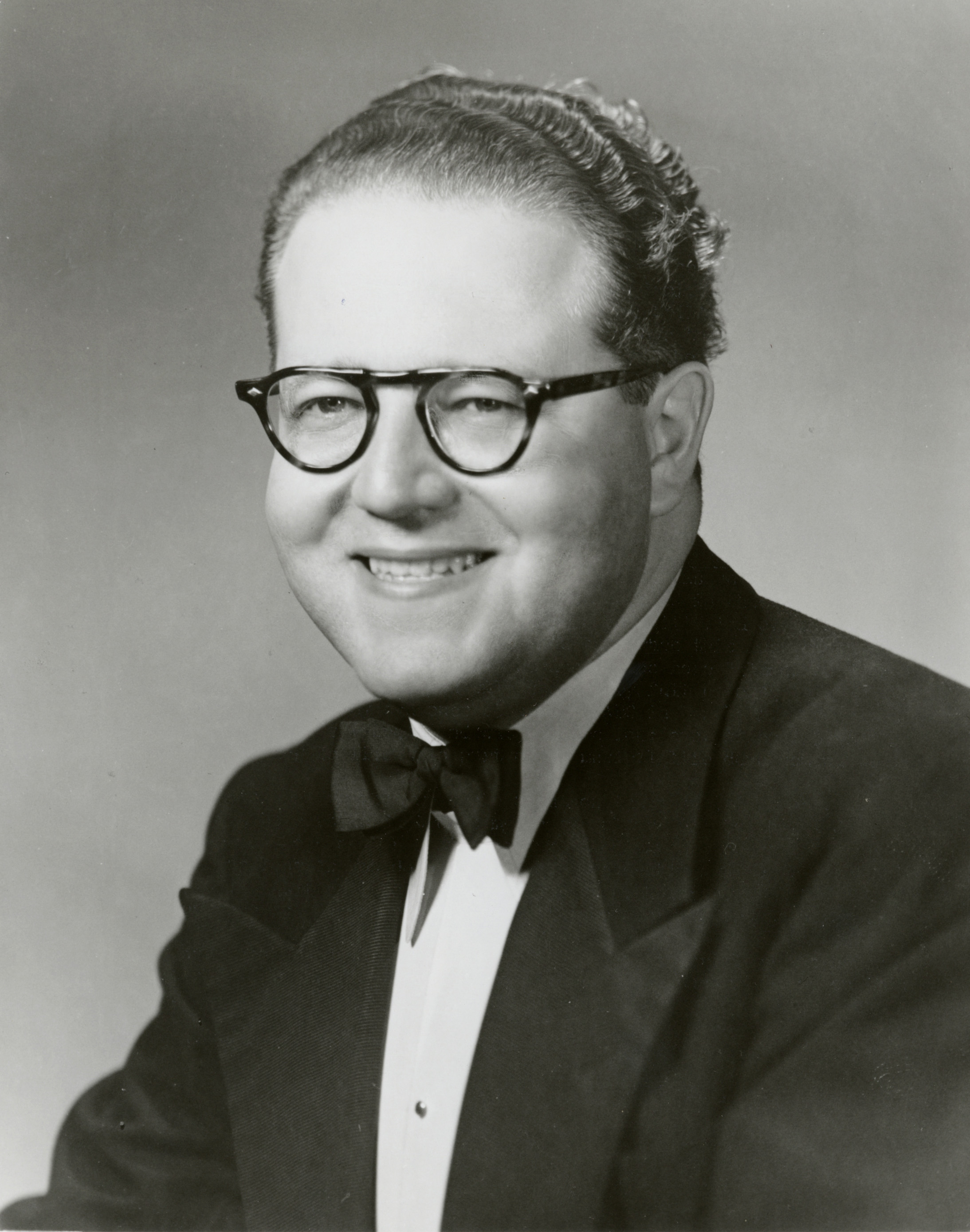
Alfred Reed
17 september

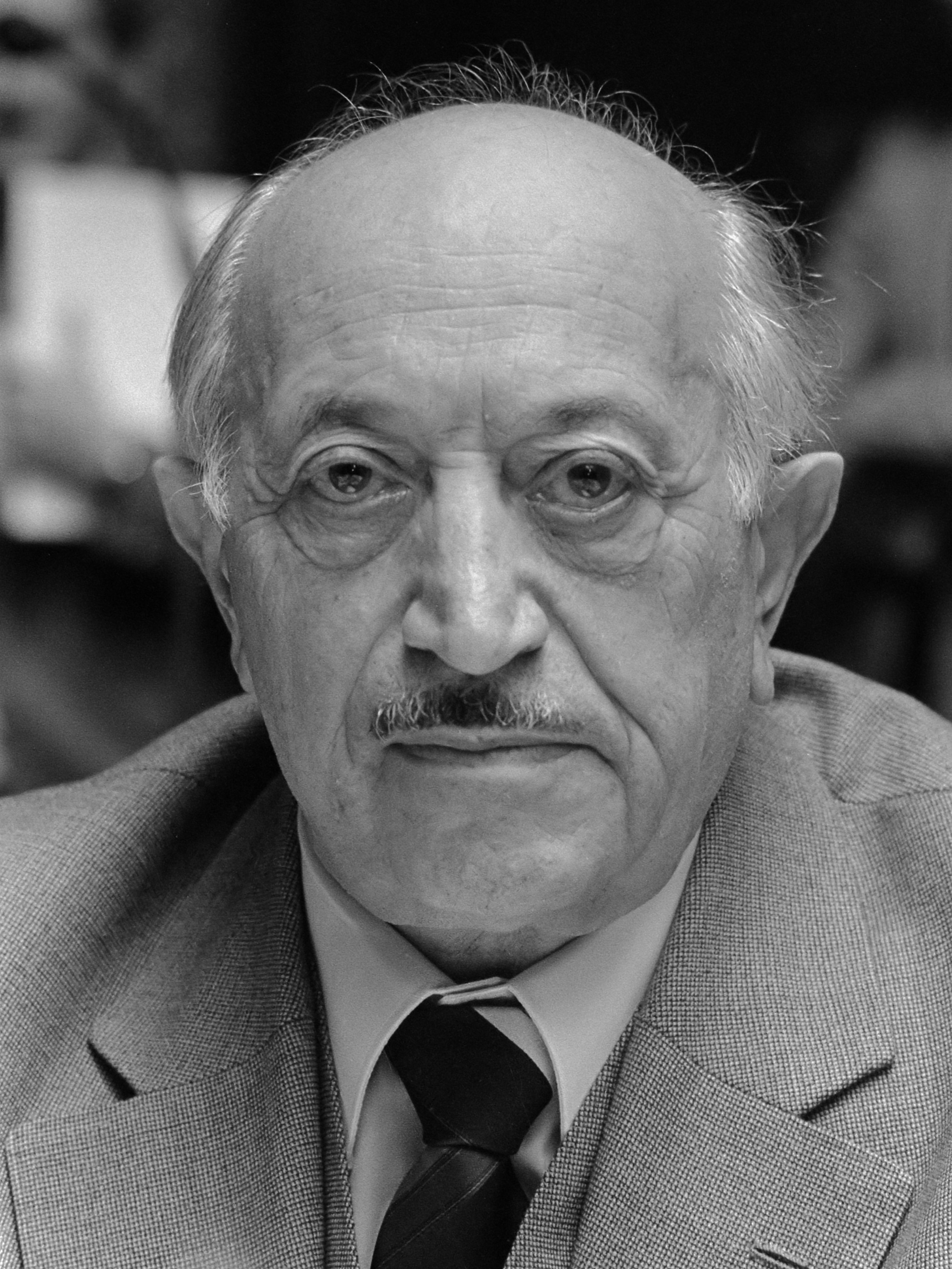
Simon Wiesenthal
20 september

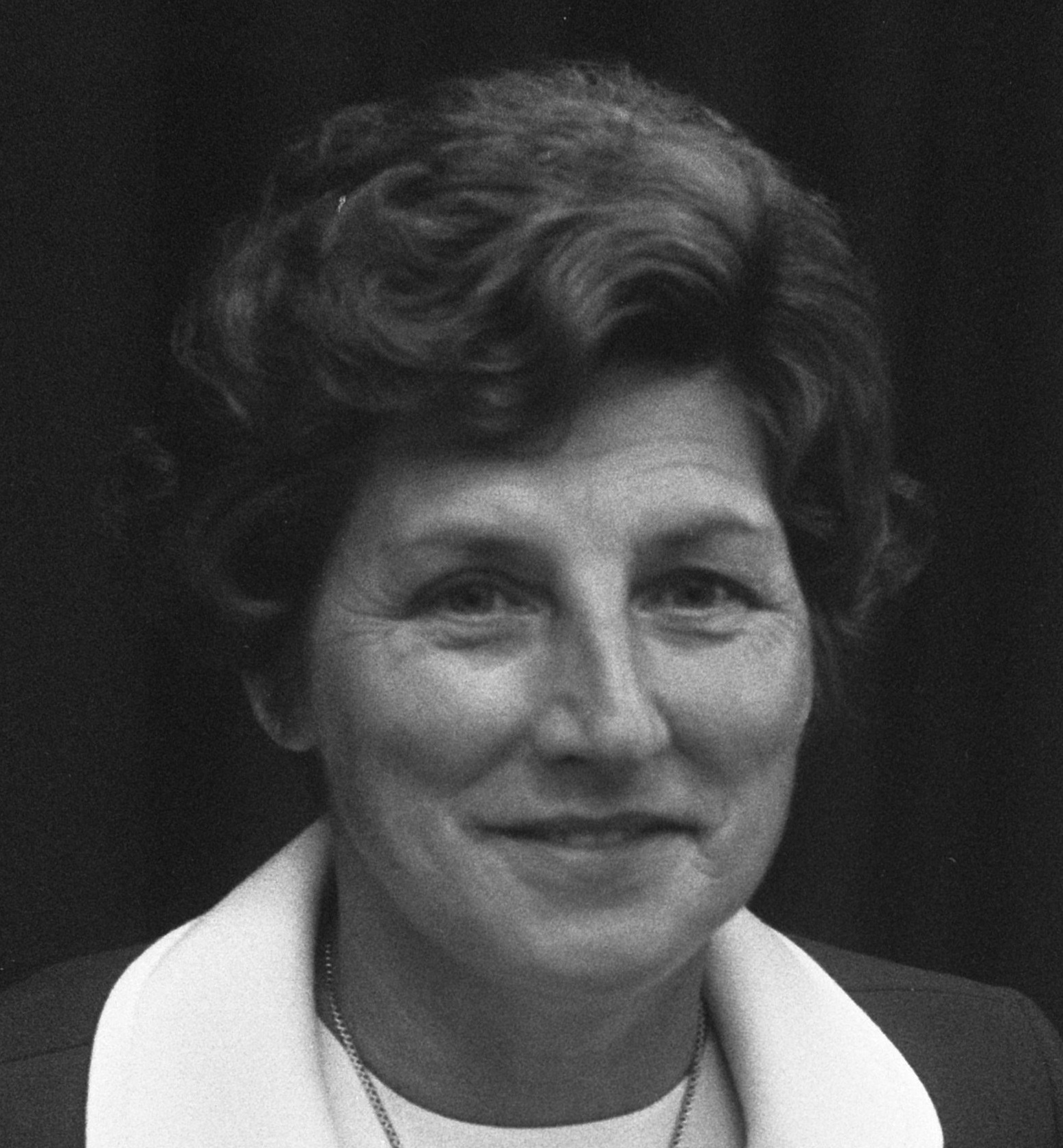
Fia van Veenendaal-van Meggelen
21 september

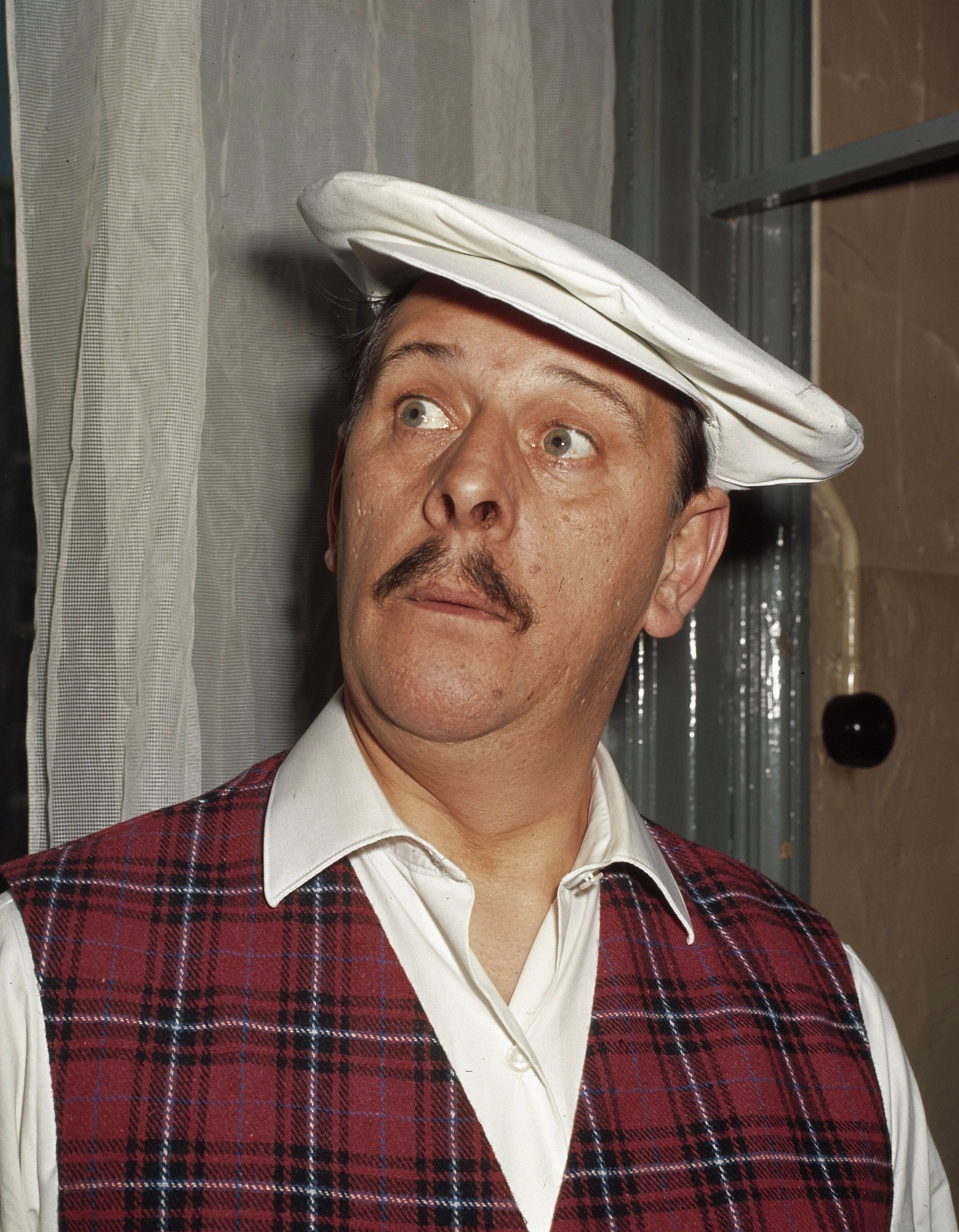
Joop Doderer
22 september

| 1 | 2 | 3 | 4 | 5 | 6 | 7 | 8 | 9 | 10 | 11 | 12 | 13 | 14 | 15 | 16 | 17 | 18 | 19 | 20 | 21 | 22 | 23 | 24 | 25 | 26 | 27 | 28 | 29 | 30 |
| - | - | - | - | - | - | - | - | - | -- | -- | -- | -- | -- | -- | -- | -- | -- | -- | -- | -- | -- | -- | -- | -- | -- | -- | -- | -- | -- |

### 1 september
- R.L. Burnside (78), Amerikaans bluesgitarist en -zanger

### 2 september
- Bob Denver (70), Amerikaans acteur

### 3 september
- William Rehnquist (80), Amerikaans jurist

### 4 september
- Carl-August Fleischhauer (74), Duits rechtsgeleerde en diplomaat
- Alan Truscott (80), Brits bridgespeler

### 6 september
- Eugenia Charles (86), premier van Dominica

### 7 september
- Sergio Endrigo (72), Kroatisch-Italiaans zanger en liedjesschrijver
- Stephanie zu Windisch-Graetz (96), lid Belgische adel

### 8 september
- Hans Keiter (95), Duits handbalspeler

### 9 september
- John Wayne Glover (72), Amerikaans seriemoordenaar
- Mil Lenssens (78), Belgisch televisiemaker

### 11 september
- Henryk Tomaszewski (91), Pools graficus en posterontwerper

### 12 september
- Reinold Kuipers (91), Nederlands dichter en uitgever
- Serge Lang (78), Amerikaans wiskundige

### 13 september
- John O'Mill (90), Nederlands dichter
- Malcolm Xerxes (40), Brits acteur
- Haydee Yorac (64), Filipijns jurist en topfunctionaris

### 14 september
- Louis Aimar (94), Frans-Italiaans wielrenner
- Giulio Cesare Carcano (94), Italiaans motorfietsontwerper
- Frances Newton (40), Amerikaans moordenares
- Vladimir Volkoff (72), Frans schrijver
- Robert Wise (91), Amerikaans filmregisseur

### 15 september
- Joseph Parmentier (56), Belgisch politicus
- Dirk Reichl (24), Duits wielrenner

### 16 september
- Gordon Gould (85), Amerikaans natuurkundige
- Jean Kerguen (80), Frans autocoureur

### 17 september
- Jack Lesberg (85), Amerikaans contrabassist
- Alfred Reed (84), Amerikaans componist

### 18 september
- Peter van Aarle (42), Nederlands internetpionier
- Luciano van den Berg (21), Nederlands voetballer
- Michael Park (39), Brits rallynavigator

### 20 september
- Simon Wiesenthal (96), Oostenrijks nazi-jager

### 21 september
- Ramón Martín Huerta (48), Mexicaans politicus
- Andy Patterson (76), Amerikaans componist
- Fia van Veenendaal-van Meggelen (87), Nederlands politica
- Hilmer Verdin (84), Belgisch componist

### 22 september
- Joop Doderer (84), Nederlands acteur
- Martin Smeets (68), Nederlands burgemeester

### 23 september
- John Knatchbull (80), lid Britse adel

### 24 september
- Aart Geurtsen (79), Nederlands politicus
- André Testut (79), Monegaskisch autocoureur

### 26 september
- Jerry Juhl (67), Amerikaans scenarioschrijver
- Alfred Tempelman (59), Nederlands beeldhouwer

### 27 september
- Ronald Golias (76), Braziliaans komiek
- Willem van de Sande Bakhuyzen (47), Nederlands filmregisseur

### 28 september
- Pol Bury (83), Belgisch kunstschilder en beeldhouwer
- Enric Gensana (69), Spaans voetballer

### 29 september
- Ivar Karl Ugi (75), Estisch-Duits scheikundige

### 30 september
- Fritz Velke (75), Amerikaans componist

## Oktober

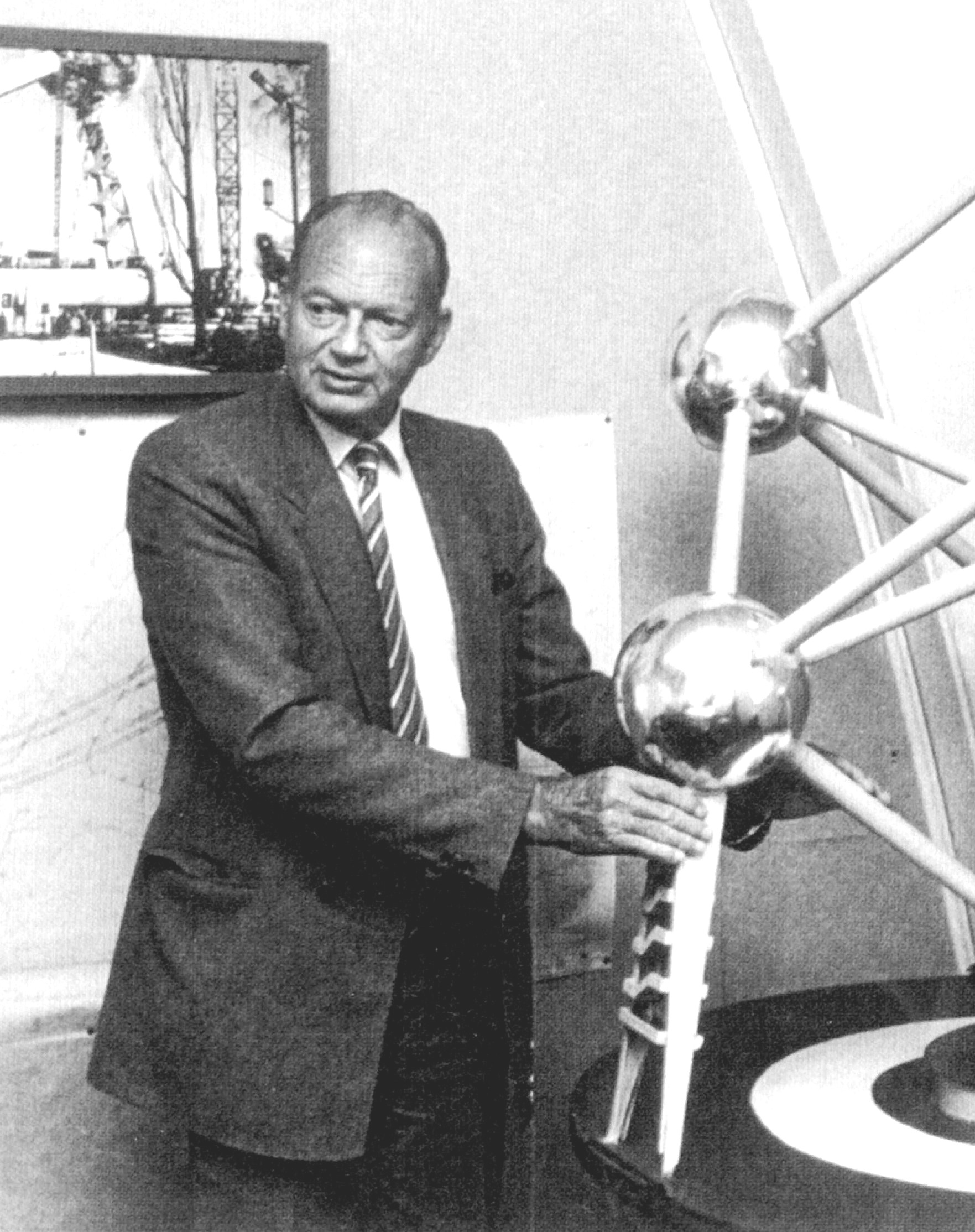
André Waterkeyn
4 oktober

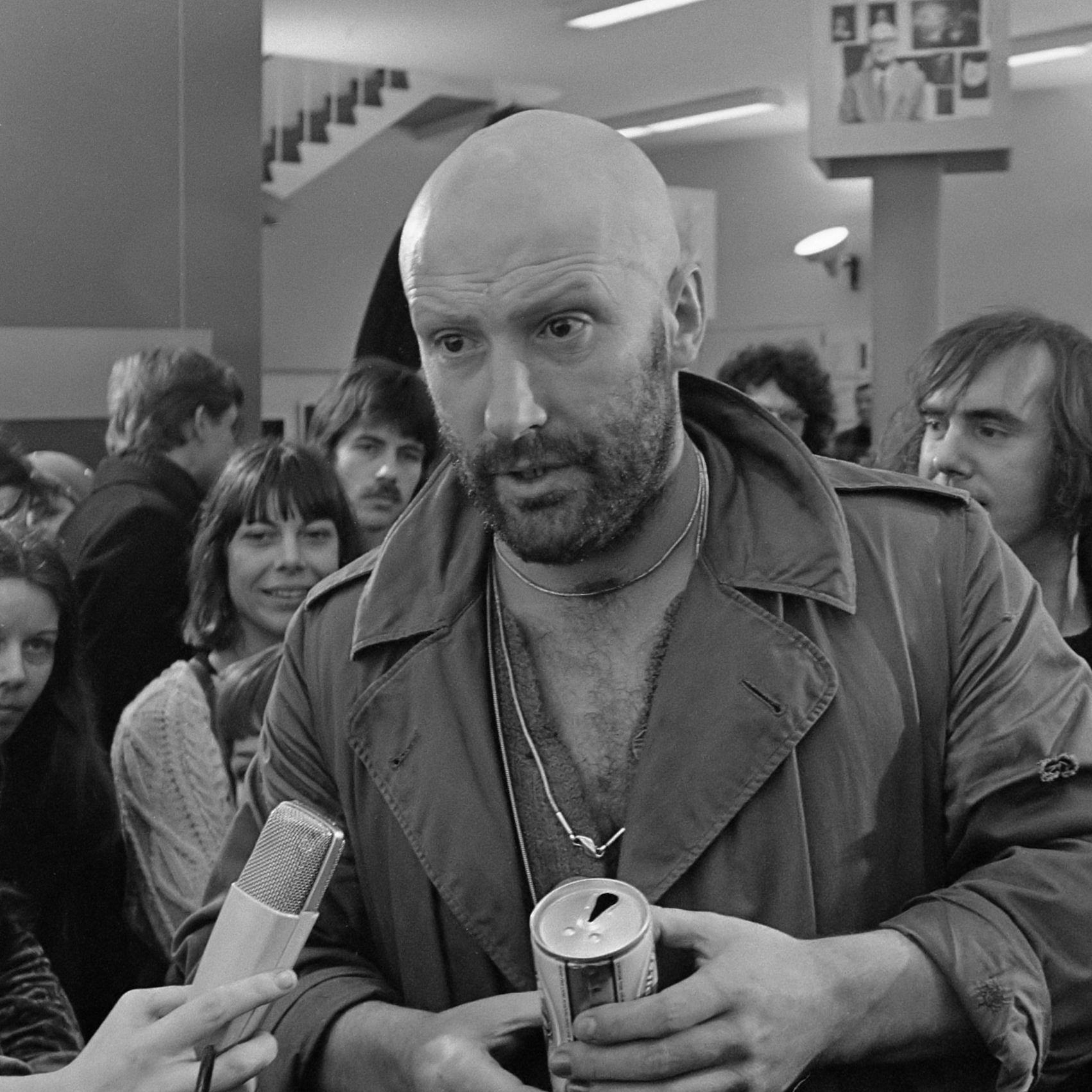
Henk Jurriaans
10 oktober

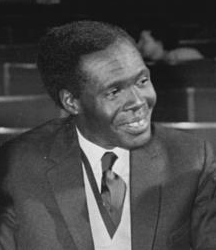
Milton Obote
10 oktober

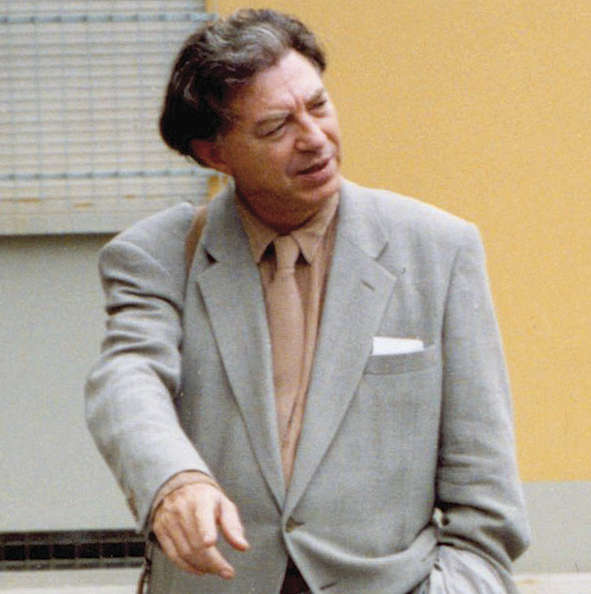
Jean-Michel Folon
20 oktober

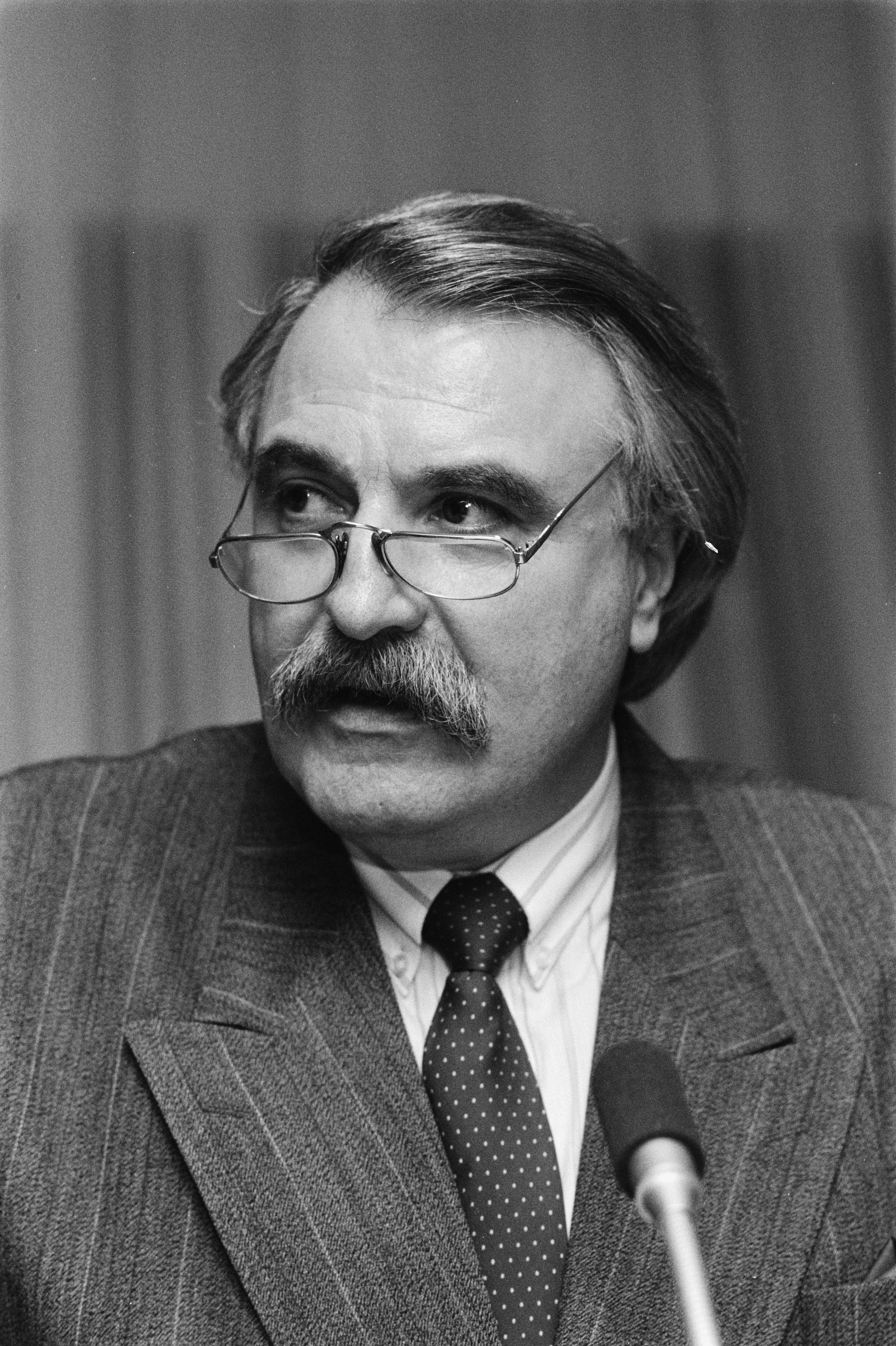
André van der Louw
20 oktober

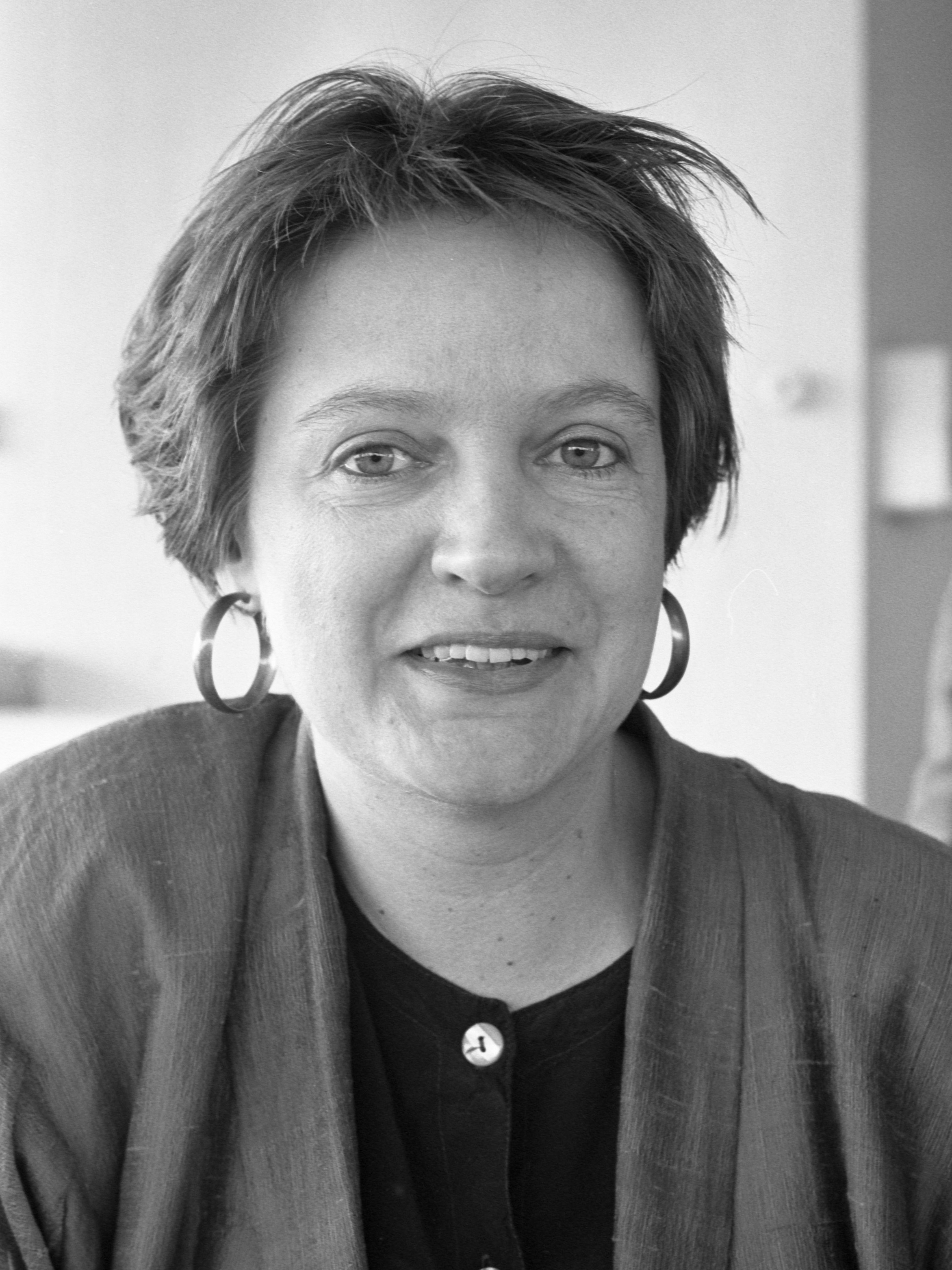
Karin Adelmund
21 oktober

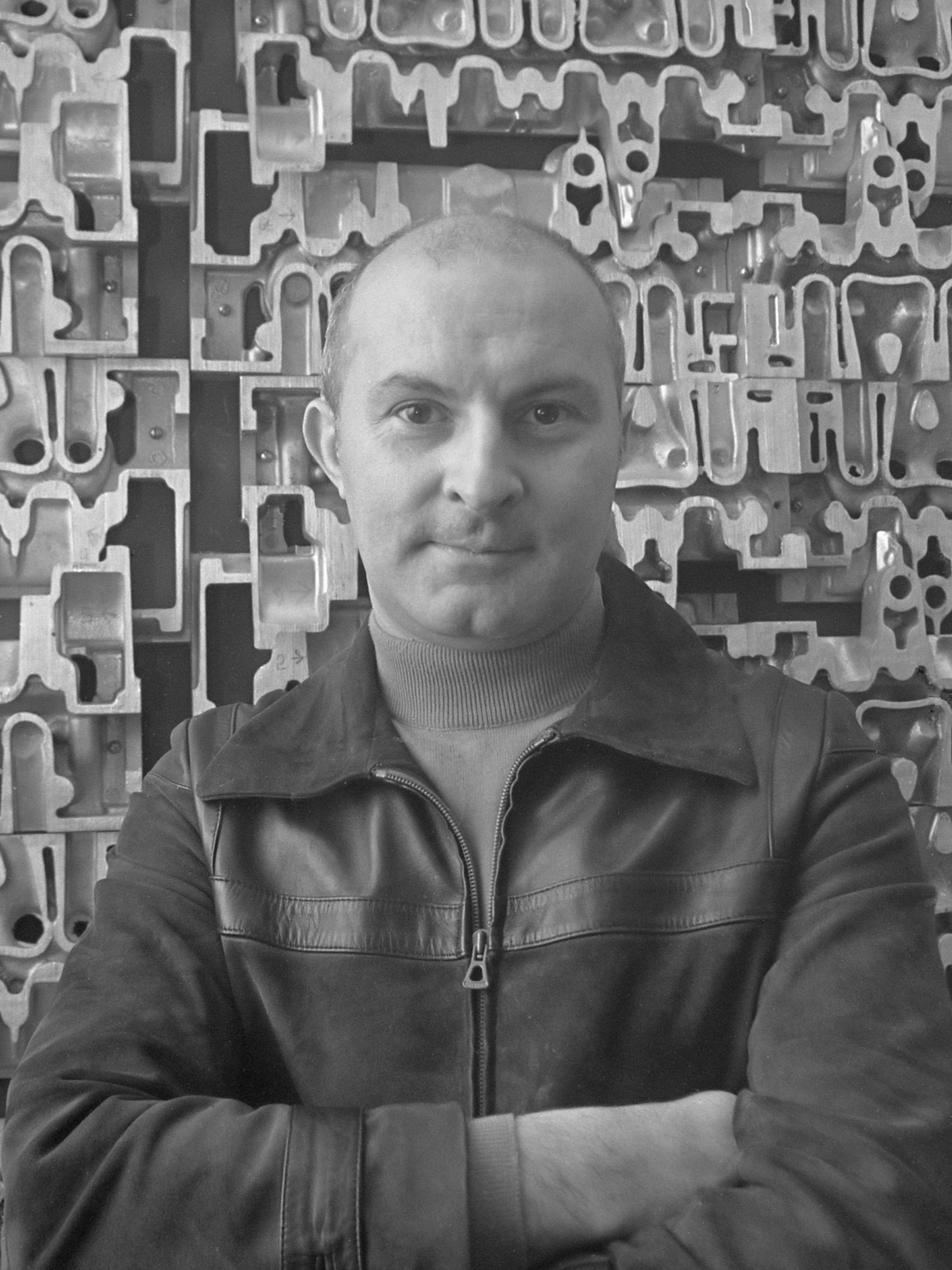
Arman
22 oktober

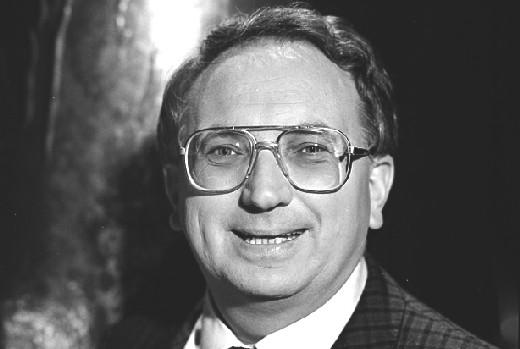
Frans van Dusschoten
25 oktober

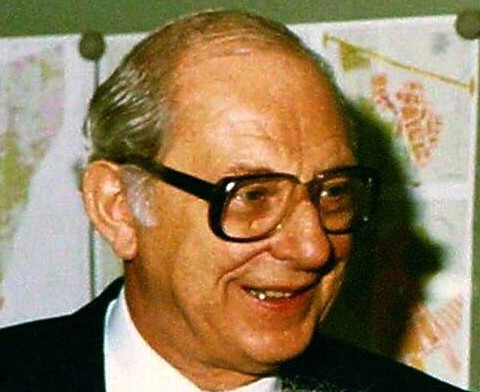
Jan Niers
29 oktober

| 1 | 2 | 3 | 4 | 5 | 6 | 7 | 8 | 9 | 10 | 11 | 12 | 13 | 14 | 15 | 16 | 17 | 18 | 19 | 20 | 21 | 22 | 23 | 24 | 25 | 26 | 27 | 28 | 29 | 30 | 31 |
| - | - | - | - | - | - | - | - | - | -- | -- | -- | -- | -- | -- | -- | -- | -- | -- | -- | -- | -- | -- | -- | -- | -- | -- | -- | -- | -- | -- |

### 2 oktober
- Hamilton Camp (70), Brits-Amerikaans acteur
- Bert Eriksson (74), Belgisch activist
- August Wilson (60), Amerikaans toneelschrijver

### 3 oktober
- Ronnie Barker (76), Brits acteur
- Jaap Glasz (70), Nederlands politicus

### 4 oktober
- Gijsbertus Hokken (78), Nederlands burgemeester
- Jean Louël (91), Belgisch componist
- André Waterkeyn (88), Belgisch ingenieur en architect

### 6 oktober
- Warren Benson (81), Amerikaans componist
- Ettore Cunial (99), Italiaans geestelijke

### 7 oktober
- Fred van Lier (78), Nederlands burgemeester

### 8 oktober
- Michel De Roeck (51), Belgisch kunstschilder
- Tin Dekkers (89), Nederlands bokser
- Francisco Neto (81), Portugees dirigent en musicus

### 9 oktober
- Willem van Althuis (79), Nederlands kunstenaar
- Ubaldo Mesa (31), Colombiaans wielrenner

### 10 oktober
- Henk Jurriaans (64), Nederlands kunstenaar en psycholoog
- Milton Obote (79), president van Oeganda

### 11 oktober
- Tony Bass (71), Nederlands zanger en liedjesschrijver
- Frans Reijnders (89), Nederlands burgemeester
- Cor Veldhoen (66), Nederlands voetballer

### 12 oktober
- Theo Jansen (79), Nederlands voetballer
- Charles Moons (88), Nederlands rechter

### 13 oktober
- Pierre van Ostade (88), Nederlands radio- en televisiepresentator
- Rob Tamsma (83), Nederlands geograaf
- Wayne Weiler (70), Amerikaans autocoureur
- Theo Zweerman (74), Nederlands theoloog

### 14 oktober
- Kornelis Oosterhuis (87), Nederlands burgemeester

### 15 oktober
- Giuseppe Caprio (90), Italiaans kardinaal
- Toon Effern (91), Nederlands voetballer
- Bart Veenstra (84), Nederlands Drentstalig schrijver

### 16 oktober
- José María Medina (84), Uruguayaans voetballer

### 18 oktober
- Aleksandr Jakovlev (81), Russisch politicus

### 20 oktober
- Jean-Michel Folon (71), Belgisch kunstenaar
- Shirley Horn (71), Amerikaans jazz-zangeres
- André van der Louw (72), Nederlands politicus en bestuurder
- Edgard Stockman (85), Belgisch burgemeester

### 21 oktober
- Karin Adelmund (56), Nederlands vakbondsbestuurder en politica
- Marshall Clagett (89), Amerikaans wetenschapshistoricus
- Tara Correa-McMullen (16), Amerikaans actrice
- Bernard Schnieders (47), Nederlands motorcoureur

### 22 oktober
- Arman (76), Frans-Amerikaans kunstenaar
- David Clapham (74), Zuid-Afrikaans autocoureur
- Franky Gee (43), Amerikaans zanger

### 23 oktober
- Evert Jan Harmsen (75), Nederlands politicus

### 24 oktober
- José Azcona del Hoyo (78), president van Honduras
- Rosa Parks (92), Amerikaans burgerrechtenactiviste
- Achiel Smets (74), Belgisch politicus

### 25 oktober
- Frans van Dusschoten (72), Nederlands conferencier, imitator en stemacteur

### 26 oktober
- Hein Corten (78), Nederlands politicus
- Cor Dekker (57), Nederlands muzikant

### 27 oktober
- Derk Snoep (70), Nederlands museumdirecteur

### 28 oktober
- Eugene Bird (79), Amerikaans gevangenbewaker en publicist
- Tahsin Özgüç (89), Turks archeoloog
- Richard Smalley (62), Amerikaans scheikundige

### 29 oktober
- Julius Yeshu Çiçek (63), aartsbisschop binnen de Syrisch-orthodoxe Kerk
- Jan Niers (80), Nederlands politicus

### 31 oktober
- Evert Hingst (36), Nederlands advocaat
- Gusta Goldschmidt (92), Nederlands luitpionier

## November

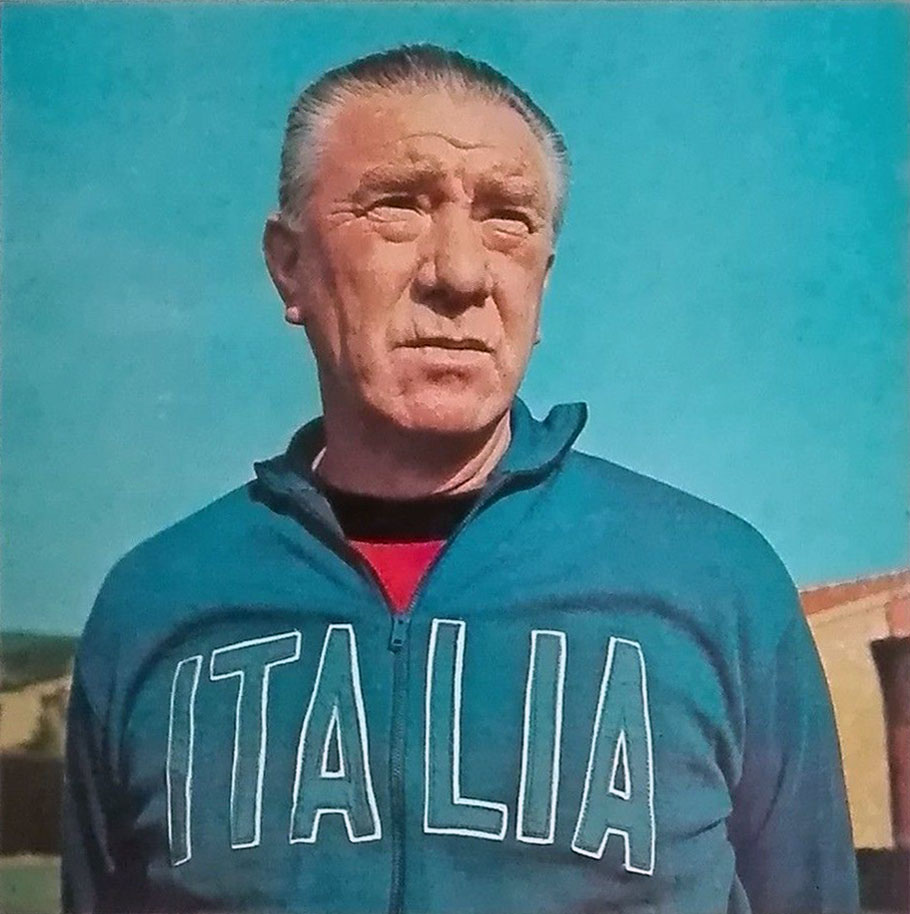
Ferruccio Valcareggi
2 november

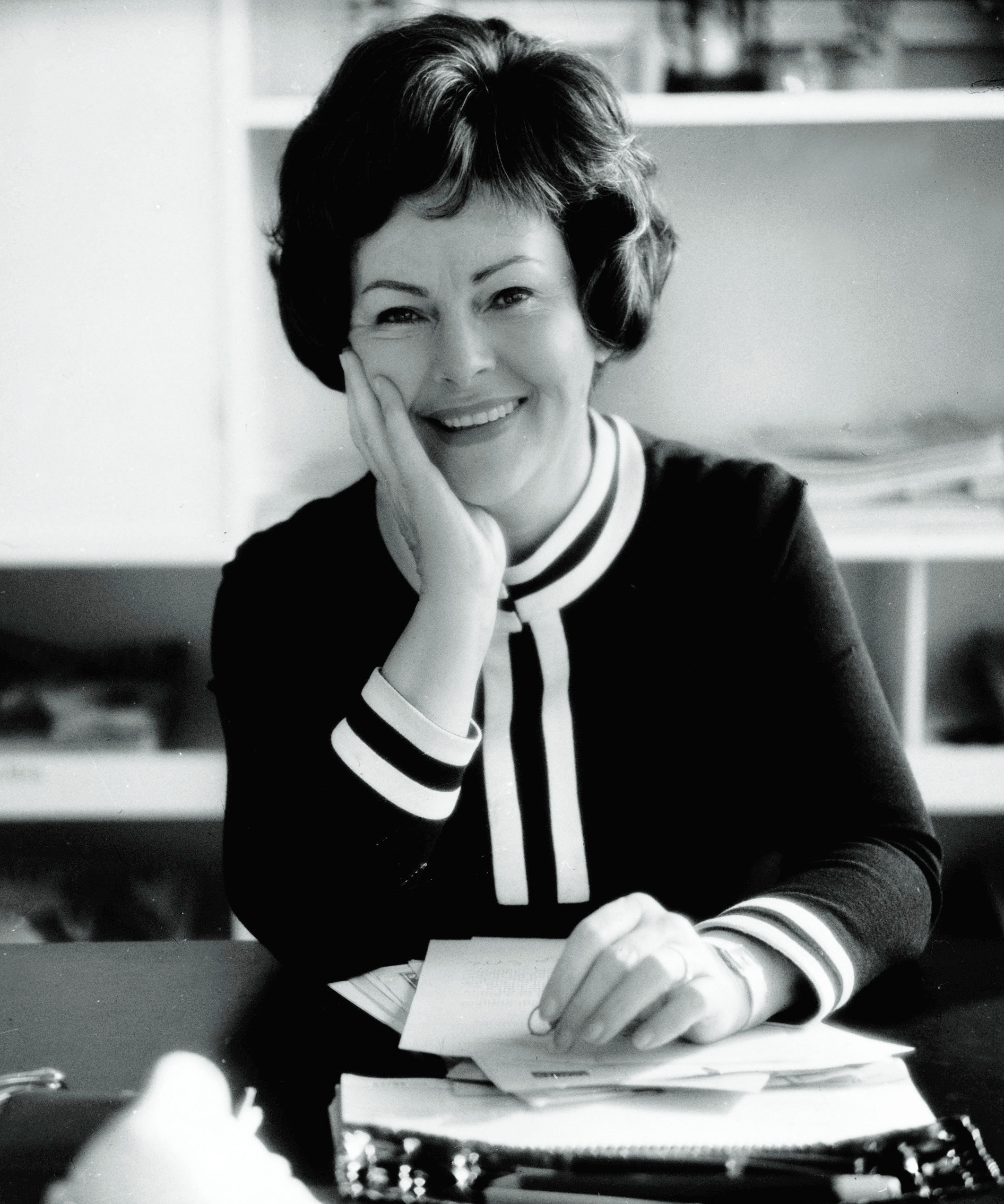
Aenne Burda
3 november

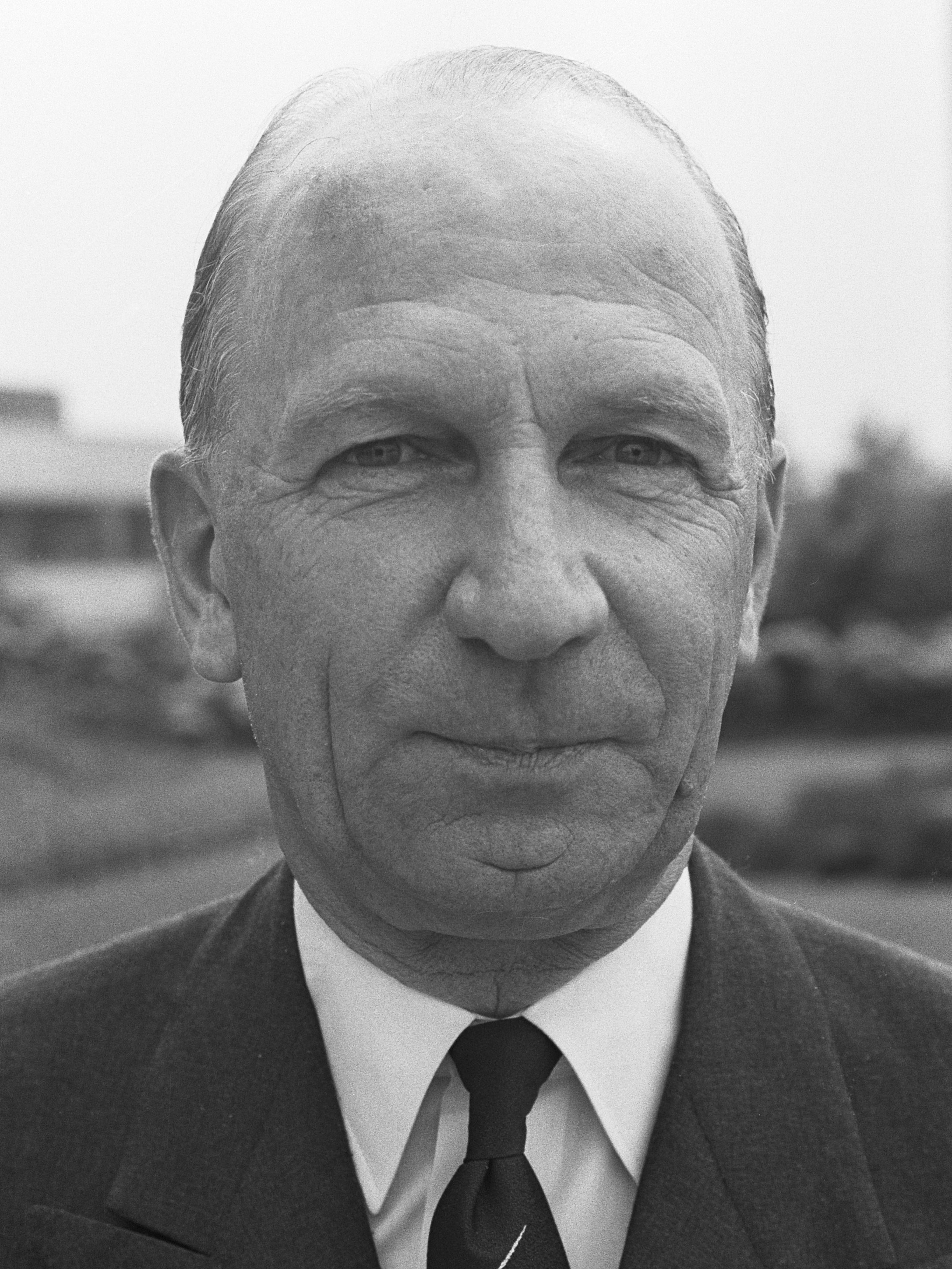
Henk van Riemsdijk
8 november

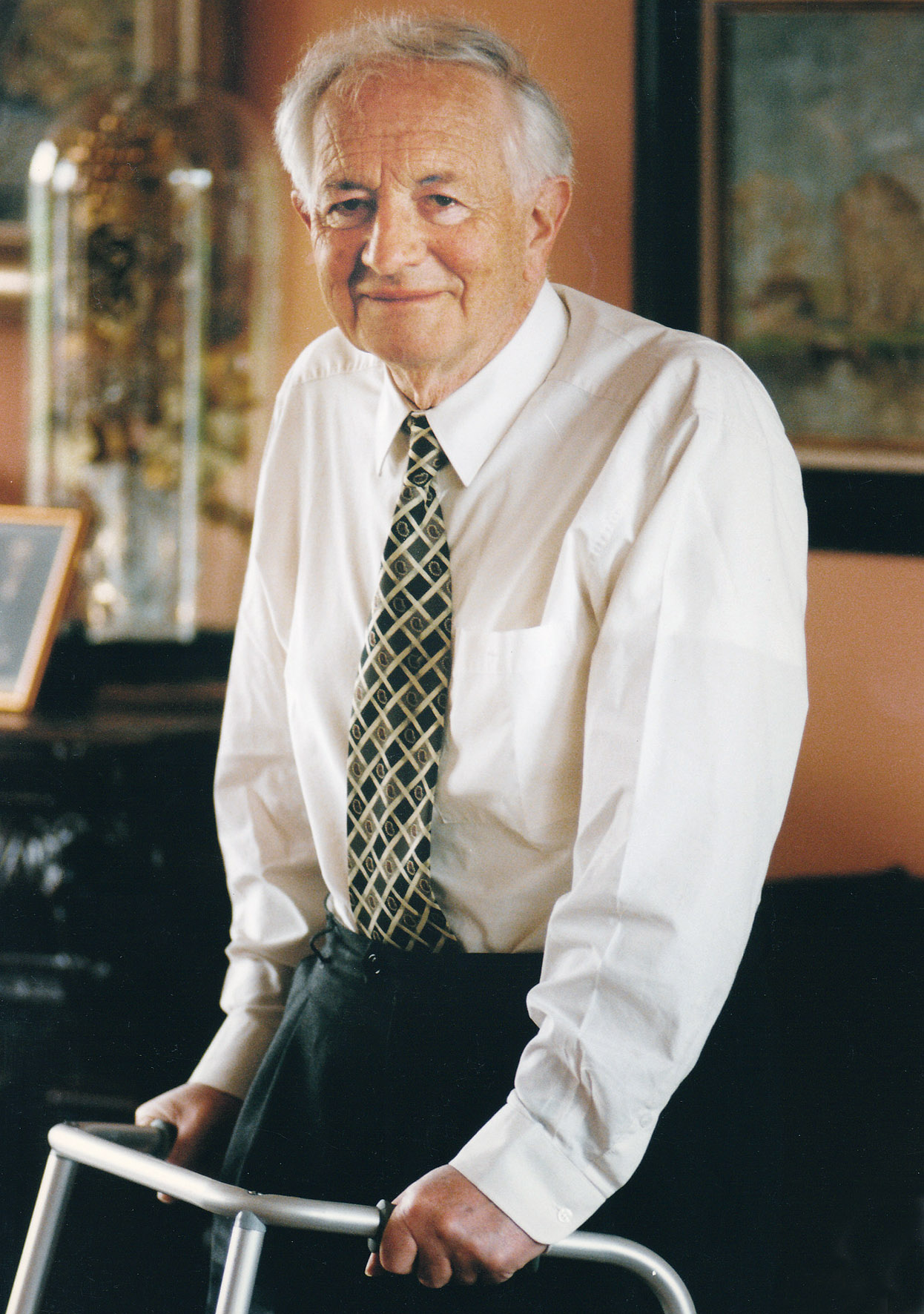
Maurits Coppieters
11 november

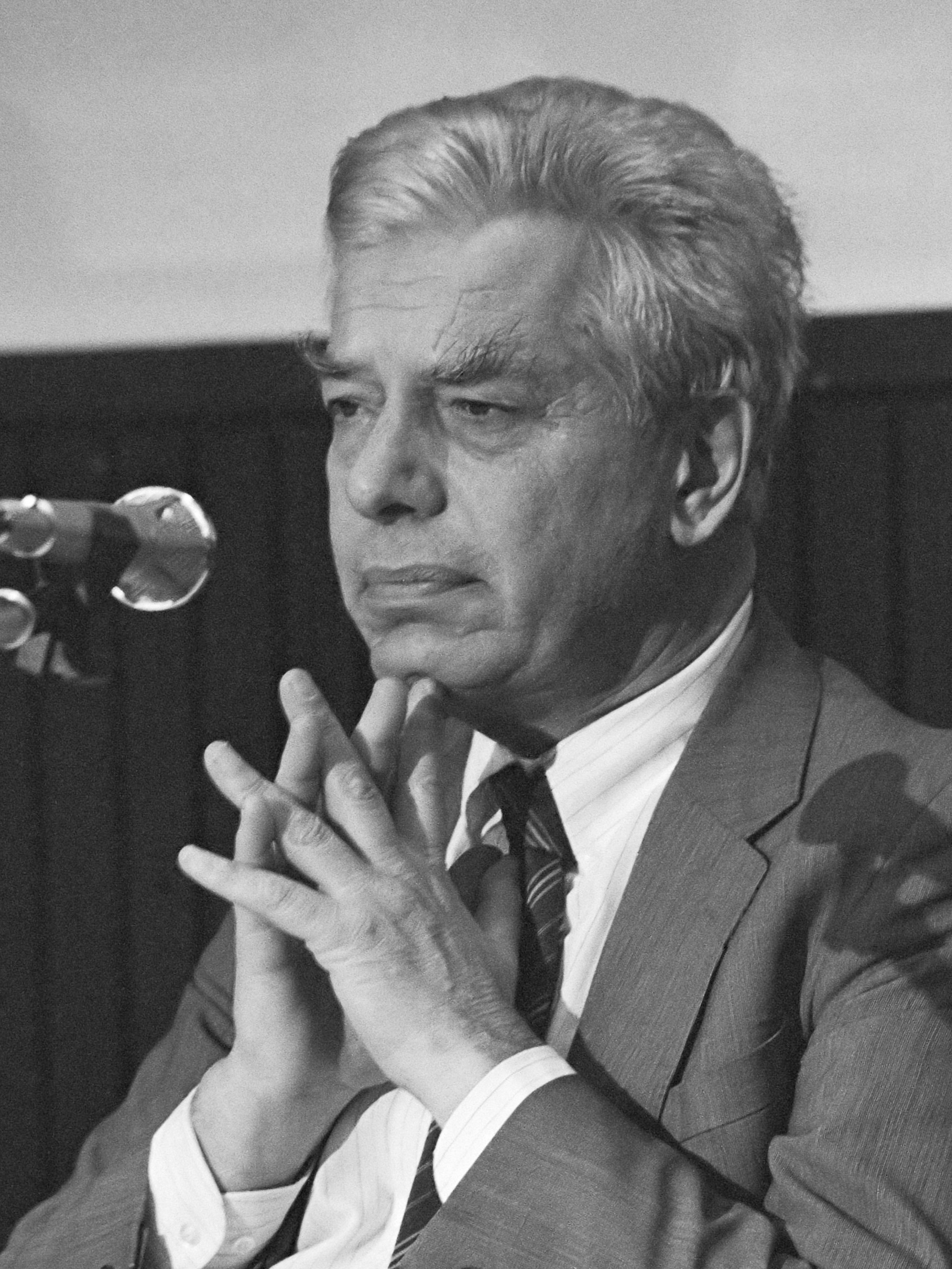
Edy de Wilde
19 november

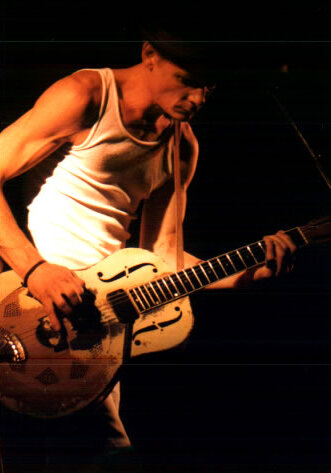
Chris Whitley
20 november

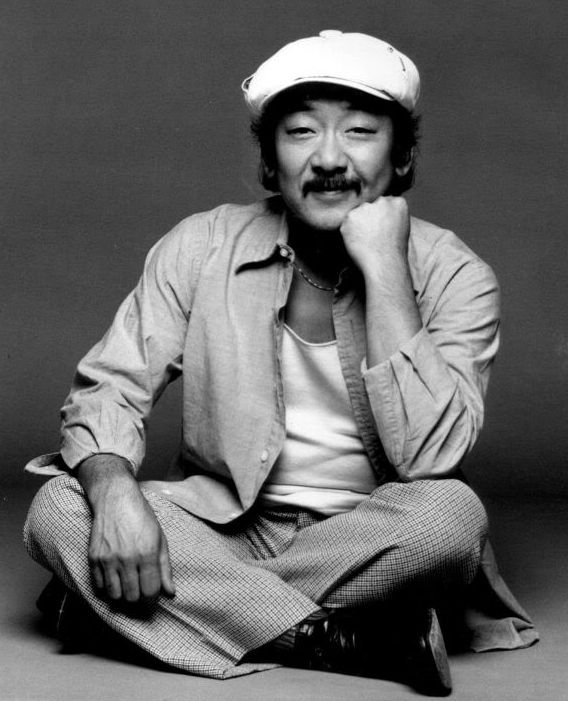
Pat Morita
24 november

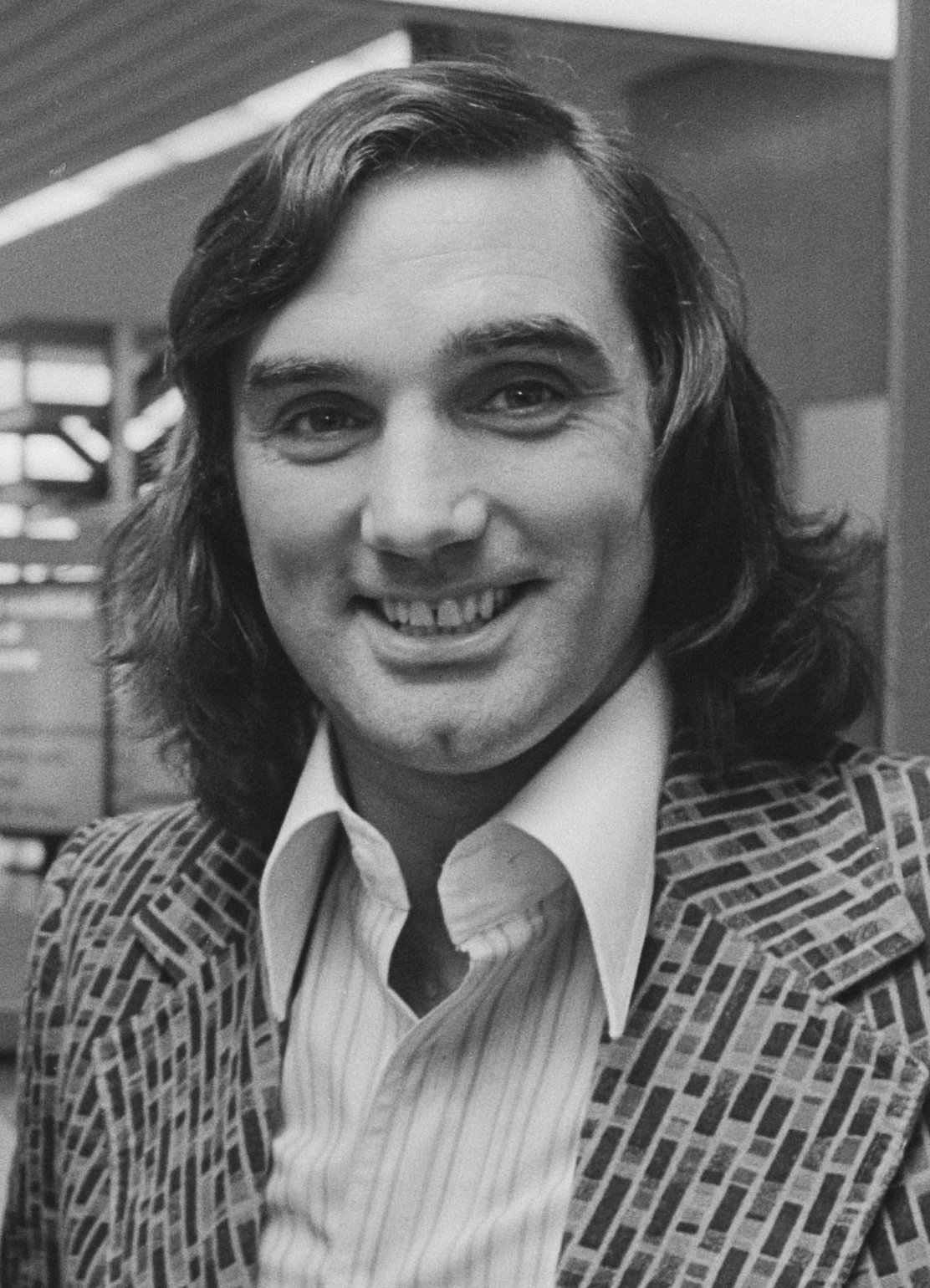
George Best
25 november

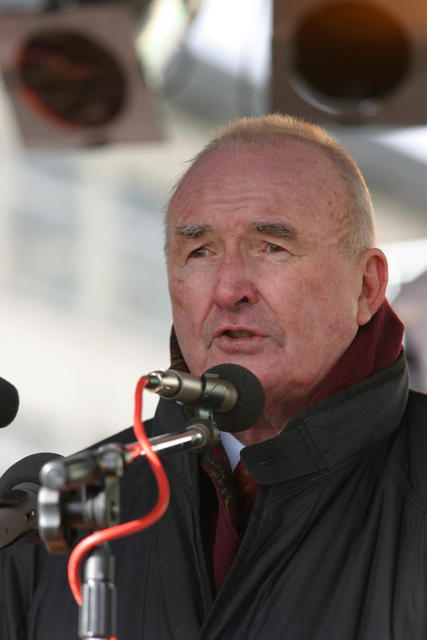
Franz Schönhuber
27 november

| 1 | 2 | 3 | 4 | 5 | 6 | 7 | 8 | 9 | 10 | 11 | 12 | 13 | 14 | 15 | 16 | 17 | 18 | 19 | 20 | 21 | 22 | 23 | 24 | 25 | 26 | 27 | 28 | 29 | 30 |
| - | - | - | - | - | - | - | - | - | -- | -- | -- | -- | -- | -- | -- | -- | -- | -- | -- | -- | -- | -- | -- | -- | -- | -- | -- | -- | -- |

### 1 november
- Michael Piller (57), Amerikaans scenarioschrijver en televisieproducent

### 2 november
- Kees Houtman (46), Nederlands vastgoedhandelaar
- John Mieremet (45), Nederlands crimineel
- Ferruccio Valcareggi (86), Italiaans voetballer en voetbalcoach

### 3 november
- Aenne Burda (96), Duits uitgeefster
- Geoffrey Keen (89), Brits acteur

### 4 november
- Emiel Vandepitte (94), Belgisch wielrenner

### 5 november
- John Fowles (79), Brits schrijver
- Link Wray (76), Amerikaans rockgitarist

### 6 november
- Jan Hoekema (77), Nederlands voetballer
- Dick Hutcherson (73), Amerikaans autocoureur
- Anthony Sawoniuk (84), Wit-Russisch oorlogsmisdadiger

### 7 november
- Nobuhiko Hasegawa (58), Japans tafeltennisser

### 8 november
- Robert Bush (79), Amerikaans marinier en ondernemer
- Andries van Dantzig (84), Nederlands psychiater
- Henk van Riemsdijk (94), Nederlands ondernemer

### 9 november
- Muriel Degauque (38), Belgisch terroriste
- Kocheril Raman Narayanan (85), president van India

### 10 november
- Eddie Asselberghs (80), Nederlands militair
- George van Kleef (44), Nederlands crimineel
- Gardner Read (92), Amerikaans componist

### 11 november
- Moustapha Akkad (75), Syrisch-Amerikaans filmregisseur
- Patrick Anson (66), lid Britse adel
- Leen de Beij (70), Nederlands burgemeester
- Maurits Coppieters (85), Belgisch historicus en politicus
- Peter Drucker (95), Amerikaans schrijver
- Cornelis Soeteman (93), Nederlands taal- en letterkundige

### 12 november
- Manolo Gracia (88), Spaans componist

### 13 november
- Ulrik Edward Geniets (66), Belgisch geestelijke
- Eddie Guerrero (38), Mexicaans-Amerikaans professioneel worstelaar
- Pierre Maistriaux (66), Belgisch politicus

### 14 november
- Jan Beelaerts van Blokland (95), Nederlands militair en verzetsstrijder
- Jenő Takács (103), Oostenrijks componist

### 15 november
- Hanne Haller (55), Duits zangeres
- Louis Sévèke (41), Nederlands politiek activist en journalist

### 16 november
- Henry Taube (89), Canadees-Amerikaans scheikundige
- Bob van Tol (62), Nederlands acteur
- Henk van Woerden (57), Nederlands schilder en schrijver

### 17 november
- Hans Teussink (56), Nederlands militair

### 18 november
- Cora Baltussen (93), Nederlands verpleegster
- Aubert-Tillo van Biervliet (85), Belgisch benedictijn
- Jan Gierveld (70), Nederlands kunstschilder
- Hans Hildebrand (65), Nederlands poppenspeler

### 19 november
- Francesco Somaini (79), Italiaans beeldhouwer
- Edy de Wilde (86), Nederlands museumdirecteur

### 20 november
- Chris Whitley (45), Amerikaans gitarist

### 22 november
- Lily Boeykens (75), Belgisch feministe
- Madani Bouhouche (53), Belgisch crimineel

### 23 november
- Constance Cummings (95), Amerikaans actrice
- Robert Gallas (82), Nederlands burgemeester

### 24 november
- Pat Morita (73), Amerikaans acteur

### 25 november
- George Best (59), Noord-Iers voetballer
- Richard Burns (34), Brits autocoureur
- Johnny Harsch (76), Belgisch persfotograaf
- Pierre Seel (82), Frans holocaustoverlevende

### 27 november
- Franz Schönhuber (82), Duits politicus

### 28 november
- Denise Lambrecht (89), Belgisch verzetsvrouw
- Marc Lawrence (95), Amerikaans acteur
- Tony Meehan (62), Brits drummer

### 29 november
- Hotze Schuil (81), Nederlands kaatser
- Wendie Jo Sperber (47), Amerikaans actrice
- David di Tommaso (26), Frans voetballer
- Geert van Veenen (75), Nederlands burgemeester

### 30 november
- Jean Parker (90), Amerikaans actrice

## December

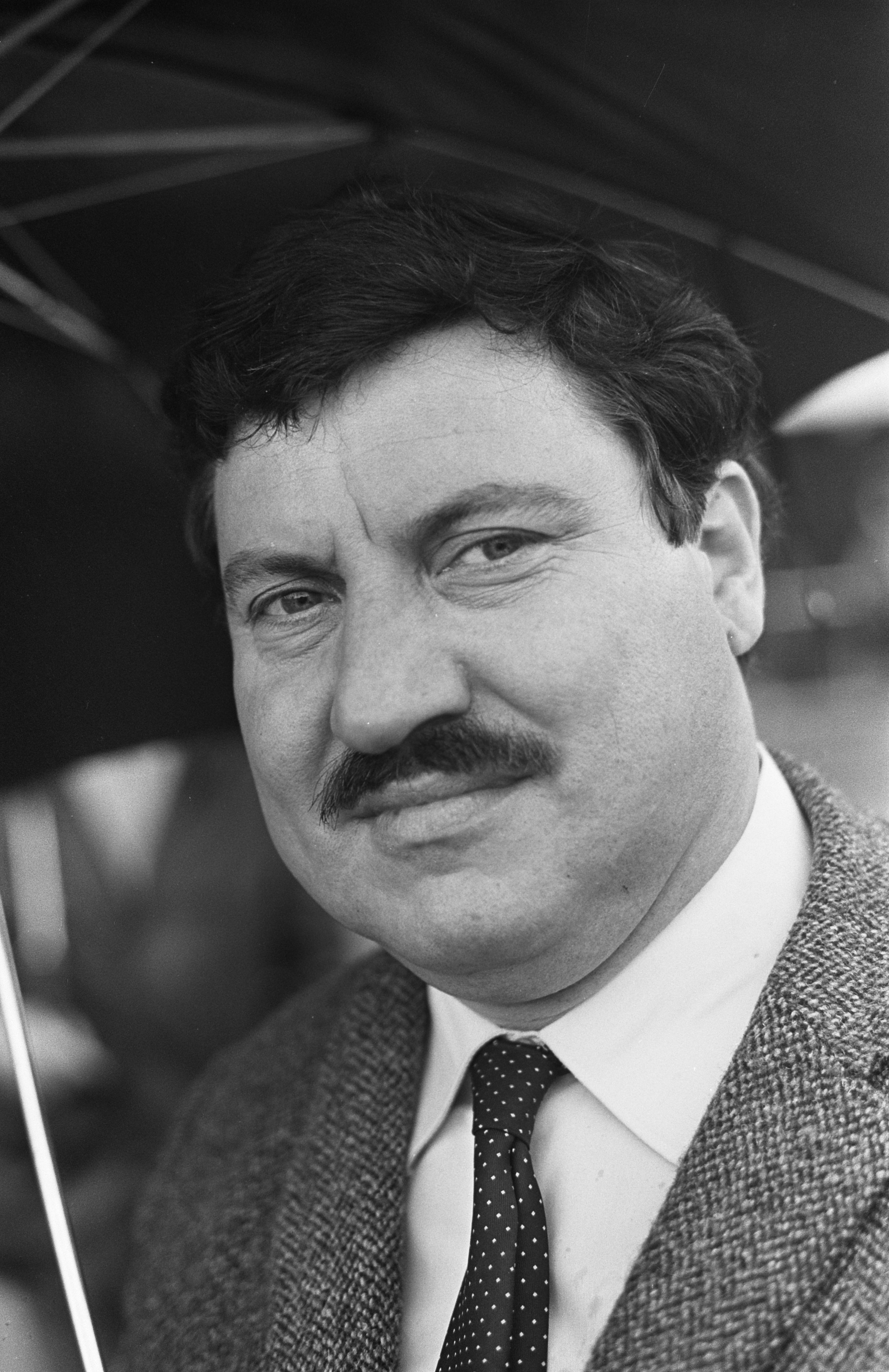
Fred Benavente
2 december

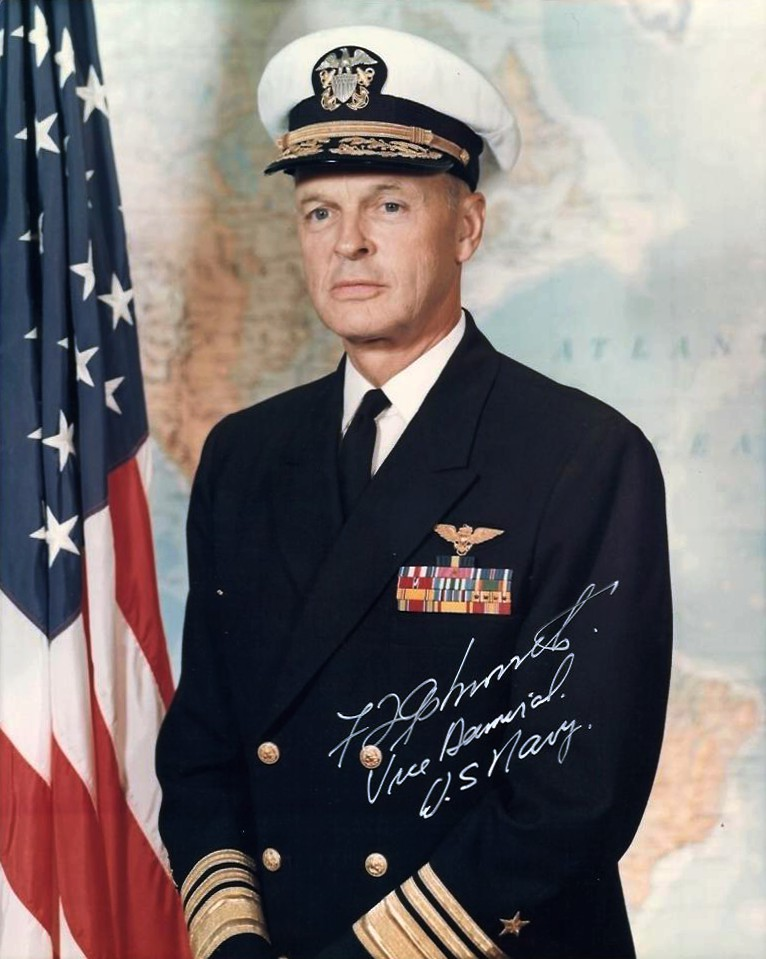
Frederick Ashworth
3 december

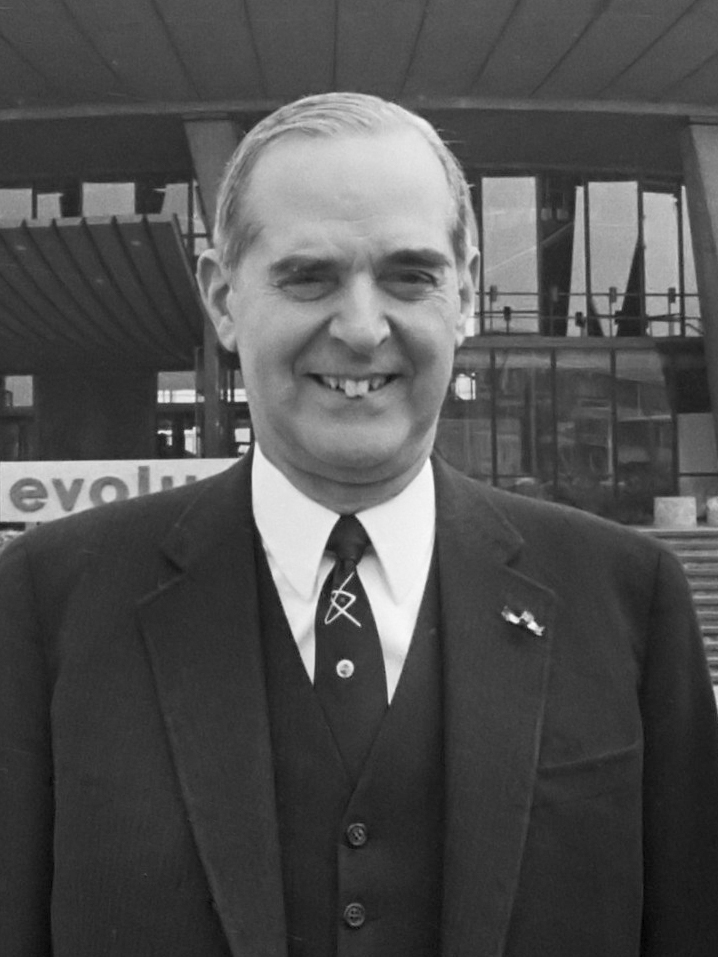
Frits Philips
5 december

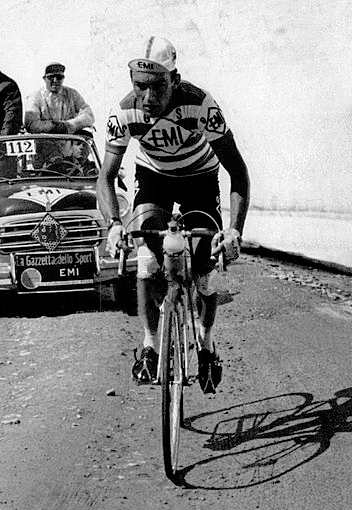
Charly Gaul
6 december

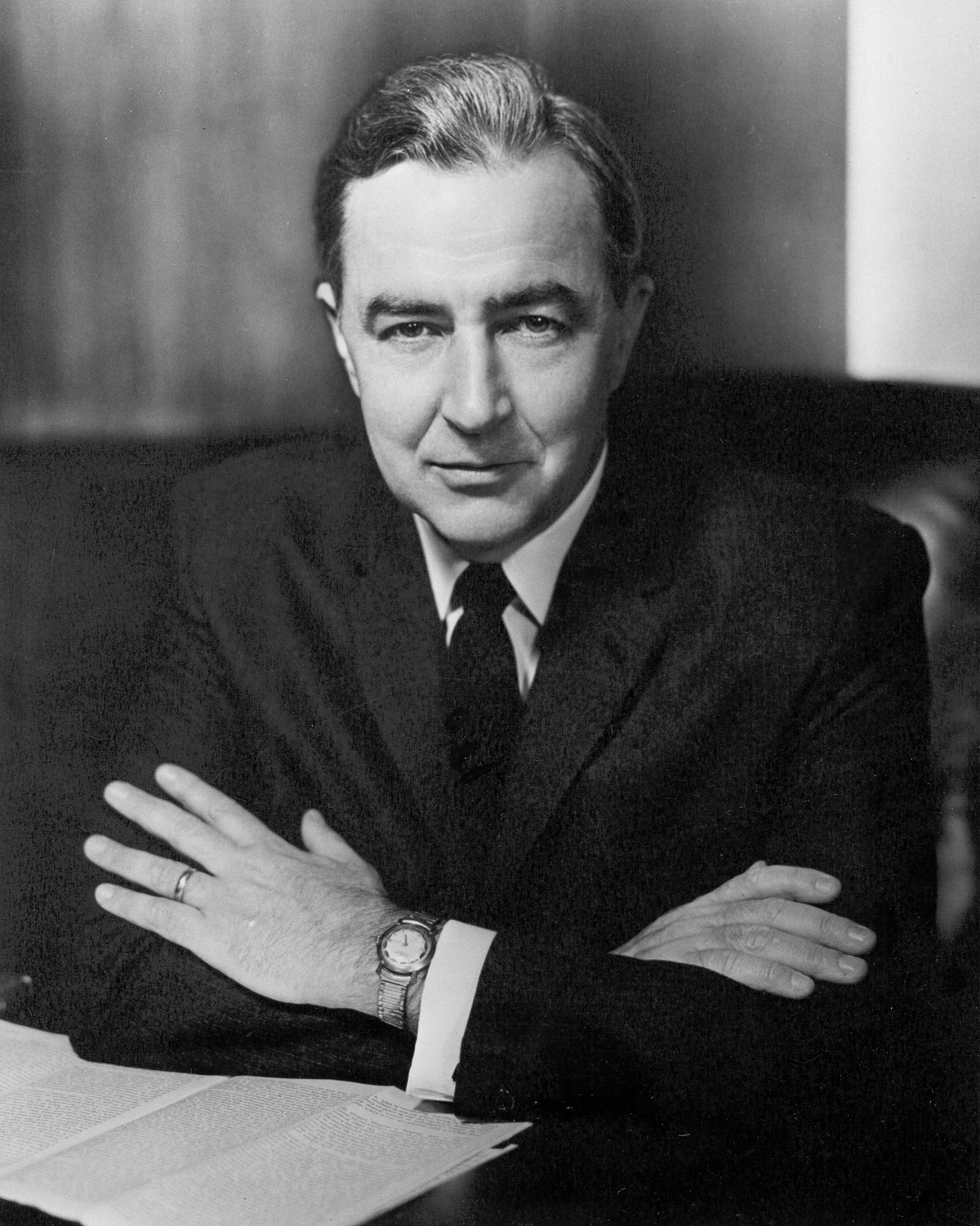
Eugene McCarthy
10 december

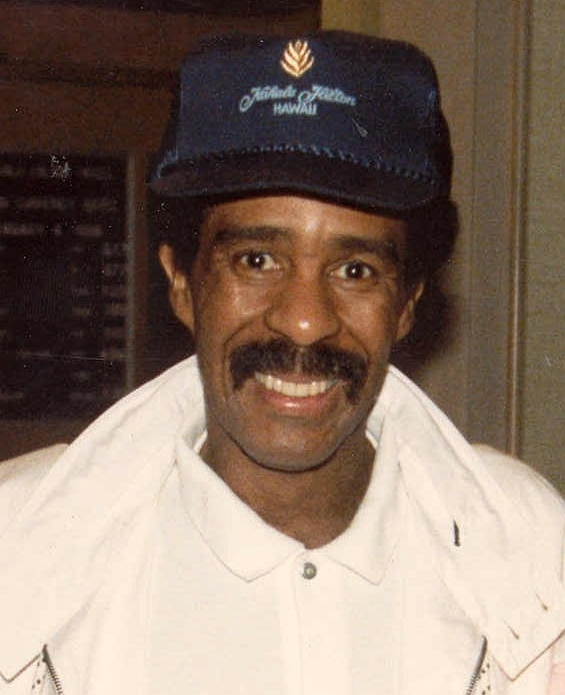
Richard Pryor
10 december

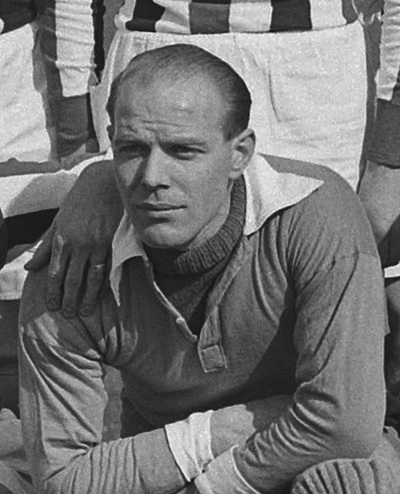
Cees Botermans
25 december

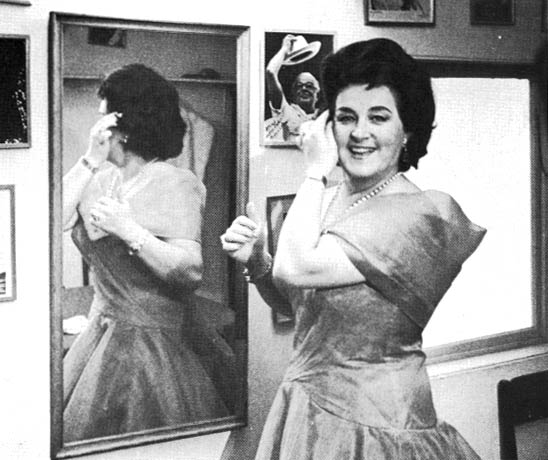
Birgit Nilsson
25 december

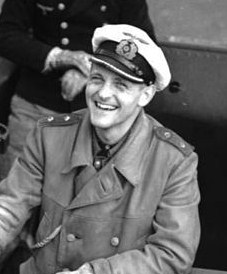
Erich Topp
26 december

| 1 | 2 | 3 | 4 | 5 | 6 | 7 | 8 | 9 | 10 | 11 | 12 | 13 | 14 | 15 | 16 | 17 | 18 | 19 | 20 | 21 | 22 | 23 | 24 | 25 | 26 | 27 | 28 | 29 | 30 | 31 |
| - | - | - | - | - | - | - | - | - | -- | -- | -- | -- | -- | -- | -- | -- | -- | -- | -- | -- | -- | -- | -- | -- | -- | -- | -- | -- | -- | -- |

### 1 december
- Jack Colvin (71), Amerikaans acteur
- Cobi Schreijer (83), Nederlands zangeres
- Edward Schroeder (94), Amerikaans schaatser

### 2 december
- Fred Benavente (79), Nederlands acteur
- Jaime Morón (55), Colombiaans voetballer
- Muhammad Hamza Zubaydi (67), Iraaks politicus

### 3 december
- Frederick Ashworth (93), Amerikaans wapenexpert

### 5 december
- Gerard Bruggink (88), Nederlands militair
- Frits Philips (100), Nederlands ondernemer en bestuurder
- Ben Tijnagel (41), Nederlands ijshockeyer
- Maurits Wynants (61), Belgisch historicus

### 6 december
- Charly Gaul (72), Luxemburgs wielrenner
- Ton Hubers (73), Nederlands burgemeester
- Devan Nair (82), Singaporees politicus
- Jerzy Kazimierz Pajączkowski-Dydyński (111), Pools-Brits supereeuweling
- Frans Thévelin (80), Belgisch rallycoureur en -organisator

### 8 december
- Jacques Hogewoning (80), Nederlands sportbestuurder
- Michel Lodewijks (75), Nederlands politicus
- Pierre Pierrard (85), Frans katholiek historicus
- Wim Roeleveld (64), Nederlands geograaf

### 9 december
- Mike Botts (61), Amerikaans drummer
- Lydia Riezouw (82), Nederlands verzetsstrijder
- Robert Sheckley (77), Amerikaans schrijver
- Jehannes Ytsma (48), Nederlands taalsocioloog

### 10 december
- Eugene McCarthy (89), Amerikaans politicus
- Richard Pryor (65), Amerikaans stand-upcomedian en acteur
- Emiel Van der Veken (85), Belgisch wielrenner

### 12 december
- Joseph Eric D’Arcy (81), Australisch bisschop
- Gebran Tueni (48), Libanees politicus

### 13 december
- Mela Soesman (91), Nederlands actrice
- Stanley Williams (51), Amerikaans crimineel

### 14 december
- Abraham Goldberg (83), Nederlandse burgemeester
- John B. Nixon (77), Amerikaans moordenaar
- Pieter Berend Oudemans (45), Nederlands bankier
- Rudi Oxenaar (80), Nederlands museumdirecteur
- Leopold Vermeiren (91), Belgisch schrijver

### 16 december
- Anthony Barber (85), Brits politicus
- John Spencer (58), Amerikaans acteur

### 18 december
- Theo Van de Velde (84), Belgisch kunstschilder en tekenaar

### 19 december
- Hendrik Lagerwaard (83), Nederlands jurist

### 20 december
- Louis Biesbrouck (84), Nederlands voetballer
- B.J. Hogenboom (99), Nederlands burgemeester

### 21 december
- Carlos Sansores (88), Mexicaans politicus

### 23 december
- Yao Wenyuan (74), Chinees politicus

### 24 december
- George Gerbner (86), Amerikaans communicatiewetenschapper
- Frans Kerkhof (76), Nederlands musicus

### 25 december
- Wim Aalders (96), Nederlands theoloog
- Robert Barbers (61), Filipijns politicus
- Cees Botermans (86), Nederlands voetballer
- Birgit Nilsson (87), Zweeds sopraanzangeres

### 26 december
- Ted Ditchburn (84), Engels voetballer
- Jan Ficq (82), Nederlands burgemeester
- Désiré Luc Massart (64), Belgisch scheikundige
- Vincent Schiavelli (57), Amerikaans acteur
- Erich Topp (91), Duitse onderzeebootkapitein

### 27 december
- Jenne Smit (79), Nederlands voetballer

### 28 december
- Virginia Dighero-Zolezzi (114), Italiaans supereeuwelinge
- Wim Hillenaar (76), Nederlands burgemeester

### 29 december
- Julien Put (67), Belgisch radiomaker
- Henk Sprenger (86), Nederlands striptekenaar

### 30 december
- Jean Ollivier (80), Frans stripauteur
- Maria Verkeyn (109), oudste inwoner van België

### 31 december
- Gerry Tolman (52), Amerikaans musicus, manager en producent
- Ambroos Verheul (89), Nederlands geestelijke
- E.Th. Waaldijk (84), Surinaams journalist en historicus

## Datum onbekend
- Lena Constante (96), Roemeens schrijver en kunstenaar (overleden in november)
- Frederick Koch (82), Amerikaans componist (overleden in september)
- Alfred Langenus (75/76), Belgisch atleet
- Dave Robbins (82), Amerikaans jazzmusicus (overleden in september)

1900 ·
1901 ·
1902 ·
1903 ·
1904 ·
1905 ·
1906 ·
1907 ·
1908 ·
1909 ·
1910 ·
1911 ·
1912 ·
1913 ·
1914 ·
1915 ·
1916 ·
1917 ·
1918 ·
1919 ·
1920 ·
1921 ·
1922 ·
1923 ·
1924 ·
1925 ·
1926 ·
1927 ·
1928 ·
1929 ·
1930 ·
1931 ·
1932 ·
1933 ·
1934 ·
1935 ·
1936 ·
1937 ·
1938 ·
1939 ·
1940 ·
1941 ·
1942 ·
1943 ·
1944 ·
1945 ·
1946 ·
1947 ·
1948 ·
1949 ·
1950 ·
1951 ·
1952 ·
1953 ·
1954 ·
1955 ·
1956 ·
1957 ·
1958 ·
1959 ·
1960 ·
1961 ·
1962 ·
1963 ·
1964 ·
1965 ·
1966 ·
1967 ·
1968 ·
1969 ·
1970 ·
1971 ·
1972 ·
1973 ·
1974 ·
1975 ·
1976 ·
1977 ·
1978 ·
1979 ·
1980 ·
1981 ·
1982 ·
1983 ·
1984 ·
1985 ·
1986 ·
1987 ·
1988 ·
1989 ·
1990 ·
1991 ·
1992 ·
1993 ·
1994 ·
1995 ·
1996 ·
1997 ·
1998 ·
1999 ·
2000 ·
2001 ·
2002 ·
2003 ·
2004 ·
2005 ·
2006 ·
2007 ·
2008 ·
2009 ·
2010 ·
2011 ·
2012 ·
2013 ·
2014 ·
2015 ·
2016 ·
2017 ·
2018 ·
2019 ·
2020 ·
2021 ·
2022 ·
2023 ·
2024 ·
2025